# Świnoujście
Świnoujście (niem. Swinemünde) – miasto na prawach powiatu, uzdrowisko w północno-zachodnim krańcu Polski, najdalej wysunięte na północny zachód miasto w kraju, w województwie zachodniopomorskim z portem morskim i kąpieliskiem, położone nad cieśniną Świną oraz nad Morzem Bałtyckim, jedyne w Polsce miasto położone na 3 dużych wyspach: Uznam, Wolin, Karsibór oraz na kilkudziesięciu (łącznie 44) wyspach i wysepkach. 
Według danych GUS z 30 czerwca 2024 r., Świnoujście liczy 38 728 mieszkańców, będąc pod względem liczby ludności piątym (po Szczecinie, Koszalinie, Stargardzie oraz Kołobrzegu) miastem w województwie zachodniopomorskim.
Według danych GUS z 1 stycznia 2024 r., granice Świnoujścia obejmują powierzchnię 202,07 km² (2. miejsce w województwie i 10. w kraju). Ponad 100 km² stanowi powierzchnia wód, w tym Zalewu Szczecińskiego. Miasto systematycznie powiększa swoją powierzchnię w wyniku działalności wód oraz rozbudowy portu.

## Położenie

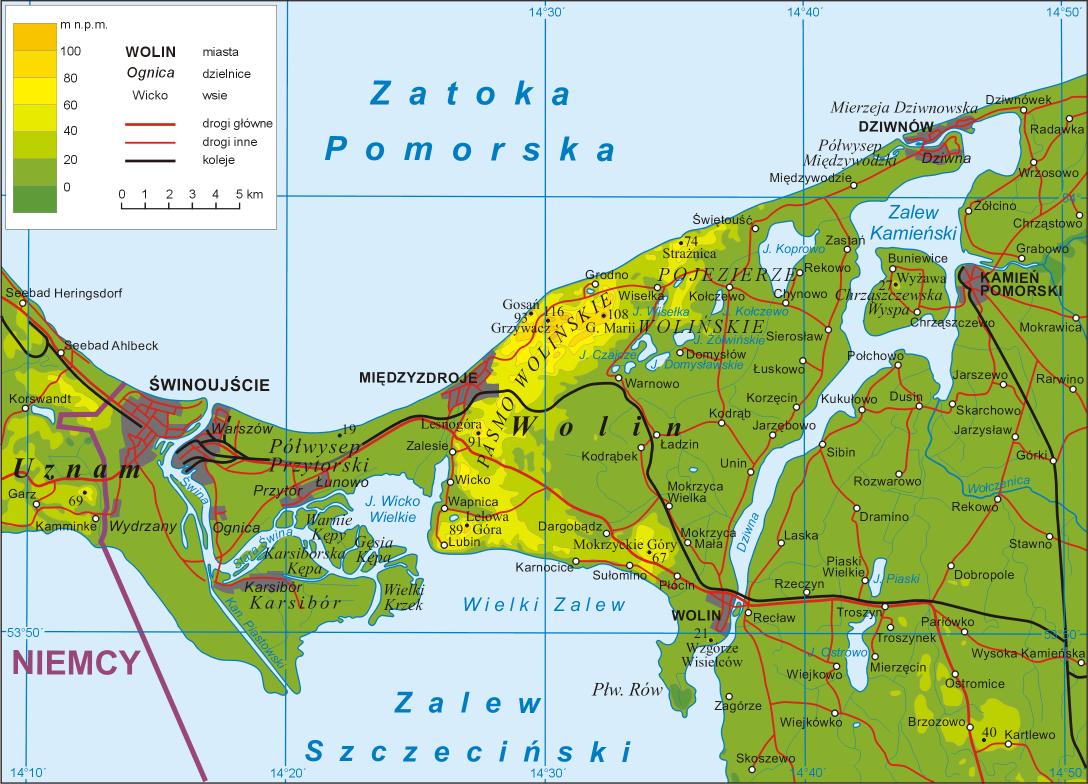
Mapa okolic Świnoujścia

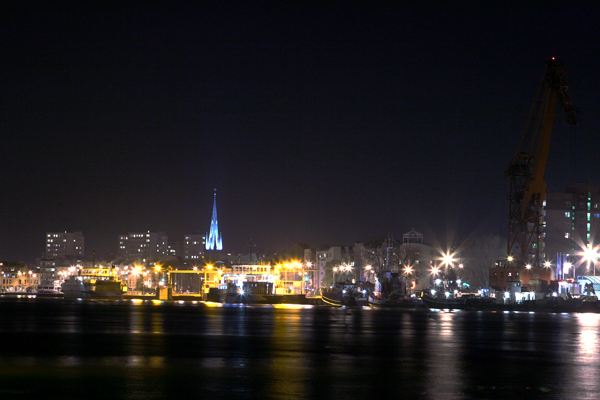
Świnoujście nocą

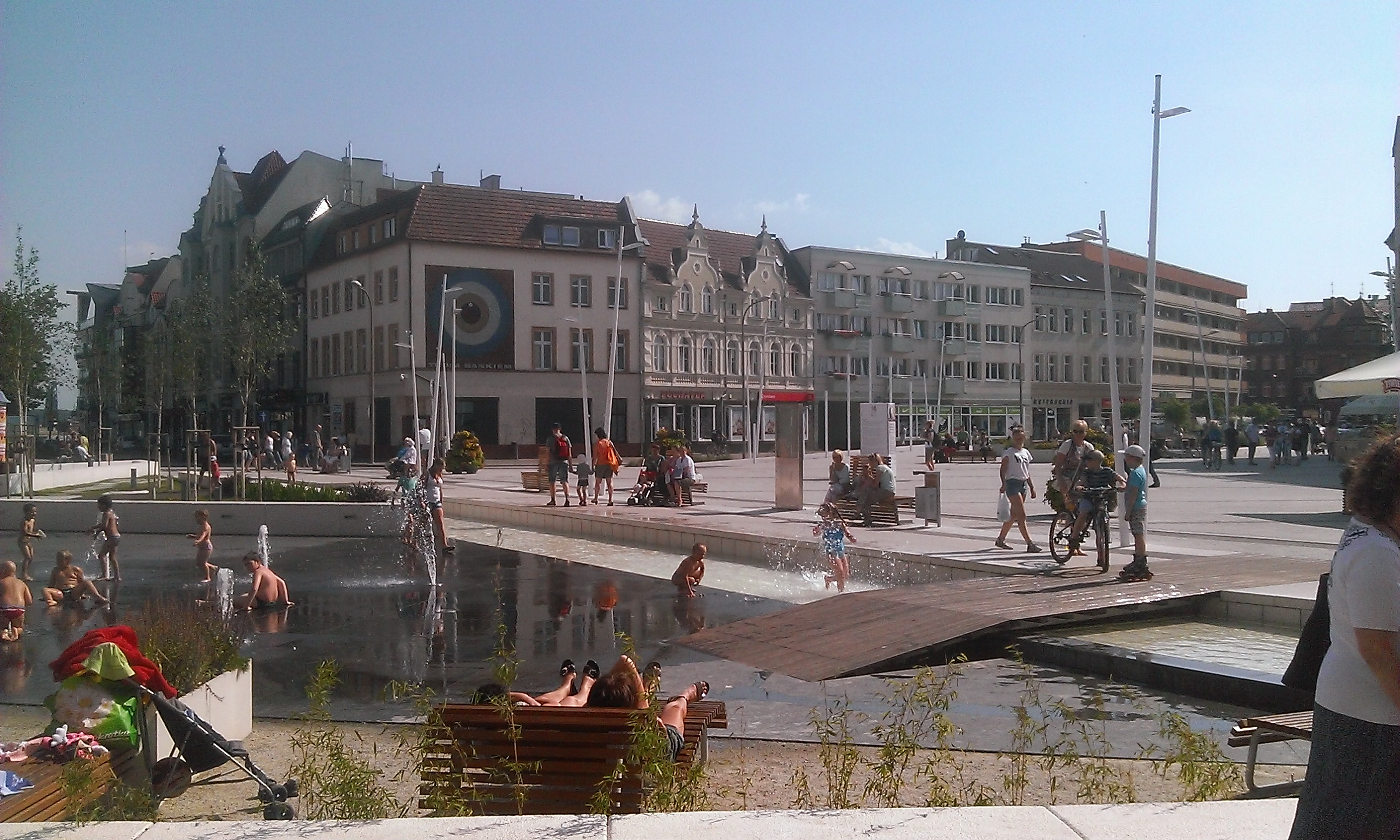
Plac Wolności latem

Miasto położone jest nad cieśniną Świną, która w północnej jego części łączy się z Morzem Bałtyckim, a południowej z Zalewem Szczecińskim. Leży na trzech zamieszkanych wyspach: Uznam (35 712 mieszkańców w 2010 r.), Wolin (4317 mieszkańców), Karsibór (703 mieszkańców) oraz na 41 mniejszych niezamieszkanych wyspach.
Świnoujście znajduje się w północno-zachodnim krańcu woj. zachodniopomorskiego (o współrzędnych 53°54′N 14°14′E/53,900000 14,233333). Według danych z 1 stycznia 2024 powierzchnia miasta wynosi 202,07 km². Co roku powierzchnia miasta powiększa się poprzez nanoszenie piasku na plaże przez prądy morskie. W ten sposób w ciągu ostatnich 200 lat linia brzegowa przesunęła się o 1,5 km. Obecnie świnoujska plaża w najszerszym odcinku ma 200 metrów, dzięki czemu jest najszerszą plażą w Polsce.

### Wyspy
| Wyspa    | Części miasta                                                                                             |
| -------- | --- |
| Uznam    | Płachcin, Smogorze, Śpikorz, Śródmieście, Ulno, Paprotno, os. Posejdon, Dzielnica Nadmorska               |
| Wolin    | Chorzelin, Czajczyn, Grębice, Klicz, Kwarantanna, Lubiewo (leśniczówka), Łunowo, Ognica, Przytór, Warszów |
| Karsibór | Bożyce, Dalimierz, Karsibór, Osiecze                                                                      |

Wyspy Uznam i Wolin są połączone tunelem, a wyspy Wolin i Karsibór – Mostem Piastowskim.

### Położenie administracyjne
Świnoujście graniczy z gminami:
- z gminą Międzyzdroje (powiat kamieński)
- z gminą Stepnica (powiat goleniowski) – poprzez Zalew Szczeciński
- z gminą Nowe Warpno (powiat policki) – poprzez Zalew Szczeciński
- z Garz, Heringsdorf, Kamminke, Korswandt (powiat Vorpommern-Greifswald)

### Położenie fizycznogeograficzne
Zgodnie z fizycznogeograficzną regionalizacją Polski wg Kondrackiego miasto Świnoujście pod względem ukształtowania terenu położone jest na obszarze należącym do regionu:
- prowincji Niżu Środkowoeuropejskiego,
- podprowincji Pobrzeża Południowobałtyckiego,
- makroregionu Pobrzeża Szczecińskiego;
- mezoregionu Uznam i Wolin.

Region ten zbudowany jest z aluwiów, na które składają się piaski ułożone w wydmy pochodzenia holoceńskiego, porośnięte borem nadmorskim (borem bażynowym) oraz gleb torfowych, na których w większości są łąki i mokradła.

## Środowisko naturalne

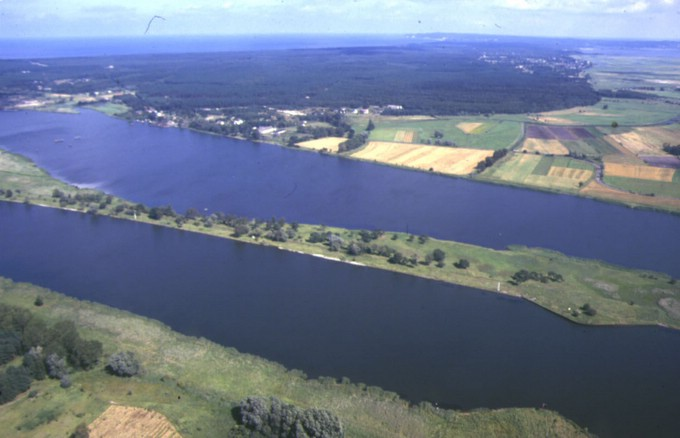
Świna

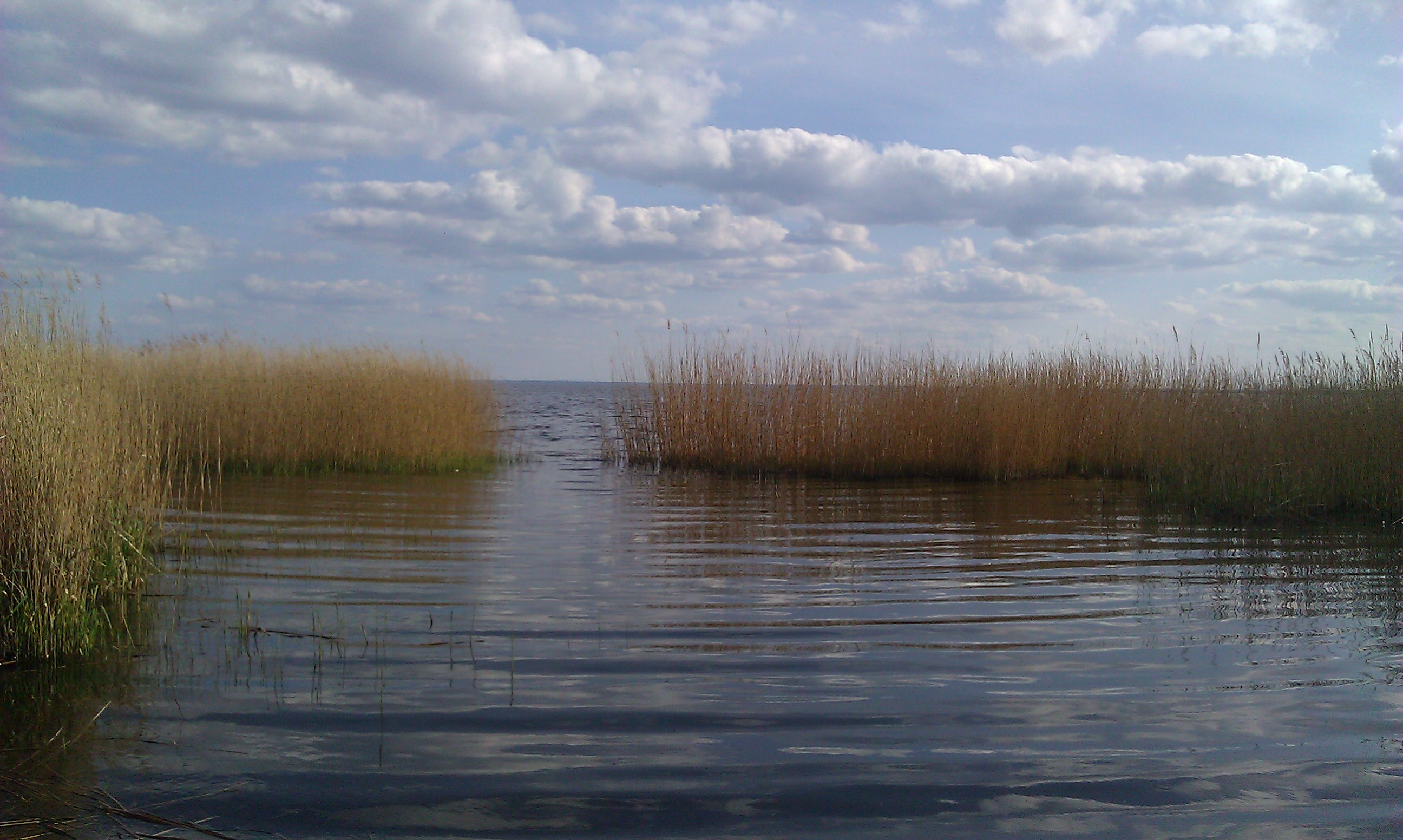
Wyspa Karsibór

Urząd Miasta Świnoujścia przedstawia, że gmina miejska obejmuje 44 wyspy – trzy zamieszkane: Uznam, Wolin, Karsibór oraz mniejsze niezamieszkane m.in.: Chełmek, Chełminka, Karsiborska Kępa, Koński Smug, Przytorskie Łęgi, Lądko, Mały Krzek, Ostrówek, Świńskie Kępy, Trzcinice, Warnie Kępy, Wielki Krzek, Wiszowa Kępa, Wola Kępa, Wołcza Kępa i Wydrza Kępa.

### Przyroda
Polską część wyspy Uznam porasta w większości Świdny Las, mieszany z przewagą sosny, rozciąga się od południowo-wschodniego krańca wyspy nad Zalewem Szczecińskim (rezerwat przyrody Karsiborskie Paprocie), po zachodnie osiedla miasta i drogę krajową nr 93 na wschodzie oraz granicę polsko-niemiecką na zachodzie. Na występowanie konkretnej roślinności wpływa ukształtowanie terenu, a że jest ono dość specyficzne, w związku z tym na terenach Świnoujścia i okolic panuje duże zróżnicowanie roślinności. Między brzegiem lasu a ulicą Wojska Polskiego biegnie droga rowerowa prowadząca od centrum miasta do granicy państwowej. Obok ścieżki, u zbiegu ulic Wojska Polskiego i 11 Listopada, znajduje się stacja kolejowa Świnoujście Centrum. Na terenie Świdnego Lasu znajduje się leśnictwo Świnoujście (Paprotno).
- rezerwat społeczny Karsiborska Kępa na wyspie Karsibór; gnieździ się tutaj około 140 gatunków ptaków.
- rezerwat przyrody Karsiborskie Paprocie (florystyczny) – o powierzchni 38,10 ha; położony na najdalej wysuniętym na południe cyplu wyspy Uznam, ochronie podlega fragment wielogatunkowego lasu liściastego ze stanowiskami długosza królewskiego i wiciokrzewu pomorskiego.
- Delta Świny – obszar specjalnej ochrony ptaków. Występują w nim także: zbiorowiska solniskowe, szuwary kłociowe, wielopostaciowy szuwar trzcinowy.
- wydma szara i wydma biała wzdłuż brzegu morskiego, m.in. na Półwyspie Przytorskim.

### Flora i fauna

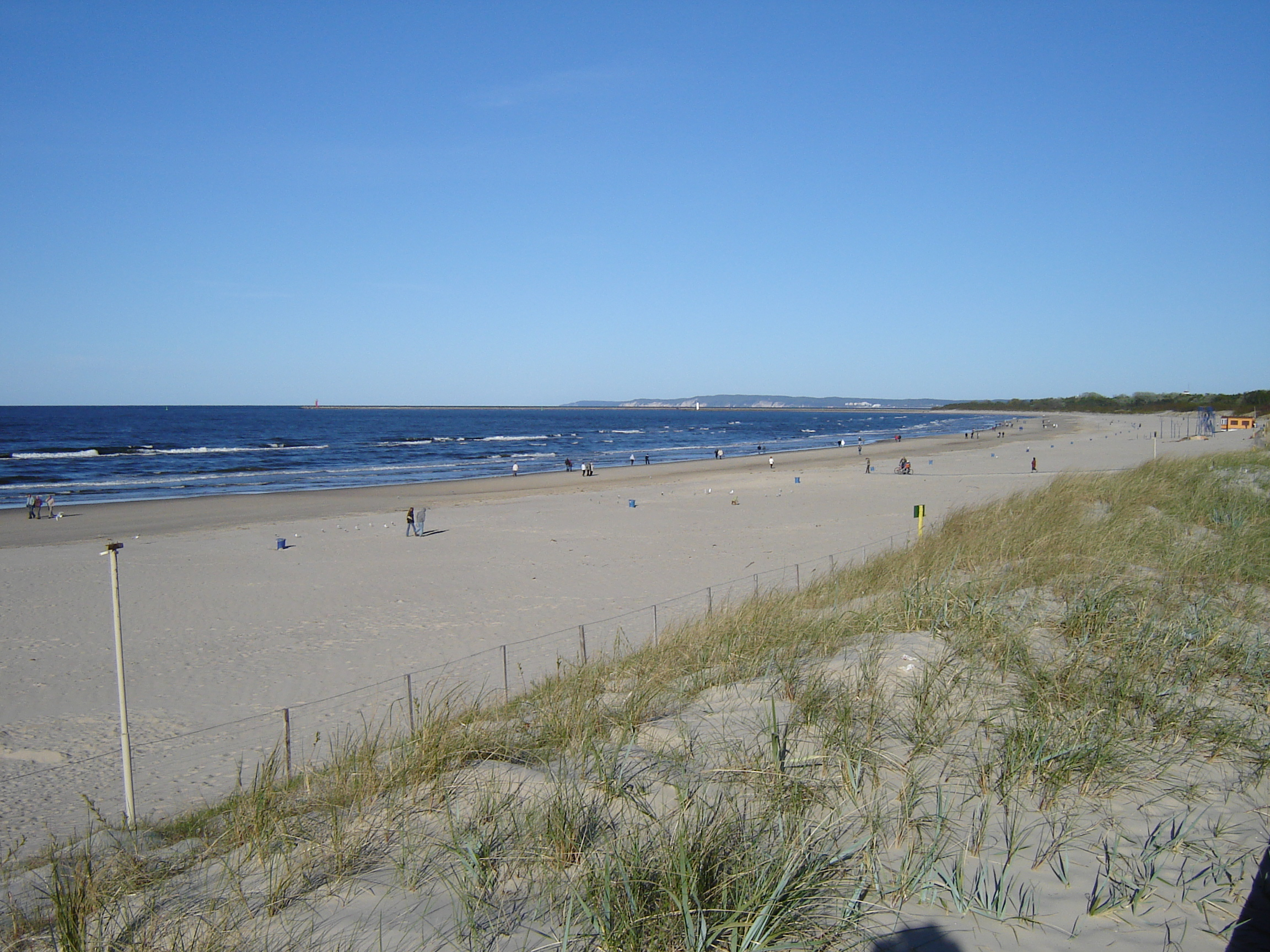
Wydmy i plaże w Świnoujściu

W rozmieszczeniu roślinności na terenie miasta decydującą rolę odgrywa ukształtowanie terenu. Wysoczyzny morenowe wyspy Uznam i Wolin porastają lasy bukowe z przewagą buka oraz sosen, sporadycznie rosną dęby i brzozy. W podszycie licznie występują mszaki i porosty oraz w zależności od wilgotności oraz inne rośliny zielne. Wydmy to siedliska borów sosnowych występujących w różnych odmianach w zależności od stosunków wilgotnościowych podłoża. Na wydmach występują też takie rośliny jak: mikołajek nadmorski, rokitnik oraz gatunki roślin wydmowych takie jak: honkenia piaskowa, rukwiel nadmorska i solanka kolczysta. Obszar miasta to także obszar występowania buczyn pomorskich, lasów oraz lasów bukowo-dębowych. Na wyspach spotyka się również rozległe łąki i torfowiska. Południowe zbocza wyspy Wolin porośnięte są gęsto tarniną, głogiem, różami oraz różnorodnymi ziołami. Oddziaływanie zarówno słodkowodnego, jak i morskiego środowiska stworzyło warunki, w których przyjęła się roślinność pochodzenia atlantyckiego. Obszar 44 wysp to również środowisko życia wielu zwierząt, głównie zwierząt morskich takich jak: ryby (śledź, dorsz, płastuga, szprot i makrela), meduzy (chełbia modra) czy różnorodne skorupiaki. W Zalewie Szczecińskim natomiast występują ryby słodkowodne, a w szczególności płocie, leszcze, certy, okonie i szczupaki. Schronienie znajduje tu wiele gatunków ptaków m.in.: kaczki, mewy, łabędzie, kormorany itp. Kompleksy leśne występujące na terenie miasta zamieszkują głównie dziki, sarny, lisy, wiewiórki czy zające. Wśród owadów zaobserwować można liczną populację chrząszczy. Na terenie wysp występuje największy w Polsce chrząszcz, jelonek rogacz.

### Rzeźba terenu i geologia

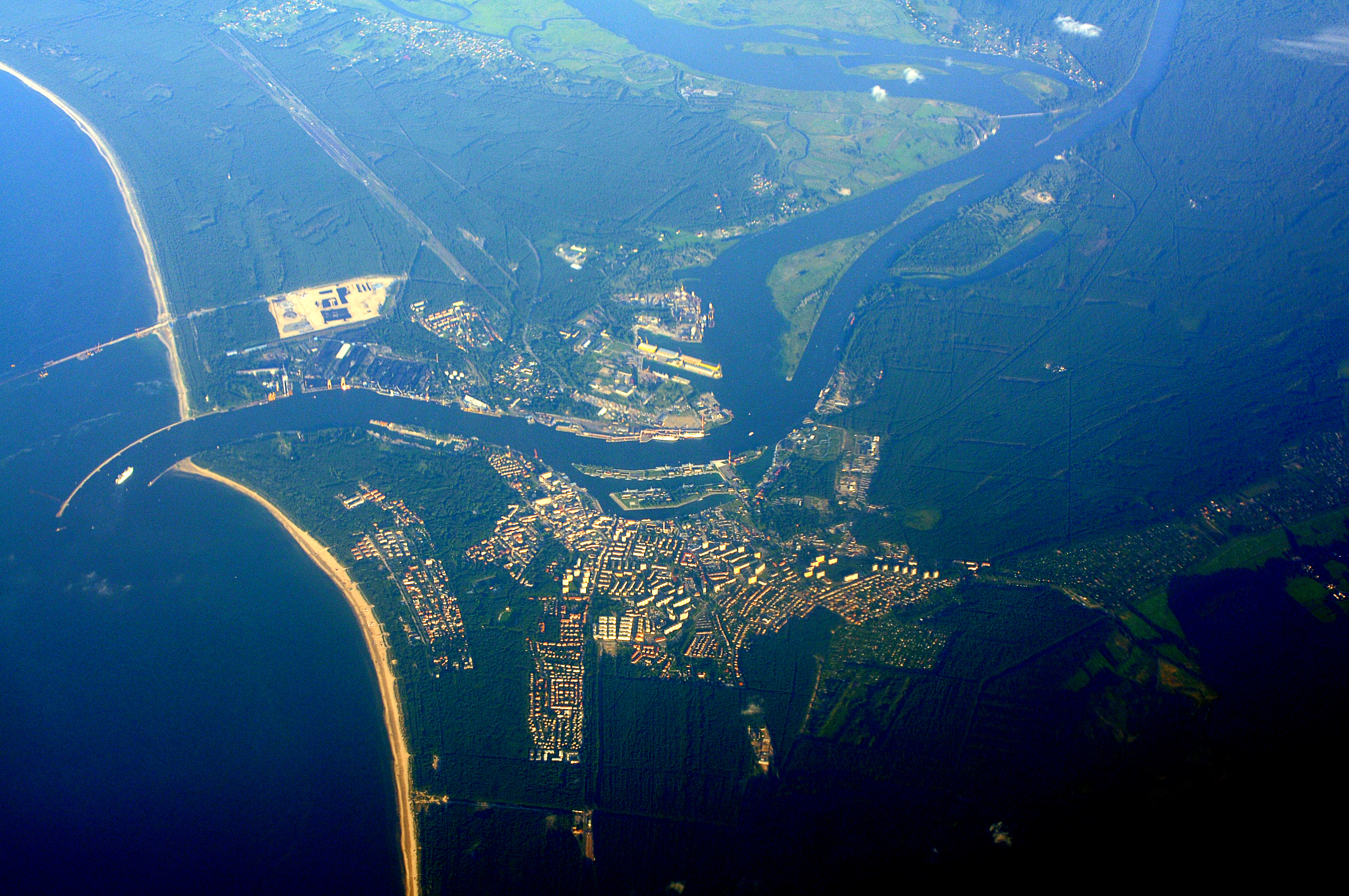
Zdjęcie lotnicze Świnoujścia

O ukształtowaniu krajobrazu wysp i samego miasta w głównej mierze zdecydowały przemiany zachodzące 11-12 tysięcy lat temu w okresie lądolodu. Układ przestrzenny miasta uwarunkowany jest rzeźbą terenu, a nade wszystko obecnością Świny i jej kanałów. Mierzeja Bramy Świny leży w obrębie dwóch jednostek geologicznych: wału pomorskiego i niecki szczecińskiej. Obie struktury położone względem siebie równolegle z kierunku północno-zachodniego na południowo-wschodni. Granicę tych dwóch struktur wyznacza dyslokacja przebiegająca w rejonie miasta. Powstanie wału pomorskiego (jura/kreda) wiąże się z wysadami solnymi – diapiry występującymi w rejonie Przytoru. Nieckę szczecińską wyścielają osady trzeciorzędowe, które jednak w wyniku stałego wypiętrzania (od mezozoiku) i denudacji obszaru zostały w wielu miejscach usunięte. Czwartorzęd to okres, kiedy rzeźba tego obszaru modelowana była przez lodowiec, którego największe znaczenie związane jest z pomorską fazą zlodowacenia bałtyckiego. W holocenie zaś podnoszący się poziom wód morskich wywoływał kilkukrotne transgresje morskie. Po ustąpieniu morza na obniżonych terenach dawnych pradolin i obniżeń morenowych rozpoczęła się akumulacja morska powodująca powstanie mierzejowych fragmentów obu wysp oraz częściowego odcięcia Zalewu Szczecińskiego od otwartego morza. Warunki klimatyczne, litologiczne oraz w zależności od głębokości zalegania wód gruntowych na terenie miasta wykształciły się gleby bielicowe, rozwijające się z osadów piaszczystych i piaszczysto-żwirowych np. na piaskach wydmowych, a także torfowe i bagienne.

### Klimat
Świnoujście leży w strefie klimatu umiarkowanego, o charakterze wybitnie przejściowym, na który znaczny wpływ ma ciepły prąd atlantycki. Przejściowość klimatu cechuje znaczna zmienność pogody oraz znacznie mniejsze skoki temperatury, niż to ma miejsce w głębi kraju. Opady są tu nieduże (ok. 550 mm rocznie), zimy zaś są łagodniejsze i mniej mroźne. Klimat panujący latem jest dość zmienny, zdarzają się długie okresy ciepłej i słonecznej pogody i odwrotnie – tygodnie deszczowe. W lecie dzień jest tutaj dłuższy o około 1 godzinę niż w Polsce południowej a zimą o godzinę krótszy. Świnoujście ze względu, iż jest miastem najbardziej wysuniętym na zachód polskiego wybrzeża, ma największą liczbę dni słonecznych w ciągu roku, również temperatura wody w Bałtyku jest tutaj najwyższa.
| Miesiąc                            | Sty   | Lut   | Mar   | Kwi  | Maj  | Czer | Lip  | Sie  | Wrz  | Paź  | Lis   | Gru   | Rocznie |
| ---------------------------------- | ----- | ----- | ----- | ---- | ---- | ---- | ---- | ---- | ---- | ---- | ----- | ----- | ------- |
| Najwyższe temperatury [°C]         | 13.5  | 13.1  | 19.7  | 25.1 | 29.4 | 31.8 | 34.4 | 36.8 | 30.2 | 24.2 | 17.7  | 14.8  | 36.8    |
| Średnie najwyższe temperatury [°C] | 3.9   | 4.2   | 8.8   | 11.2 | 16.9 | 19.1 | 20.6 | 20.1 | 16.6 | 12   | 6.2   | 4.7   | 12.00   |
| Średnie temperatury [°C]           | 0.4   | 0.9   | 4.5   | 8.7  | 13.2 | 15.8 | 17.2 | 16.9 | 13.9 | 9.4  | 4.4   | 1.7   | 8.92    |
| Średnie najniższe temperatury [°C] | -3.1  | -2.5  | 0.1   | 6.2  | 9.5  | 12.5 | 13.8 | 13.7 | 11.2 | 6.8  | 3     | -1.4  | 5.82    |
| Najniższe temperatury [°C]         | -22.3 | -23.6 | -17.3 | -6   | -2.3 | 1    | 4    | 2.5  | -2.2 | -5.3 | -11.6 | -15.1 | -23.6   |
| Opady [mm]                         | 33    | 30    | 37    | 45   | 49   | 64   | 82   | 68   | 41   | 49   | 44    | 46    | 588     |

- Usłonecznienie roczne (w godz.) – 1541
- Temperatura powietrza (średnia roczna) – 7,9 °C
- Amplituda temperatur skrajnych – 56,6 °C
- Liczba dni z komfortem klimatycznym w roku – 34%
- Liczba dni gorących (w roku) – 12
- Liczba dni bardzo mroźnych (w roku) – 9
- Liczba dni z opadem (w roku) – 167
- Średnia prędkość wiatru – 3,7 m/s.[17]

### Pomniki przyrody
Lista drzew pomnikowych i pomników przyrody na terenie Świnoujścia:
- cisy „Korsarze” – cisy (ul. Paderewskiego i ul. Chopina)
- cisy „Żeglarze” – obwody: 60 i 57 cm (Nabrzeże Władysława IV, przed kapitanatem portu)
- dęby „Dwaj Kapitanowie” – dęby (Nabrzeże Władysława IV)
- lipy „Żony marynarzy” – lipy (Nabrzeże Władysława IV)
- platan „Cudzoziemiec” – platan klonolistny (ul. Bohaterów Września 39)
- sosna „Rodzina” – Sosna zwyczajna z oplotem bluszczu (ul. Matejki, przed wejściem na stadion)
- wiązy „Przemytnicy” – wiązy (ul. Jachtowa, Park Zdrojowy)
- dęby „Powodzianie” – dęby (Karsibór, ul. Trzcinowa)
- dąb „Latarników” – dąb o obwodzie 635 cm (Warszów, ul. Sosnowa)
- dąb „Karczmarz” – dąb (Warszów – centrum)
- dąb „Szyper” – dąb o obwodzie 295 cm (Przytór, przy kościele)
- jodła „Elżbieta” – jodła o obwodzie 275 cm (przy drodze Świnoujście-Międzyzdroje, niedaleko granicy powiatów, rejon Łunowa)

## Demografia
Liczba ludności miasta Świnoujście w poszczególnych latach:
Piramida wieku mieszkańców Świnoujścia w 2014 roku.

## Toponimia

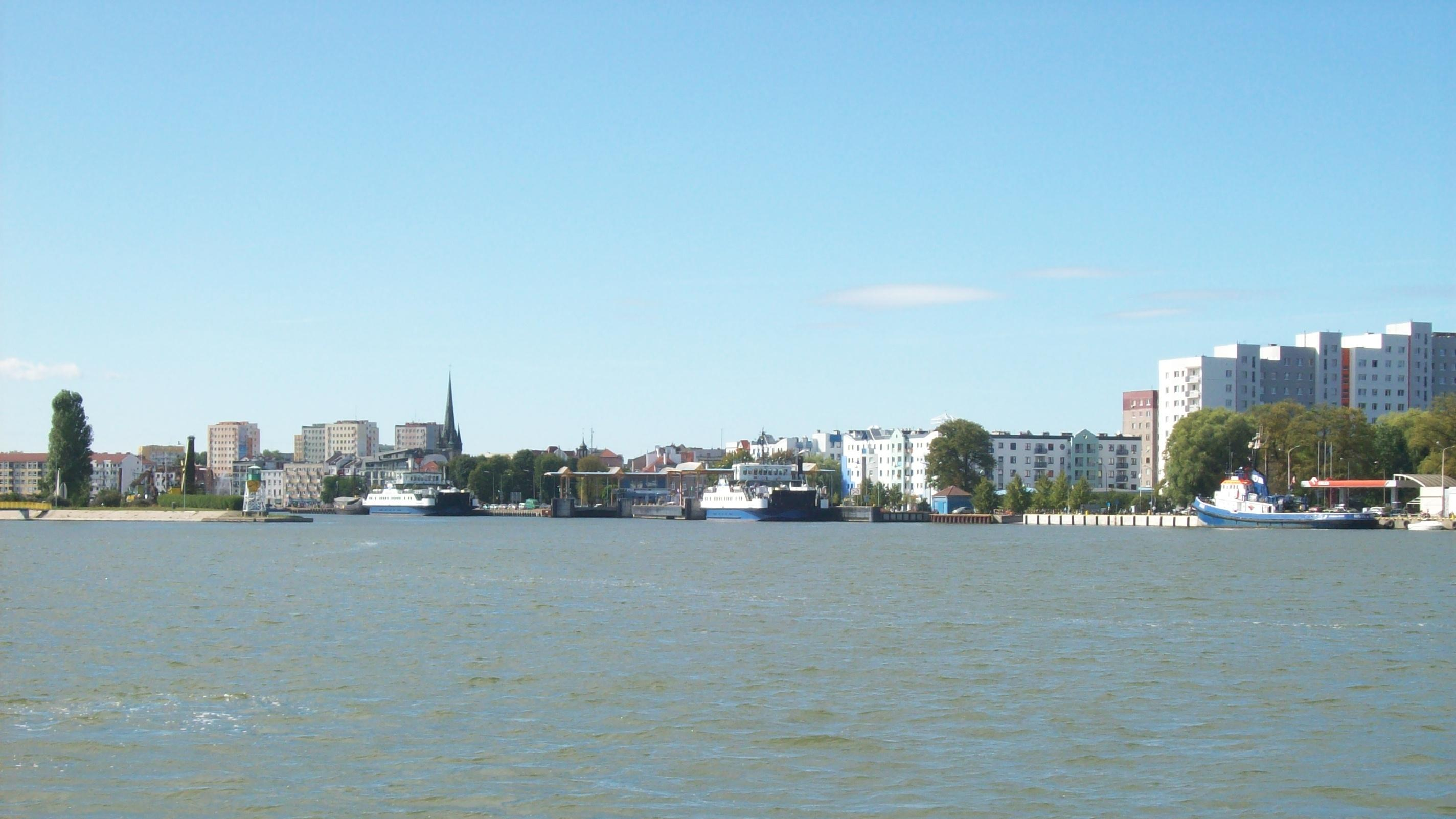
Widok na część zabudowy miasta z promu „Bielik”

W 1182 roku zapisano Szvvine jako nazwę miejscową. Dalsze zapisy dotyczyły cieśniny.
Do 1945 roku (włącznie) używano polskiej nazwy miasta Świnioujście i Swinoujście. 7 maja 1946 r. ustalono urzędowo nazwę Świnoujście.
Nazwa miasta powstała poprzez złączenie słów charakterystycznych dla tego miejsca – centrum miasta znajduje się w miejscu, gdzie Świna łączy się z Bałtykiem i ma charakter ujścia rzeki. Podaje się także, że polska nazwa została dosłownie przetłumaczona z niemieckiego Swinemünde.

## Historia

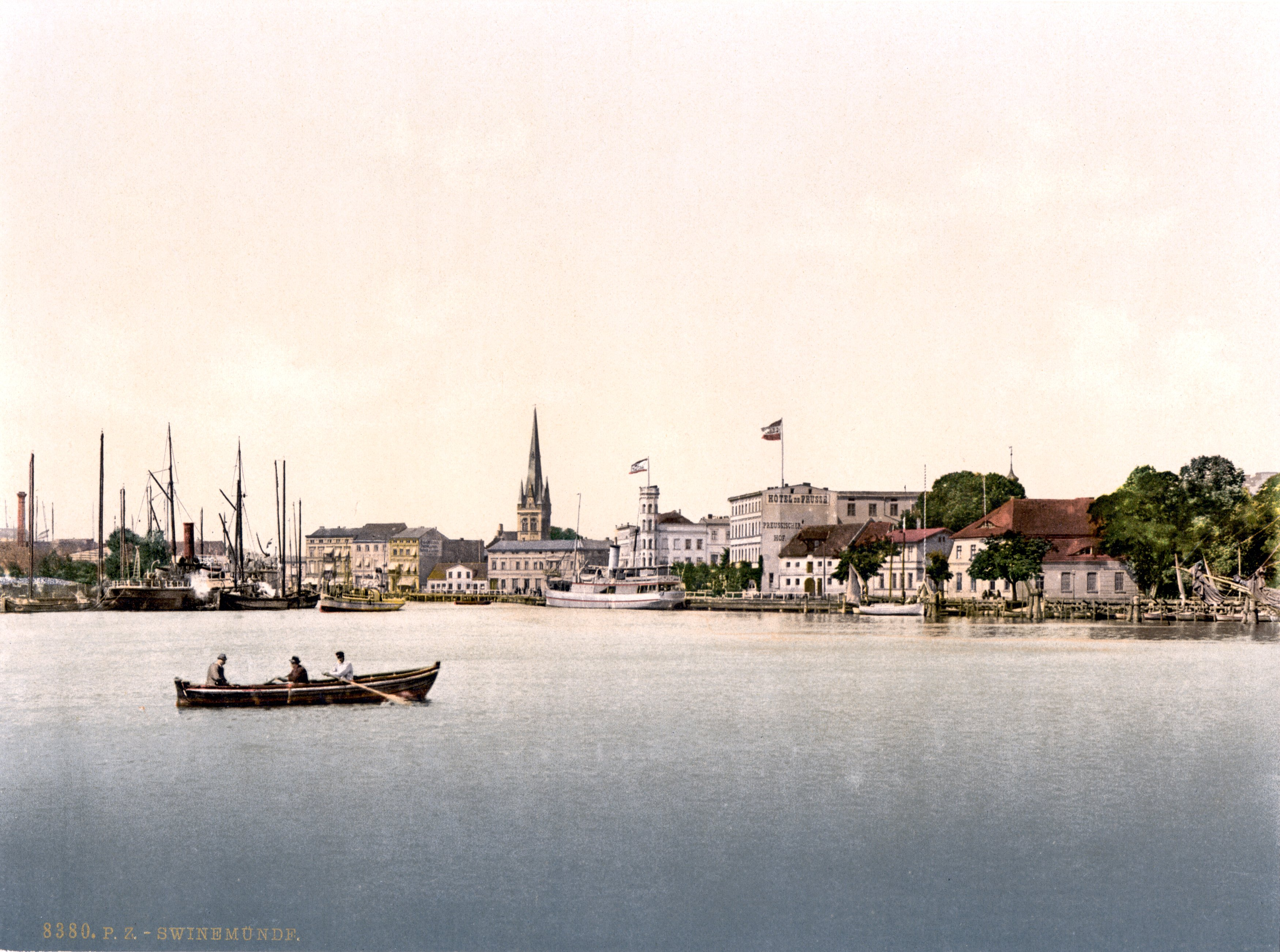
Świnoujście w latach 1890–1900

Pierwsze osady ludzkie na terenach, gdzie obecnie leży Świnoujście, pojawiły się już przed 5 tysiącami lat, na co wskazują znaleziska archeologiczne, a najstarsze zapisy dotyczące tych okolic sięgają XII wieku. Gród plemienia Wolinian został wymieniony po raz pierwszy w 875 przez Geografa Bawarskiego, w X wieku tereny nad Świną Mieszko I włączył do swego państwa. W wiekach późniejszych władali tu książęta pomorscy, którzy po obu stronach cieśniny wznosili grody warowne, kilkakrotnie niszczone przez duńskie najazdy w XII w.
W 1170 i 1173 na obu brzegach Świny założono gródki strażnicze zniszczone najazdem duńskim w 1177 i odbudowane w latach 1181–1182.
W latach 1185–1227 Świnoujście z całym Pomorzem Zachodnim stało się lennem Danii.
W 1628 wojska cesarskie opanowały Bramę Świny i wybudowały umocnienia broniące dostępu na Świnę od strony morza.
24 czerwca 1630 na wyspie Uznam znalazły się wojska szwedzkie. Król Szwecji Gustaw II Adolf pięć dni spędził w Karsiborze. Kończący wojnę trzydziestoletnią (1618-48) pokój westfalski pozostawił miasto wraz z całym Pomorzem Zachodnim Szwecji do 1720, kiedy to Prusy odkupiły wyspy Wolin i Uznam za sumę 10 mln talarów w złocie.
W 1729 roku król Fryderyk Wilhelm I rozpoczął prace nad przystosowaniem ujścia Świny do żeglugi większych statków. W latach 1738–1740 wobec konieczności wnoszenia wysokich opłat za przepływanie cieśniną Peenestrom (ten akwen razem z Wolgast należał do Szwecji do 1815) rząd pruski postanowił umożliwić żeglugę Świną do Szczecina i rozpoczął pogłębianie jej głównego koryta. W 1740 roku przedsięwzięcie to zostało wznowione przez Fryderyka II, a w 1743 roku na północ od wioski Swine powstało osiedle o nazwie Swinemünde, oficjalnie ogłoszone portem morskim w 1746 roku. W 1753 roku Świnoujście otrzymało magistrat i urząd burmistrza, a dziesięć lat później, w 1763 roku, uzyskało status tzw. Immediatstadt, czyli miasta podlegającego bezpośrednio królowi. Prawa miejskie miasto uzyskało od Fryderyka Wielkiego w 1765. W 1792 roku nastąpiło poświęcenie kościoła, który w 1881 roku został rozbudowany i otrzymał wieżę. 
Wraz z XIX wiekiem rozpoczęła się rozbudowa portu – wybudowane zostało drewniane molo, pogłębiono tor wodny i miało miejsce wzniesienie latarni morskiej, wówczas znacznie poprawiły się warunki bezpieczeństwa żeglugi. Uruchomiona została regularna żegluga pasażerska, a pod koniec tegoż wieku, miasto uzyskało połączenie kolejowe z Berlinem. Wszystko to wpłynęło korzystnie na rozwój miasta.
Bramę Świny ujęto w latach 1818–1823 w dwa kamienne falochrony, a w latach 1875–1890 w celu usprawnienia żeglugi pomiędzy Szczecinem a Bałtykiem w południowo-wschodniej części wyspy Uznam przekopano Kanał Piastowski. W 1854 roku rozpoczęto budowę najwyższej wówczas w świecie latarni morskiej, którą uruchomiono już w grudniu 1857 roku.

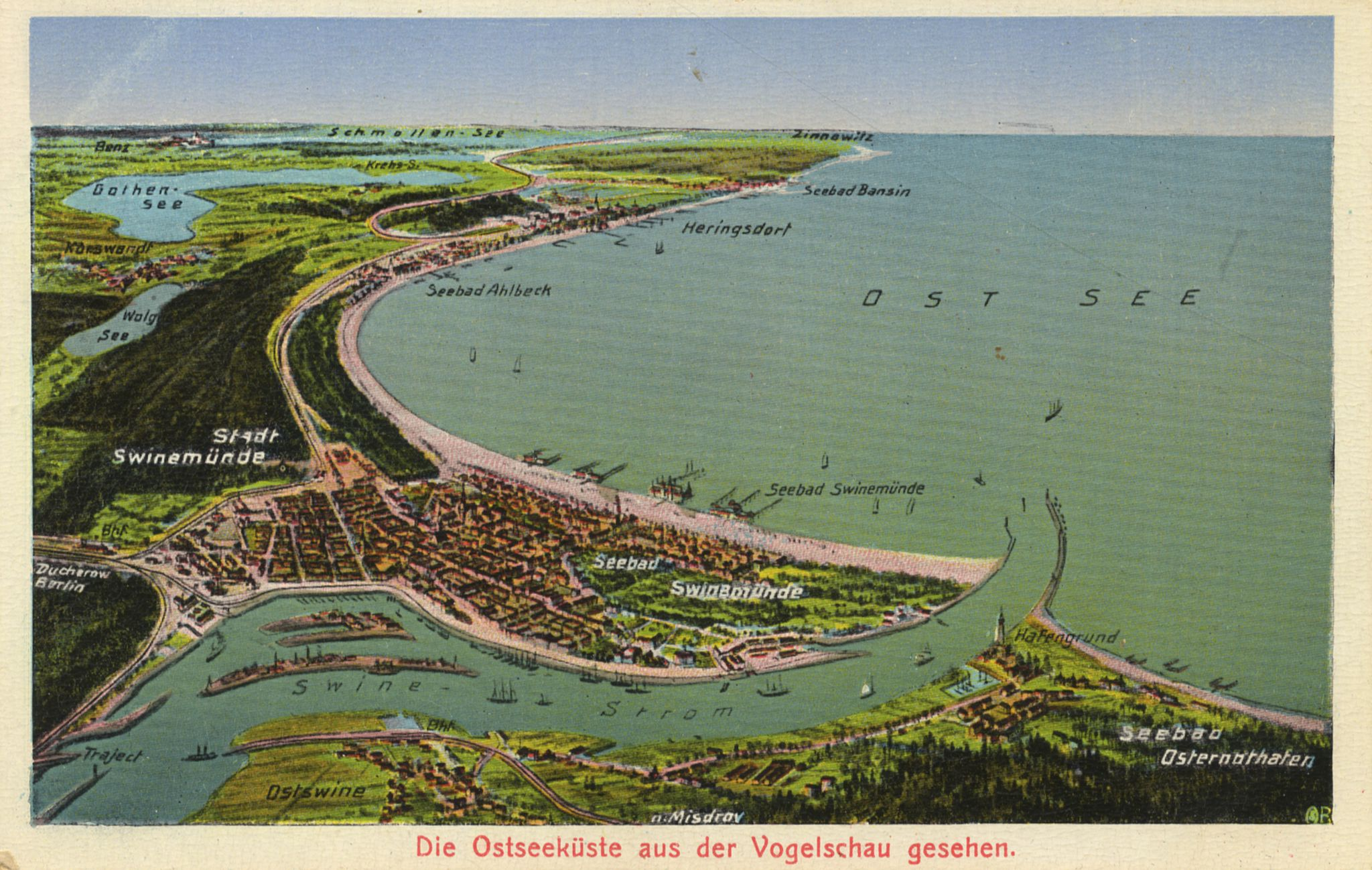
Miasto około 1900 roku

W 1824 miasto stało się kurortem, a w 1895 – po odkryciu źródeł solanki i borowiny – uzdrowiskiem. W końcu XIX wieku w szybkim tempie powstała dzielnica uzdrowiskowa, oddzielona od centrum miasta parkiem. W drugiej połowie XIX wieku uzyskało połączenie kolejowe z Berlinem (zniszczone w 1945 stacje Świnoujście Główne, Świnoujście Nieradków i Świnoujście Port).

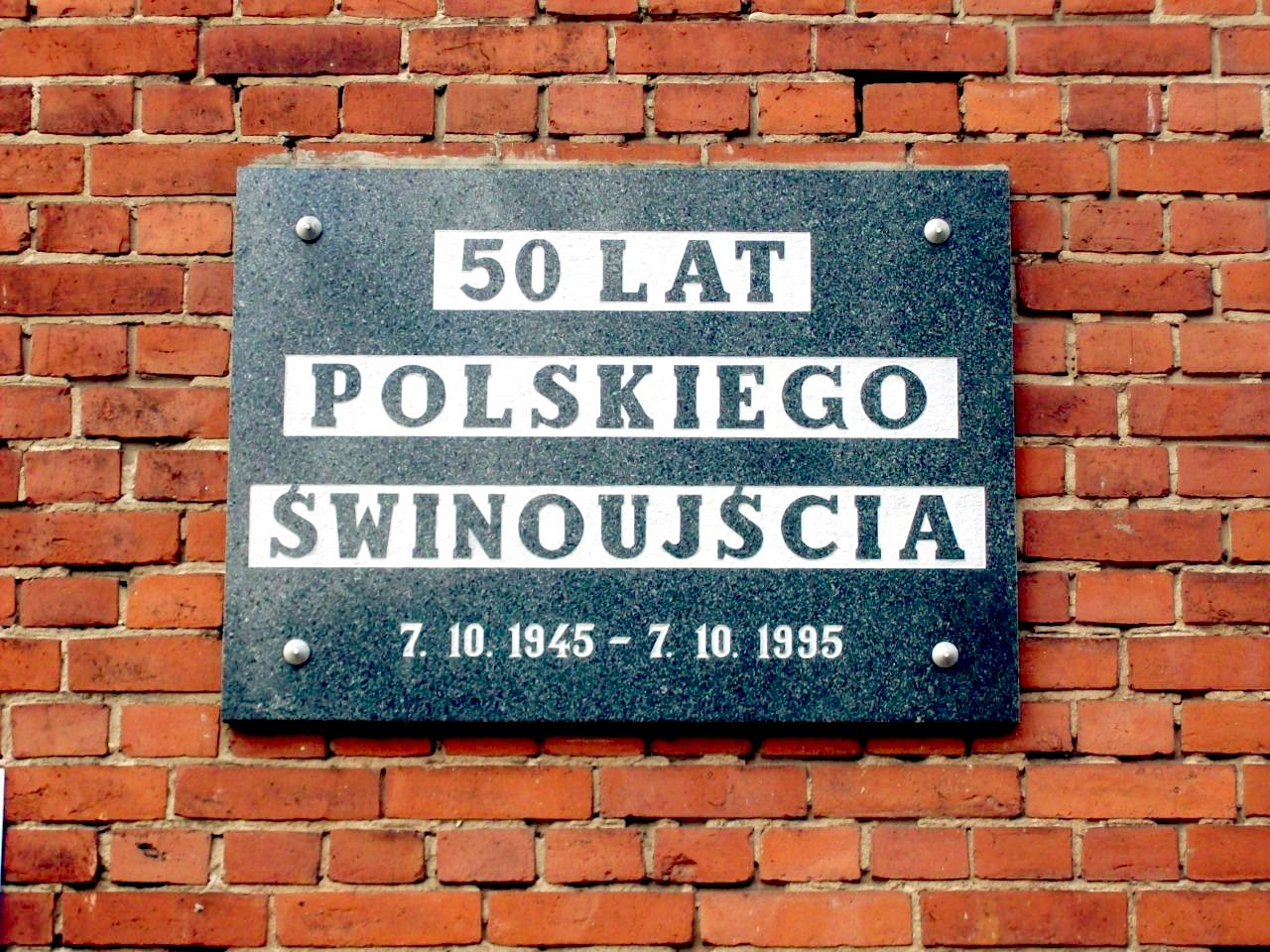
Tablica Pamiątkowa „50 lat Polskiego Świnoujścia”

### Świnoujście w czasie II wojny światowej
Baza Kriegsmarine w Świnoujściu odgrywała istotną rolę w niemieckim systemie obronnym na Pomorzu Zachodnim. Stacjonowały tam okręty różnych klas, zarówno na stałe, jak i przejściowo. W bazie przeprowadzano drobne naprawy techniczne i zbrojeniowe, zaopatrywano okręty w amunicję, miny, torpedy, a także uzupełniano zapasy paliwa i żywności. Najczęściej pojawiały się tam kutry torpedowe, łodzie podwodne i niszczyciele. Ilość okrętów w porcie wojennym była zmienna i zależała od przebiegu działań wojennych. W bazie znajdowało się również około 30 wodnosamolotów, dla których w sąsiedztwie portu zbudowano stocznię remontową z hangarami. Baza dysponowała kilkudziesięcioma żelbetowymi bunkrami, w których przechowywano wszystkie niezbędne środki do zapewnienia gotowości bojowej floty i innych jednostek. 
W czasie II wojny światowej na Warszowie, dzielnicy położonej naprzeciwko centrum po drugiej stronie Świny, znajdowała się stocznia o znaczeniu militarnym, gdzie budowano małe, drewniane trałowce. Stocznia pracowała przez całą dobę, a średnio co trzeci dzień wodowano nowy okręt, który po uzbrojeniu i wyposażeniu w Świnoujściu, wypływał na front. W końcowym okresie wojny stocznia wyprodukowała znaczną liczbę tych jednostek. Świnoujście było największą bazą morską niemieckiej floty na zachodnim Bałtyku, a w latach 1944/45 miasto liczyło około 40 000 mieszkańców, z czego około 50% stanowili żołnierze. W czasie wojennym funkcjonował też port przeładunkowy oraz baza zaopatrzenia floty wojennej (okręty podwodne, kutry). 
W lesie w pobliżu Ognicy, gdzie obecnie później znajdowały się magazyny PPDIUR "Odra", znajdowała się fabryka produkująca torpedy okrętowe. Obiekty i infrastruktura sugerują, że zakład ten zajmował się głównie montażem torped z dostarczonych części. Do fabryki doprowadzono tor kolejowy, nad którym zbudowano solidny pomost z żelaznych belek i szyn, wyposażony w ruchomy dźwig do załadunku torped na wagony. W pobliżu fabryki, nad brzegiem Starej Świny, powstała betonowa przystań, umożliwiająca załadunek torped na okręty. Ze względu na swoje strategiczne położenie, fabryka odgrywała kluczową rolę w zaopatrywaniu niemieckich okrętów torpedowych operujących na zachodnich wodach Bałtyku, zwłaszcza pod koniec wojny, kiedy niemiecka flota koncentrowała się w tym rejonie. 
Miasto i port zostały zniszczone głównie podczas nalotów alianckich 12 marca i 16 kwietnia 1945. Liczba ofiar przekroczyła 23 tysiące. Miasto poddało się Armii Czerwonej 5 maja 1945. Po zakończeniu II wojny światowej, na mocy układu poczdamskiego Świnoujście zostało najbardziej na zachód położonym polskim portem. 

### Czasy powojenne
Do czasu przejęcia Świnoujścia przez polską administrację i powstania placówek Państwowego Urzędu Repatriacyjnego, na terenie miasta osiedliło się spontanicznie około 400 Polaków. Większość budynków mieszkalnych w mieście była zajęta przez ludność niemiecką, a nieruchomości w nadmorskiej dzielnicy były zajęte przez radzieckie władze wojskowe. W tym okresie w miastach powiatu wolińskiego mieszkało około 400 Polaków, co oznacza, że dostępnych było około 1000 wolnych izb, podczas gdy Niemcy zajmowali ponad 11 tysięcy izb. Również dostępność wolnych warsztatów rzemieślniczych była ograniczona - z 141 warsztatów 68 było gotowych do natychmiastowego objęcia, podczas gdy reszta była zajęta przez Niemców. Spośród 45 małych zakładów przemysłowych pod kontrolą polskich władz, większość była zniszczona. Władze radzieckie uruchomiły ponownie m.in. stocznię remontową kutrów rybackich w Świnoujściu, a także kilka innych mniejszych zakładów. Zgodnie z ewidencją z grudnia 1945 roku, sporządzoną przez Pełnomocnika RP na obwód Uznam-Wolin, przy założonym ówczesnym stanie zaludnienia miast wynoszącym około 600 osadników, możliwe było dalsze zwiększanie liczby osiedlających się Polaków.
16 października 1945 roku do Świnoujścia przybyła czteroosobowa delegacja z zadaniem zorganizowania oddziału powiatowego Państwowego Urzędu Repatriacyjnego. W tym samym czasie utworzono punkt etapowy w Świnoujściu. Już na początku listopada punkt został wyposażony w niezbędny sprzęt do przyjmowania osadników. Obiekt w Świnoujściu posiadał 96 miejsc noclegowych. Placówka posiadała własną kuchnię mogącą wykarmić 120 osób. W końcu 1947 roku, w wyniku zmniejszenia napływu osadników, nastąpiła reorganizacja struktury PUR i punkt etapowy w Świnoujściu przestał istnieć 5 grudnia 1947 roku, a ostateczna likwidacja placówki PUR w Świnoujściu nastąpiła 1 sierpnia 1950 roku.
Zimą 1945/1946 w mieście doszło do mordów pozostałej na miejscu niemieckiej ludności cywilnej. IPN ocenia liczbę ofiar na ponad 40. Zdarzyły się też gwałty, pobicia i okaleczenia. Sprawcami tych zajść byli młodzi funkcjonariusze Urzędu Bezpieczeństwa i MO.
Na przełomie lat 40. i 50. powstało PPDiUR „Odra”. W 1948 r. rozpoczęto odbudowę i przebudowę portu Świnoujście z wojennego na handlowo-rybacki. Rozpoczęto też budowę wielkiego kombinatu rybnego, zbudowano olbrzymi basen i budynki przemysłowe, a 3 lata później przekazano do eksploatacji Bazę Rybacką. W ciągu trzech lat powstał wielki kombinat rybny, zarządzany przez samodzielne Przedsiębiorstwo Usług Rybackich Odra w Świnoujściu. 
Dopiero 27 listopada 1950 r. rząd NRD wyraził zgodę na przekazanie Polsce ujęcia wody dla miasta Świnoujścia, położonego przy jeziorze Wolgastsee i wytyczeniu tam na nowo granicy. W czerwcu 1951 roku włączono do Polski obszar o powierzchni 76,5 ha wraz ze stacją uzdatniania wody, tworząc wysunięty w obszar niemiecki charakterystyczny cypel (tzw. Worek 53°54′49,11″N 14°11′11,18″E/53,913642 14,186439). W zamian Niemcom przyznano podobny obszar między ujęciem wody a Zatoką Pomorską.
Część uzdrowiskowa miasta zajmowana była przez wojska radzieckie do 1957, a do przełomu lat 80. i 90. w Świnoujściu istniała baza radzieckich okrętów wojennych wraz z zapleczem. Do 1972 r. miasto należało do powiatu wolińskiego. W 1959 roku powstało Państwowe Przedsiębiorstwo „Uzdrowisko Świnoujście”. Obecnie Uzdrowisko Świnoujście S.A. należy do największych i najnowocześniejszych w Polsce, a jej największym atutem są w dalszym ciągu odkryte sto lat temu solanki bromkowo-jodkowo-sodkowe.
W latach 60. i 70. XX wieku powstał port morski, który wraz ze szczecińskim utworzył zespół portów Szczecin–Świnoujście. W 1964 roku wznowiono żeglugę promową do Skandynawii.
W 1989 r. ratyfikowana została umowa między Polską Rzecząpospolitą Ludową a Niemiecką Republiką Demokratyczną w sprawie rozgraniczenia obszarów morskich w Zatoce Pomorskiej, która ustaliła przebieg granicy morskiej w rejonie Świnoujścia.
W grudniu 2006 podjęto decyzję o budowie w Świnoujściu na wyspie Wolin portowego terminalu LNG mającego podnieść bezpieczeństwo energetyczne Polski.
W wyniku ratyfikacji przez Polskę konwencji o poszukiwaniu i ratownictwie morskim oraz konwencji o ochronie środowiska morskiego obszaru Morza Bałtyckiego, a także w obliczu świadomości coraz większego zagrożenia zanieczyszczeniem rozlewami olejów lub chemikaliów spowodowanego wzrastającym natężeniem ruchu statków w Kanale Kilońskim i Cieśninach Duńskich, postanowiono wybudować w Świnoujściu Bazę Zwalczania Zanieczyszczeń. Inwestycję tę wykonało w latach 2007–2008 przedsiębiorstwo NAVIMOR-INVEST z Gdańska. Obiekt został wybudowany na zakończeniu mola przy wejściu do Basenu Północnego i spełnia trzy główne funkcje:
- bazy specjalistycznych statków zwalczania zanieczyszczeń oraz statków ratowniczych,
- miejsca lokalizacji Pomocniczego Centrum Koordynacyjnego oraz
- centrum szkoleniowo-treningowego ratownictwa morskiego.

Powstała Baza Ratownictwa Morskiego, Baza Zwalczania Rozlewów oraz punkt kontroli granicznej, uruchamiany w razie konieczności przyjęcia rozbitków.

## Architektura

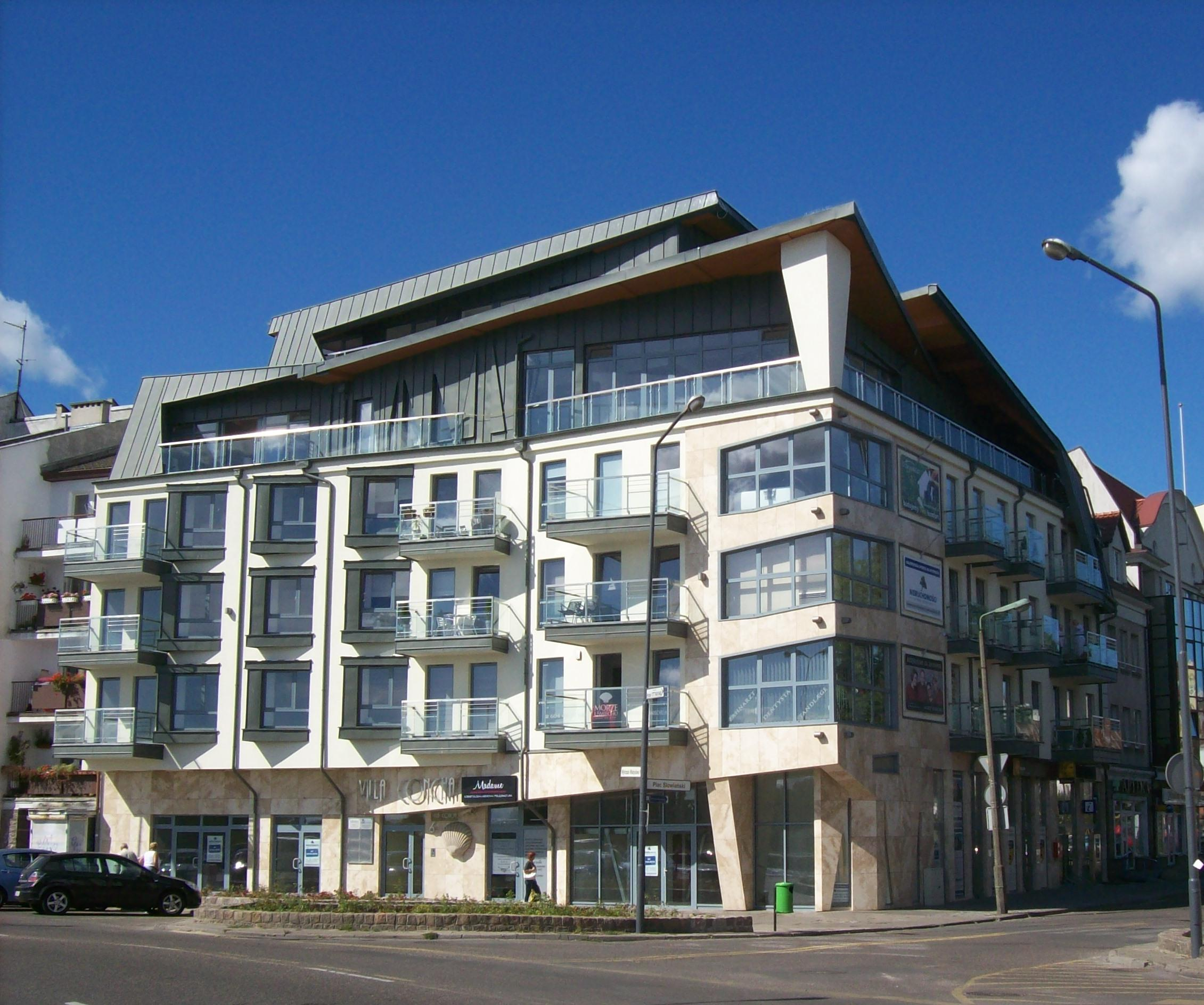
Villa „Concha”

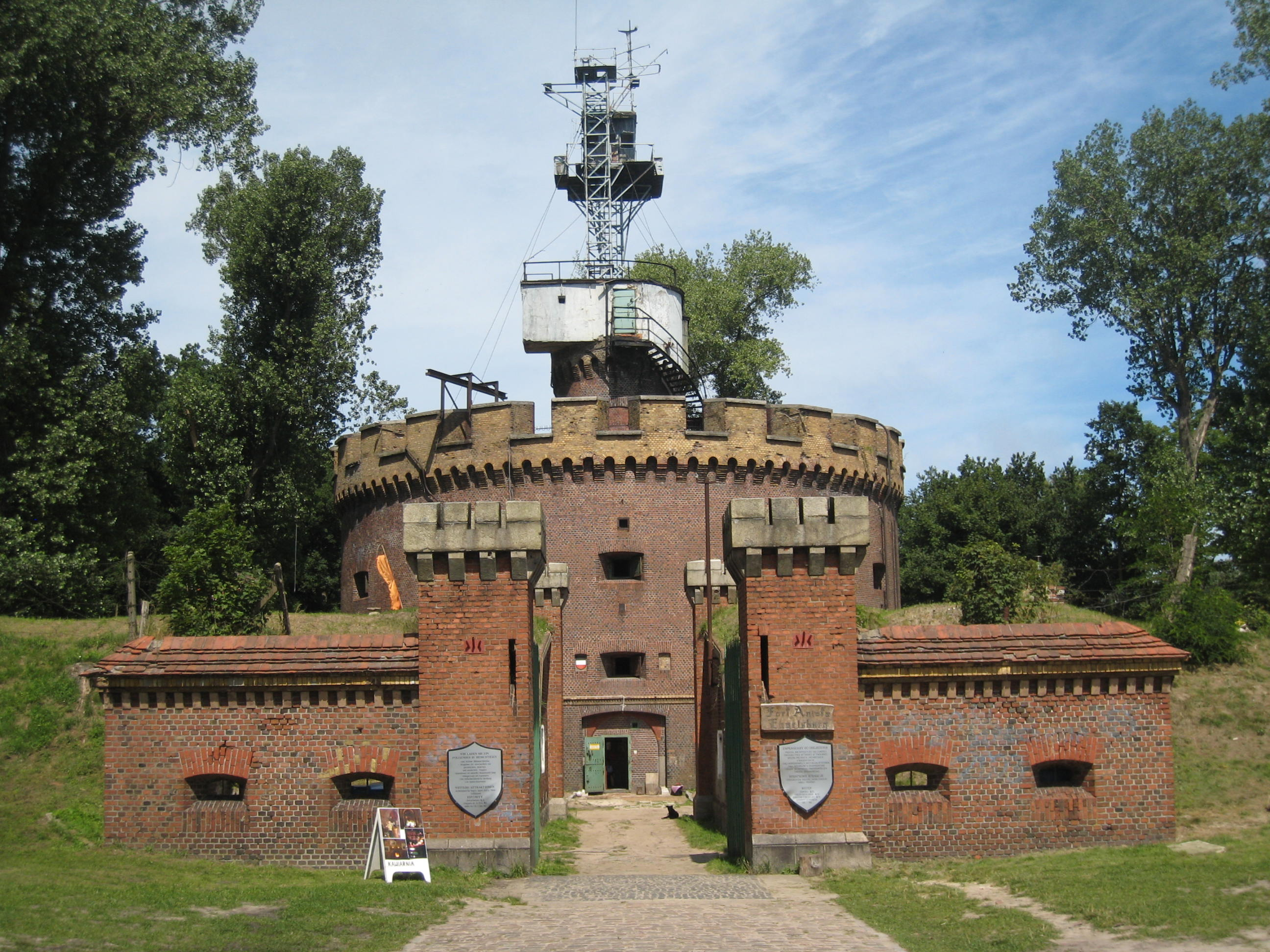
fort III – Fort Anioła w zespole twierdzy Świnoujście

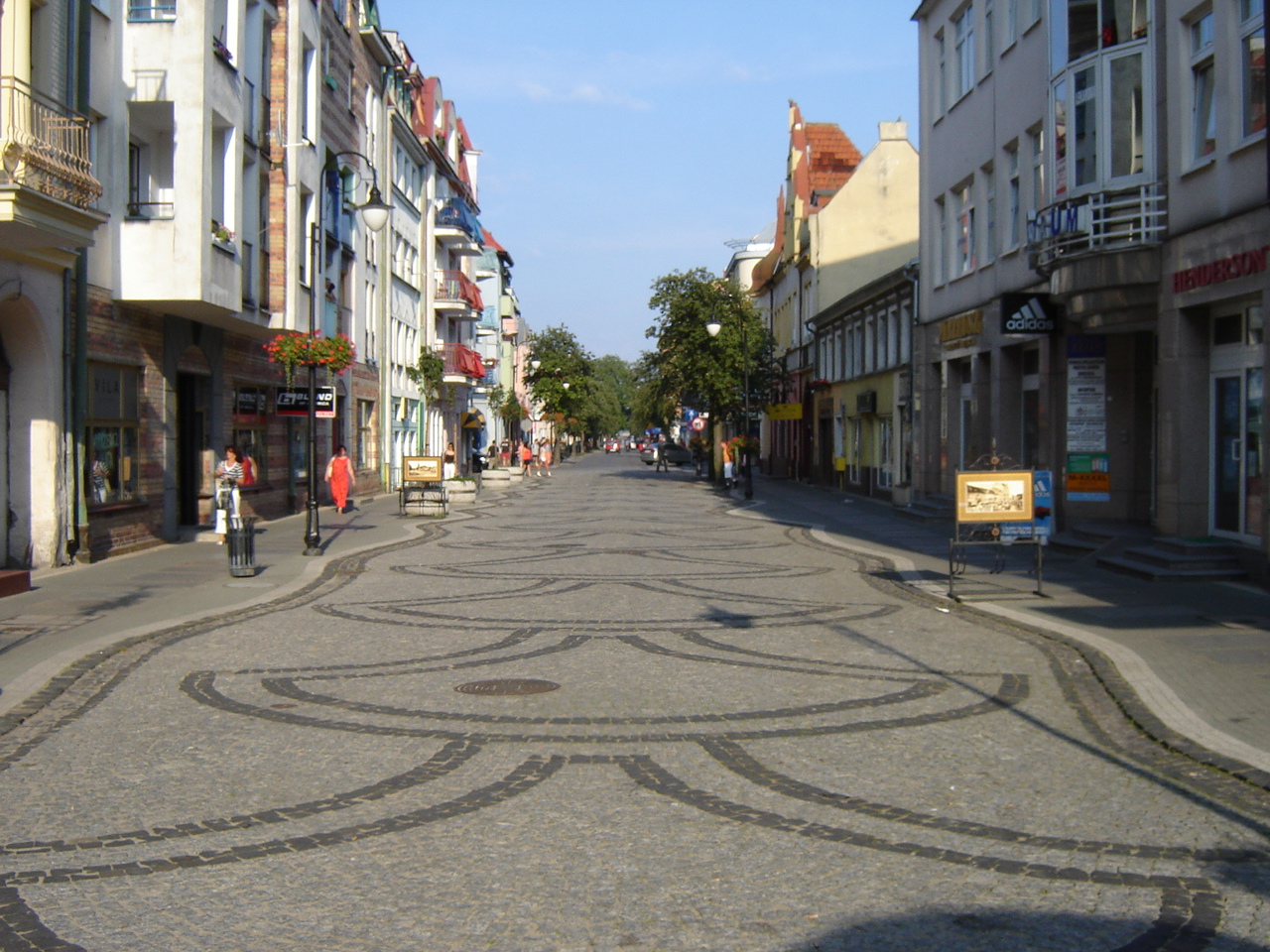
Deptak - ulica Bohaterów Września

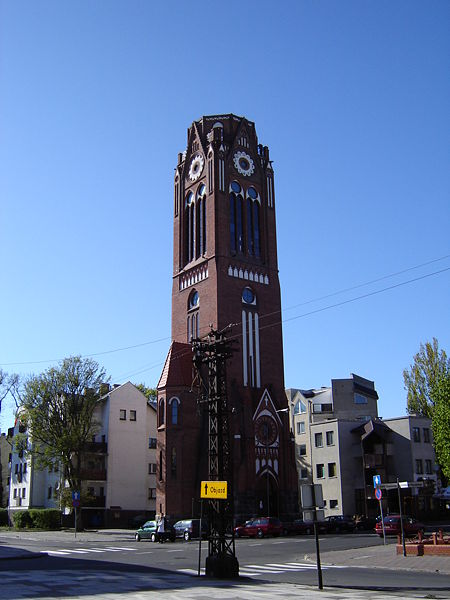
Odrestaurowana wieża dawnego kościoła z 1905 z punktem widokowym na szczycie

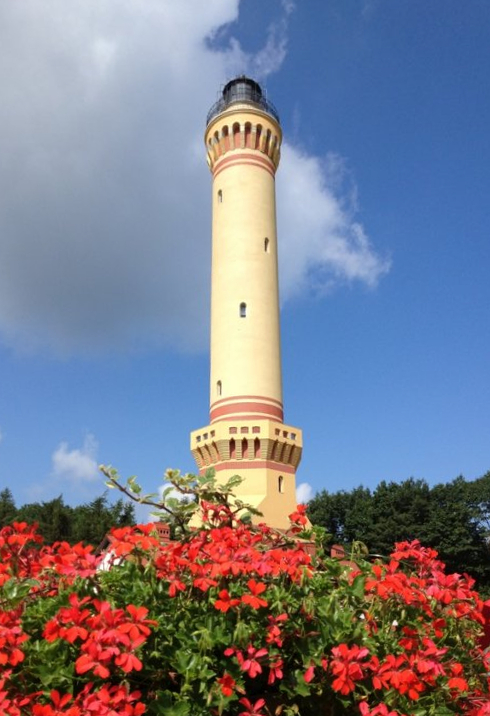
Latarnia morska na prawobrzeżu Świny

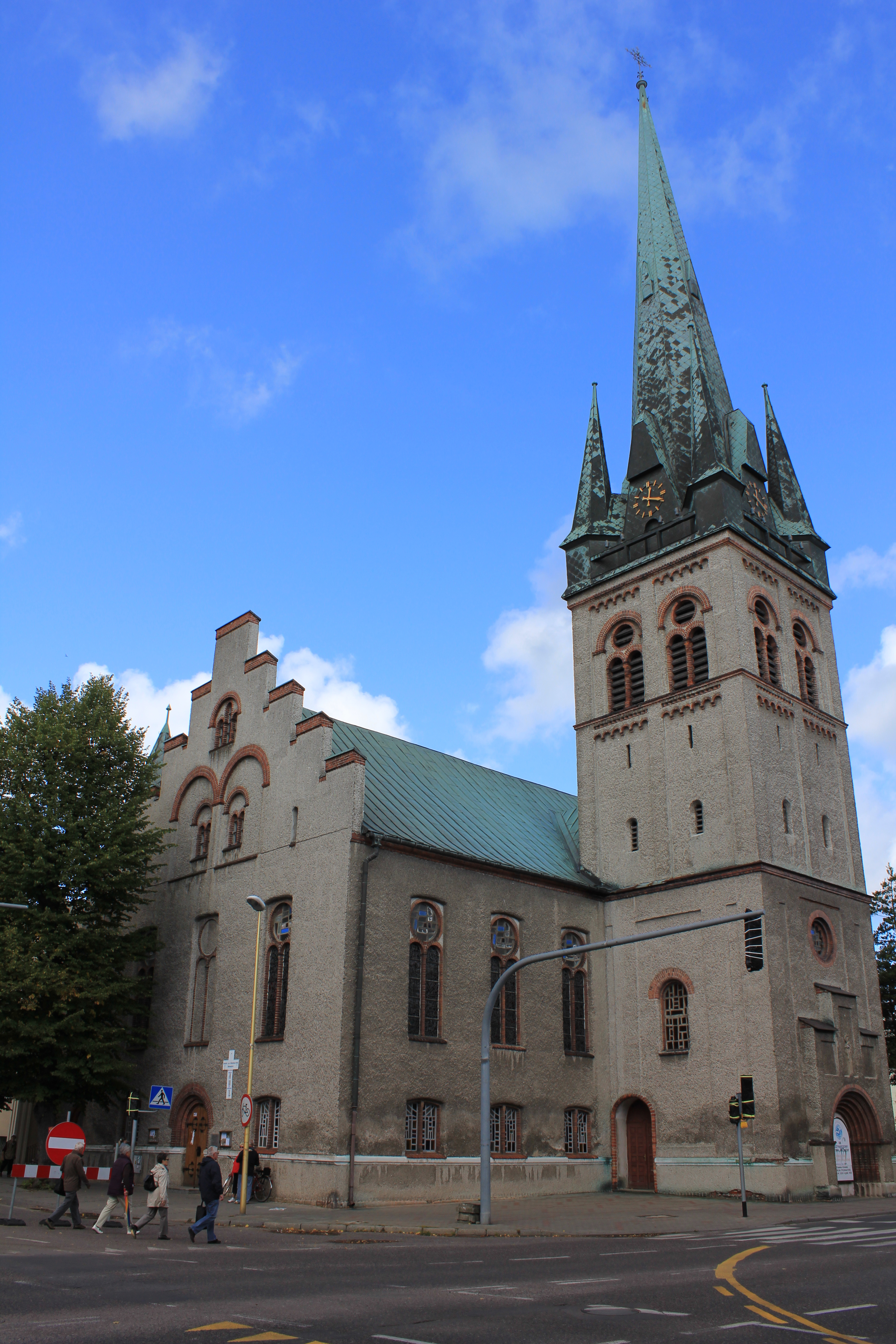
Kościół Chrystusa Króla (dawniej ewangelicki) parafii pw. Chrystusa Króla

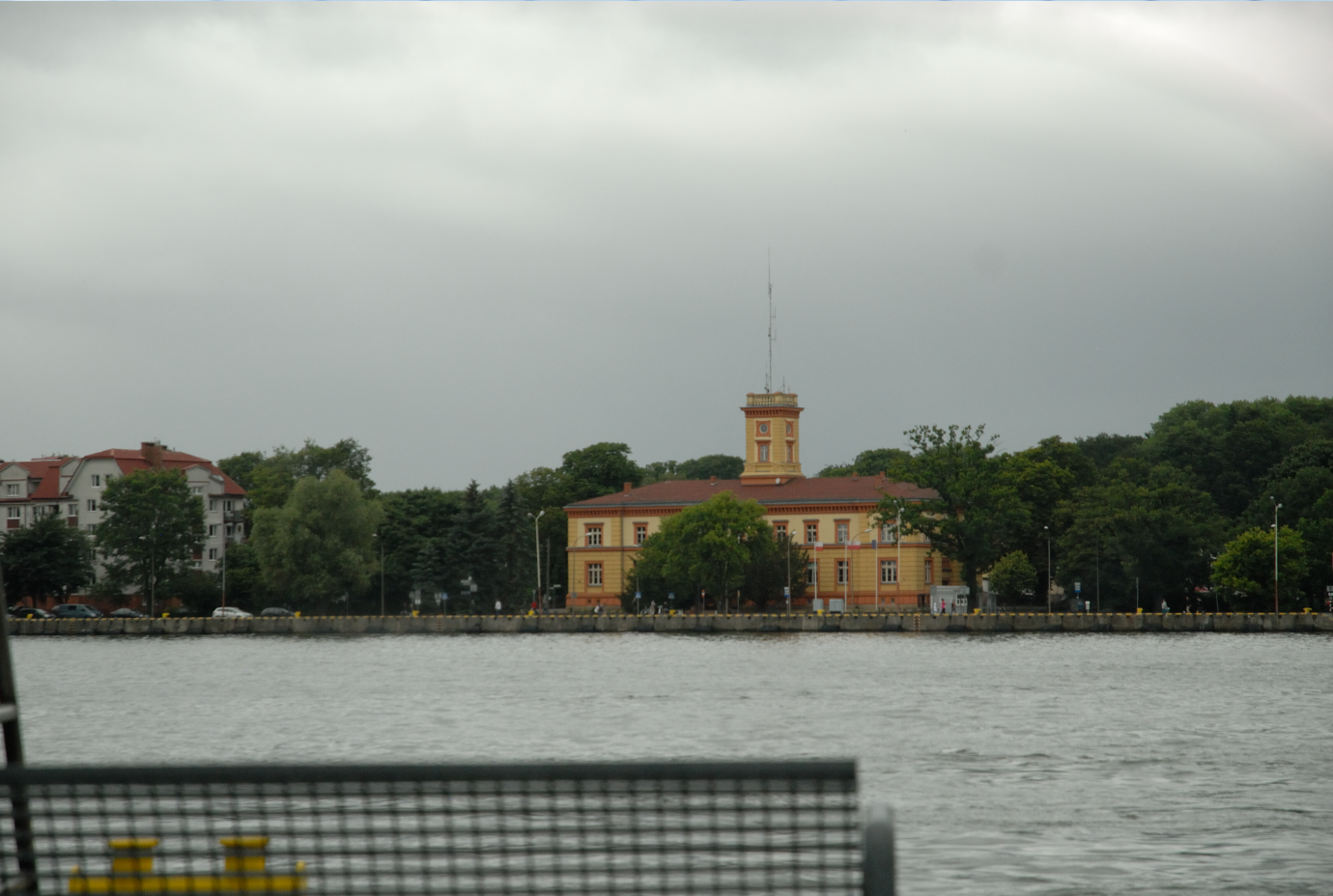
Kapitanat Portu

Miasto posiada specyficzną zabudowę wynikająca z morskiego charakteru miasta. Znajdują się tu zabytkowe budowle portowe, ale także i kamienice, liczne pensjonaty, hotele. Ukształtował się tutaj także drugi układ urbanistyczny dzielnicy nadmorskiej położonej pomiędzy świnoujską promenadą a oddzielającym ją od śródmieścia pasem zieleni, przede wszystkim zabytkowym Parkiem Zdrojowym.

### Zabytki
Zabytki chronione prawnie w Świnoujściu:
- układy urbanistyczne z XVIII–XIX w.[39], układ urbanistyczny śródmieścia wybudowany w latach 20. XVIII w. oraz układ urbanistyczny dzielnicy nadmorskiej z lat 40. XIX w.,
- wieża garnizonowego kościoła luterańskiego pw. Marcina Lutra z 1904 r., zniszczonego pod koniec II wojny światowej, obecnie pełni funkcję wieży widokowej i kawiarni (ul. Paderewskiego 7),
- zespół fortów twierdzy Świnoujście nad rzeką Świną, wybudowanych w latach 1848–1863 i 1877–1900:
  - fort I – Fort Gerharda (Fort Wschodni). W pomieszczeniach fortu oglądać można ekspozycję dotyczącą świnoujskich fortyfikacji, eksponaty znalezione na ich terenie,
  - fort II z lat 1848–1860, wysadzony w latach 70. XX wieku w związku z rozbudową świnoujskiego portu,
  - fort III – Fort Anioła, z lat 1845–1858, wzorowany na mauzoleum Hadriana, dzisiejszy Zamek Świętego Anioła w Rzymie,
  - fort IV – Fort Zachodni, wybudowany w latach 1843–1863, wielokrotnie modernizowany, po wojnie do 1962 stacjonowały tu wojska radzieckie,
- Park Zdrojowy, z XIX wieku,
- kamienica przy ul. Armii Krajowej 13, z ok. 1904,
- kamienica przy ul. Bolesława Chrobrego 21 z 1908 r.,
- zabytkowe kamienice przy ul. Hołdu Pruskiego[40]
- pensjonat „Posejdon” przy ul. Kasprowicza 15, z końca XIX,
- willa ryglowa przy ul. Konopnickiej 2, z 1920 r.,
- gimnazjum przy ul. Narutowicza 10, z lat 1922–1927, obecnie Szkoła Podstawowa nr 1,
- gmach poczty przy ul. Piłsudskiego 1, budynek z czerwonej cegły, z 1878, przebudowany w 1900,
- dawny ratusz, z 1805, obecnie Muzeum Rybołówstwa Morskiego na Placu Rybaka, ze zbiorami z historii rybołówstwa, dziejów miasta i regionu, zabytkowymi przyrządami nawigacyjnymi, okazami fauny morskiej, miejsce wielu wystaw.
- wille przy ul. Sienkiewicza 3, 4,
- kamienica z dwiema oficynami na Placu Słowiańskim, z 1906,
- dawny szpital miejski przy ul. Wyspiańskiego 34a, z lat 1914–1919 i 1927-29, zespół z budynkami głównym, oddziału zakaźnego oraz park leśny
- pensjonat, ul. Żeromskiego 14, z 1905,
- willa drewniana przy ul. Żeromskiego 28, wybudowana po 1920,
- zespół rzeźni przy ul. Kościuszki 15 z 1911, obejmujący kotłownię z maszynownią, halę uboju zwierząt, wieżę ciśnień, budynek administracyjny (obecnie mieszkalny) przy ul. Kościuszki 13,
- dawna stocznia z lat 1897–1903 przy Wybrzeżu Władysława IV (Basen Północny), obejmujące 2 budynki administracyjne, halę warsztatową (później magazyn), 3 magazyny, wieżyczkę wodowskazową, nabrzeża Basenu Północnego z urządzeniem dźwigowym oraz kolejową wieżę ciśnień, zbudowaną w 1898 z czerwonej cegły i czerwonego granitu, znacznie uszkodzona podczas bombardowań portu w 1945.

Zabytki w dzielnicach Świnoujścia:
- kościół filialny Niepokalanego Poczęcia NMP z XV w., przebudowany w 1826, z ołtarzem gotyckim z XV w. i amboną z XVII w., Karsibór
- cmentarz ewangelicki (nieczynny) przy ul. Kwiatowej, część A z połowy XIX w., część B z lat 1910–1914, Karsibór
- dom szachulcowy (chata rybacka), ul. Wierzbowa 7, z początku XIX w., Przytór
- kościół parafialny Najświętszego Serca Pana Jezusa, ul. Sąsiedzka, z 1901-02, Przytór
- Latarnia Morska Świnoujście, ul. Bunkrowa, z lat 1854–1857, najwyższa na polskim wybrzeżu (68 m wysokości), znajduje się w rejonie Fortu Wschodniego, na prawym brzegu Świny, 500 m od morza, Warszów

### Obiekty historyczne
- basen U-bootów – położony jest na wyspie Karsibór. Powstał w 1944 roku, jako stała baza promów wojskowych i miejsce postoju U-Bootów 4 szkolnej flotylli Kriegsmarine ze Szczecina. Obok basenu stoi jeszcze ruina hali warsztatowej, w której obsługiwano zawijające tu okręty. Dziś z basenu korzystają głównie wędkarze.
- Brama Zachodniego Kompleksu Fortecznego, wybudowana około roku 1877 stanowiła jedyne lądowe połączenie miasta z terenem Zespołu Fortecznego i Basenem Jachtowym. Bramę umieszczono w wale fortecznym i połączono z wysokim ceglanym murem poprowadzonym w fosie zachodniej, zaś po obu stronach Bramy znajduje się 6 strzelnic skierowanych na przyległe odcinki zasypanej fosy.
- falochrony:
  - Falochron Zachodni ze Stawą Młyny – o długości ok. 350 m, wybudowany w latach 1818–1923, na końcu plaży na wyspie Uznam przy ujściu Świny do Bałtyku. Stawa Młyny jest symbolem Świnoujścia.
  - Falochron Centralny – budowany w latach 1818–1923, na prawobrzeżnej części miasta na wyspie Wolin przy ujściu Świny o długości przeszło 1400 metrów w głąb morza (najdłuższy falochron kamienny w Europie). W latach 2010–2013 do falochronu dobudowano żelbetową ostrogę o długości ok. 250 m, zamykającą od północy basen nowego portu zewnętrznego. Po wybudowaniu nowego Falochronu Wschodniego (patrz niżej) zmieniono jego nazwę z Falochronu Wschodniego na Centralny.
  - Falochron Wschodni – wybudowany w latach 2010–2013 na potrzeby nowego portu zewnętrznego, mieszczącego stanowisko wyładunkowe Terminalu LNG. Falochron o nadbudowie żelbetowej posadowionej na palowej konstrukcji stalowej i na narzucie kamiennym ma długość prawie 3000 m.
- kościoły:
  - kościół Chrystusa Króla zbudowany w latach 1788–1792, wzniesiony na miejscu gotyckiej świątyni w centrum miasta przy Placu Kościelnym (Słowiańskim). W nawie głównej zwisa ze stropu drewniany model korwety żaglowej. Znajdują się tu także zabytkowe organy. Od połowy maja do połowy września w sobotnie wieczory odbywają się tutaj Świnoujskie Wieczory Organowe.
  - neogotycki kościół NMP „Stella Maris” z końca XIX wieku.
- Kapitanat Portu z 1870, wybudowany w czasie szybkiego rozwoju i rozbudowy portu. W okolicy ulokowana jest zabytkowa kotwica.
- dawny ratusz, obecnie muzeum.

### Pomniki i miejsca pamięci narodowej

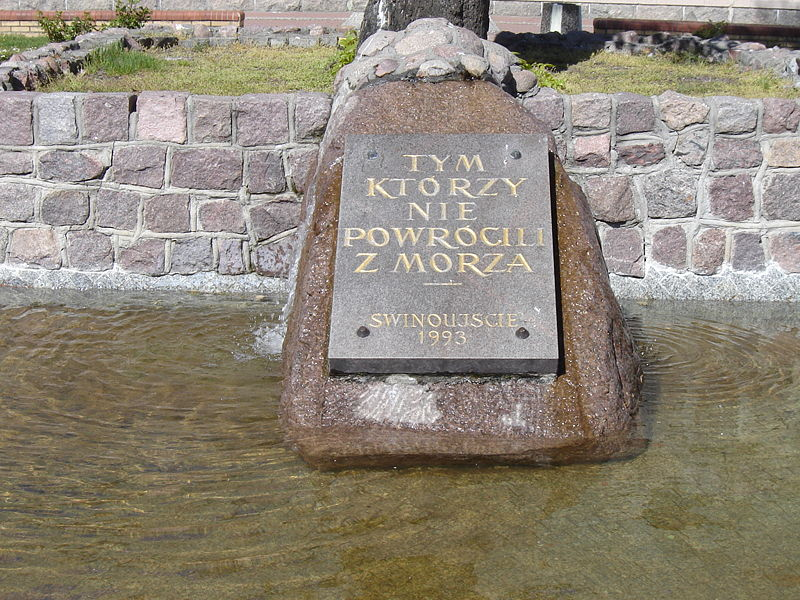
Pomnik wystawiony „Tym, którzy nie powrócili z Morza”

- Tablica Pamiątkowa „50 lat Polskiego Świnoujścia”,
- Pomnik wystawiony „Tym, którzy nie powrócili z Morza”,
- Tablica ku czci prześladowanych, zmarłych, pomordowanych ofiar komunizmu w Polsce w latach 1939–1989
- pomnik poświęcony lotnikom RAF-u zestrzelonym w kwietniu 1945 podczas bombardowania niemieckiego ciężkiego krążownika „Lützow” cumującego na Kanale Piastowskim.
- schron – „Miasto wczoraj i dziś”. Historia miasta na zdjęciach i wiele innych eksponatów związanych z miastem – ul. Wyspiańskiego 51.
- Tablica pamiątkowa w kościele „Stella Maris”, która upamiętnia śmierć świnoujścian w Grenoble w tragicznym wypadku autokaru.

### Zieleń miejska

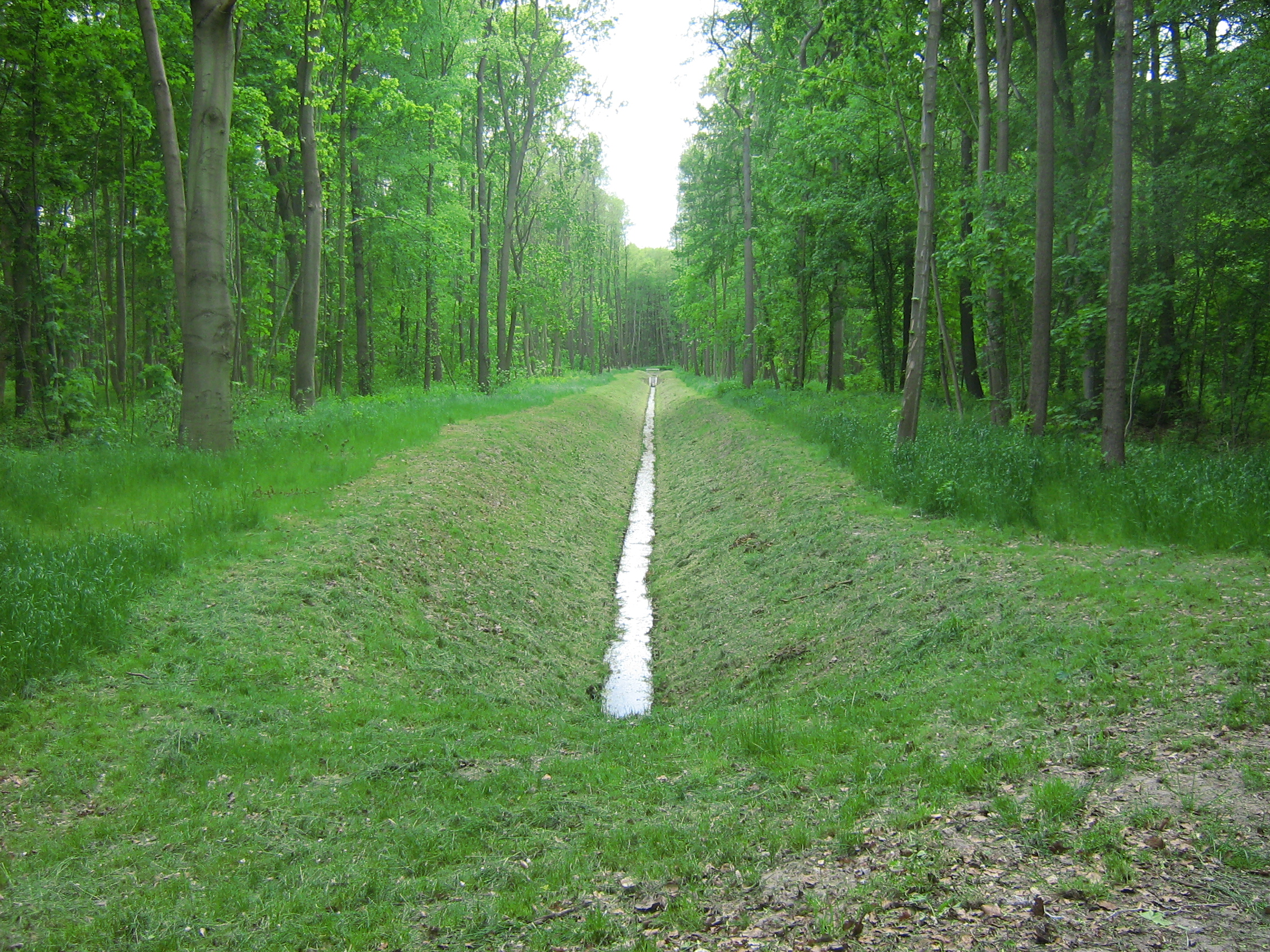
Kanał w Parku Zdrojowym

Zieleń miejska obejmuje 3 parki i zieleń przy promenadzie nadmorskiej.
- Park Zdrojowy – założony w latach 1826–1827 (projektował architekt Peter Joseph Lenné), o powierzchni 40 ha, z rzadkimi okazami drzew śródziemnomorskich porosłymi wiciokrzewem pomorskim i bluszczem. 17 kilometrów alejek i ścieżek.
- promenada nadmorska – przedwojenny bulwar, ciągnący się od granicy polsko-niemieckiej wzdłuż dzielnicy uzdrowiskowej.
- park przy ul. Chopina (dawny cmentarz).

## Gospodarka

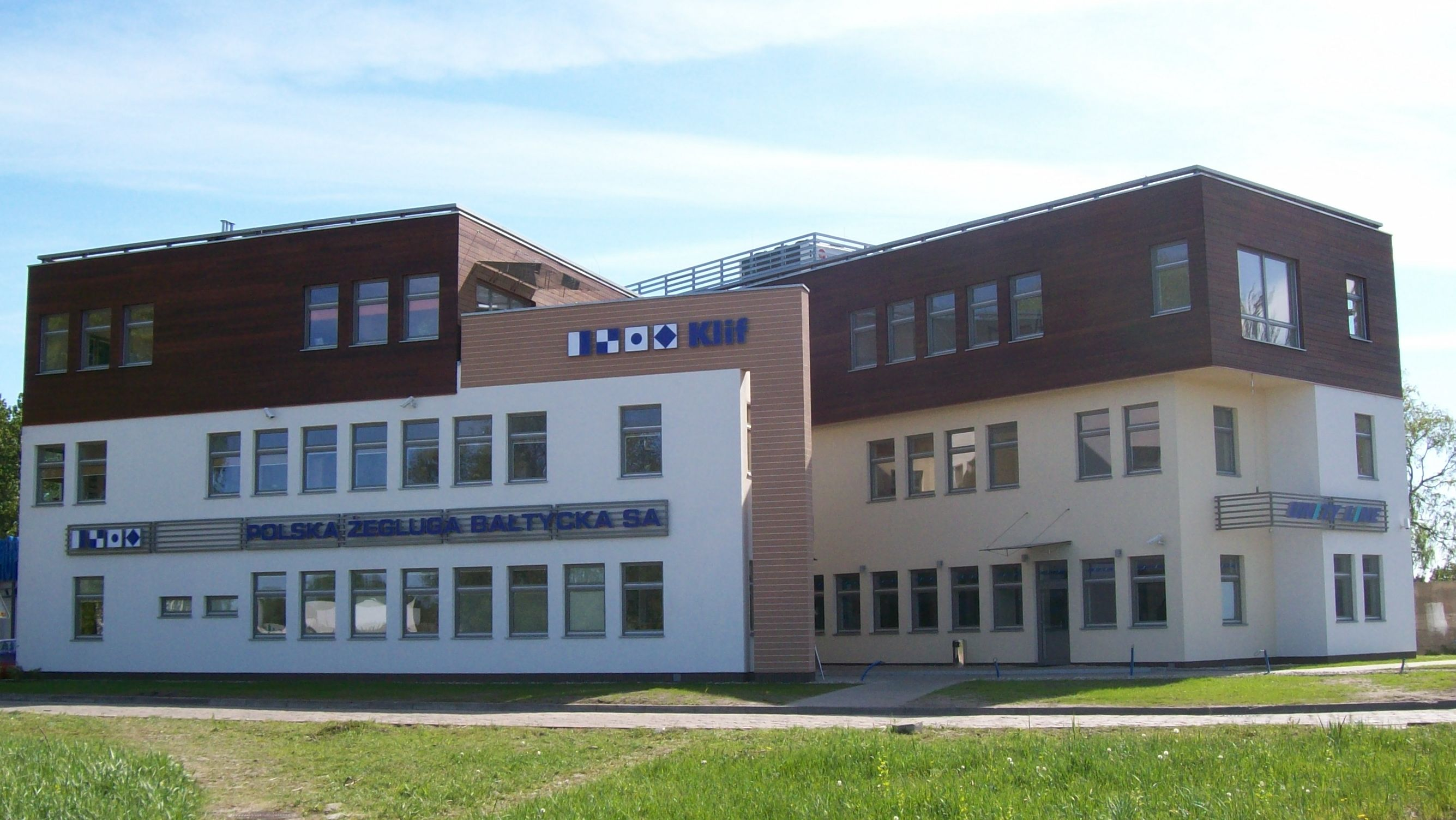
Biurowiec Klif należący do spółki Euroafrica Linie Żeglugowe

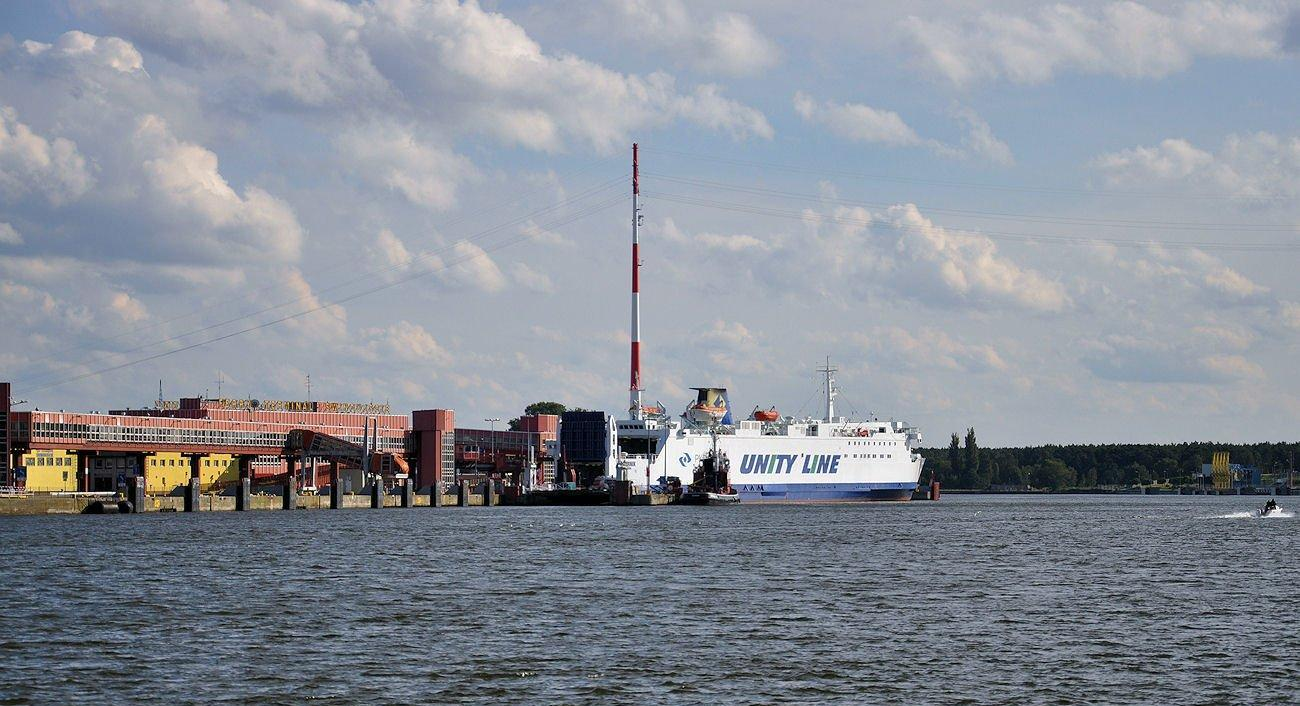
Prom cumujący przy Terminalu Promowym Świnoujście – widok z Wybrzeża Władysława IV

Rozwój gospodarczy Świnoujścia uwarunkowany jest jego położeniem geograficznym. Gospodarka morska i turystyka wraz z funkcją uzdrowiskową oraz handel to dziedziny, na których opiera się rozwój miasta. Prawobrzeżna część miasta to obszar silnie zindustrializowany, zaś na lewobrzeżu dominują podmioty gospodarcze związane z turystyką i działalnością uzdrowiskową.
Według danych z 2007 roku w mieście działało 6540 prywatnych podmiotów gospodarczych, z czego 5478 stanowiły osoby fizyczne prowadzące działalność gospodarczą. W 2007 r. spośród 283 spółek handlowych 119 miało udział kapitału zagranicznego.
W 2013 r. wydatki budżetu samorządu Świnoujścia wynosiły 226,7 mln zł, a dochody budżetu 215,5 mln zł. Zadłużenie (dług publiczny) samorządu według danych na IV kwartał 2013 r. wynosiło 123,5 mln zł, co stanowiło 57,3% dochodów.
Świnoujście należy także do grona miast w Polsce o największych dochodach samorządu w stosunku do liczby mieszkańców – 4817,54 zł na 1 mieszkańca, co stawia miasto na 2. miejscu wśród miast na prawach powiatu pod względem dochodów w kraju. W 2015 r. dochody na jednego mieszkańca wynosiły 5929,00 zł., Świnoujście zajęło siódme miejsce w rankingu miast o najwyższych dochodach w przeliczeniu na jednego mieszkańca. Wzrost dochodów w ostatnich latach związany jest m.in.z coraz większą liczbą firm, które chętniej inwestują w mieście. Znaczne wpływy do budżetu (rzędu kilkudziesięciu mln złotych) zapewnia także Terminal LNG.
Na początku 2016 roku liczba zarejestrowanych bezrobotnych w Świnoujściu obejmowała ok. 967 osób, co stanowi stopę bezrobocia na poziomie 6,8%. Jest to najniższe bezrobocie w regionie i jedno z najniższych w całym kraju. Na tak niską stopę bezrobocia mają wpływ inwestycje, a także strategiczne dla kraju położenie.
Dochody w budżecie Urzędu Miasta Świnoujście w złotych na 1 mieszkańca:
Struktura demograficzna mieszkańców Świnoujścia według danych z 31 grudnia 2007:
| Opis                                | Ogółem | Ogółem | Kobiety | Kobiety | Mężczyźni | Mężczyźni |
| ----------------------------------- | ------ | ------ | ------- | ------- | --------- | --------- |
| Jednostka                           | osób   | %      | osób    | %       | osób      | %         |
| Populacja                           | 40 871 | 100    | 21 055  | 51,52   | 19 816    | 48,48     |
| Wiek przedprodukcyjny (0–17 lat)    | 6746   | 16,51  | 3324    | 8,13    | 3422      | 8,37      |
| Wiek produkcyjny (18–65 lat)        | 27 484 | 67,25  | 13 208  | 32,32   | 14 276    | 34,93     |
| Wiek poprodukcyjny (powyżej 65 lat) | 6641   | 16,25  | 4523    | 11,07   | 2118      | 5,18      |

### Gospodarka morska

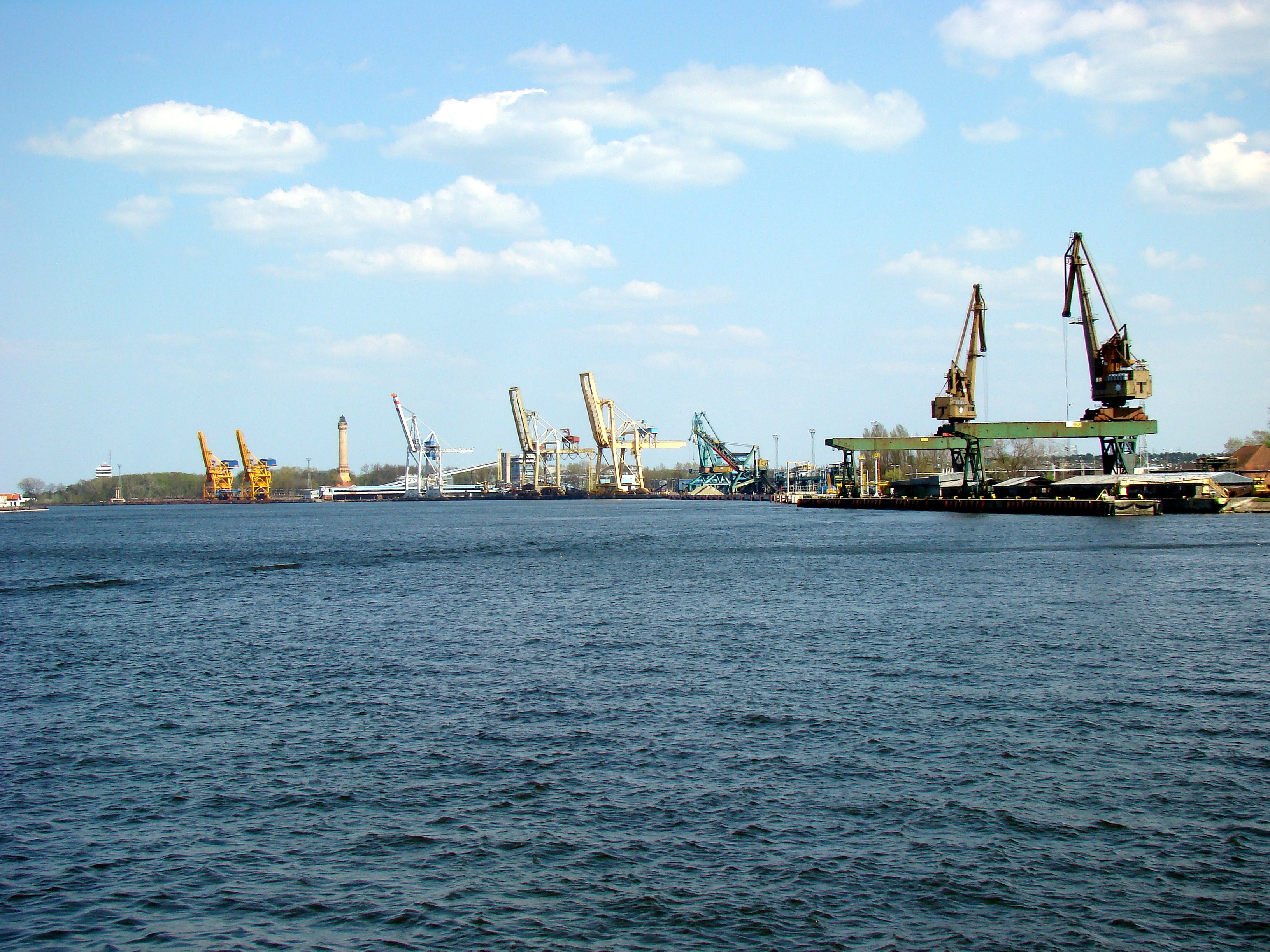
Nabrzeża przeładunkowe portu morskiego Świnoujście

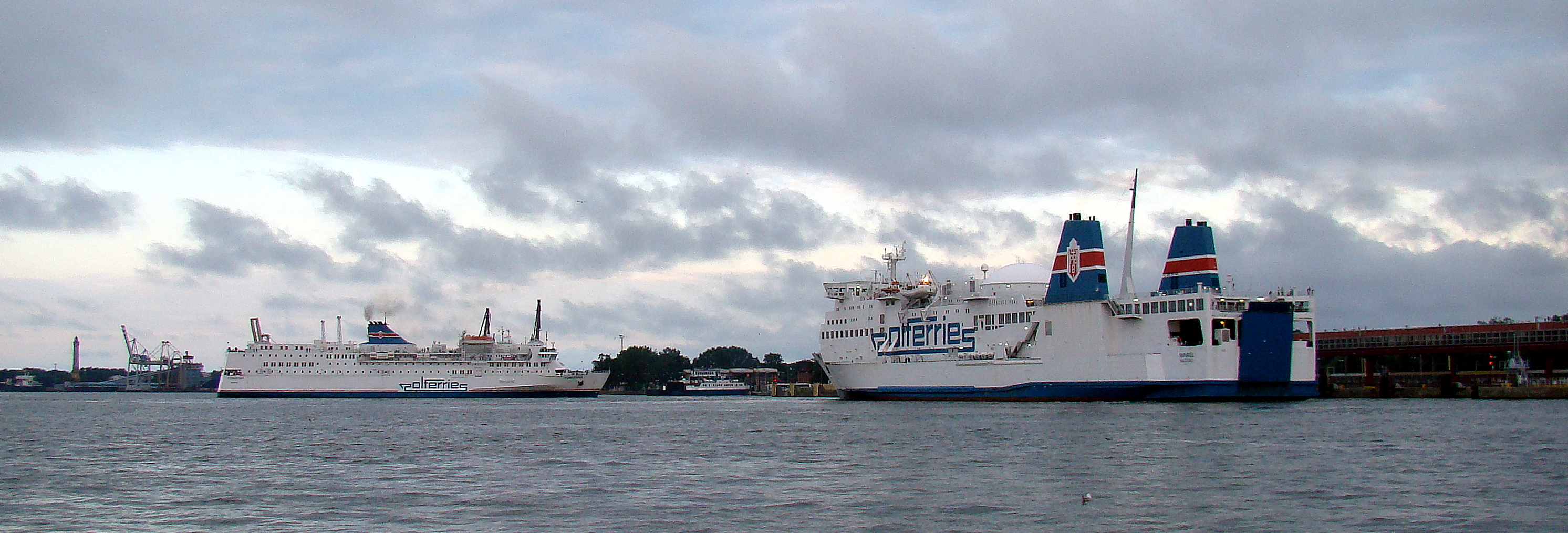
MF Wawel i MF Pomerania przed Terminalem Promowym Świnoujście to jedne z promów pływających do Skandynawii

Główny ciężar działalności gospodarczej w Świnoujściu, skupia się w prawobrzeżnej, silnie zindustrializowanej części miasta w dzielnicy Warszów, gdzie zlokalizowane są główne świnoujskie przedsiębiorstwa, nie tylko związane z branżą morską.
Głównymi przedsiębiorstwami gospodarki morskiej w mieście są:
- Morska Stocznia Remontowa
- Euro Terminal
- Polska Żegluga Bałtycka
- OT Port Świnoujście
- Poltramp Yard S.A.
- Fairplay Polska
- Terminal Promowy Świnoujście
- Unity Line
- Zarząd Morskich Portów Szczecin i Świnoujście
- Polskie LNG (Terminal LNG w Świnoujściu)

### Handel i usługi
Miasto ma rozwiniętą bazę handlową.

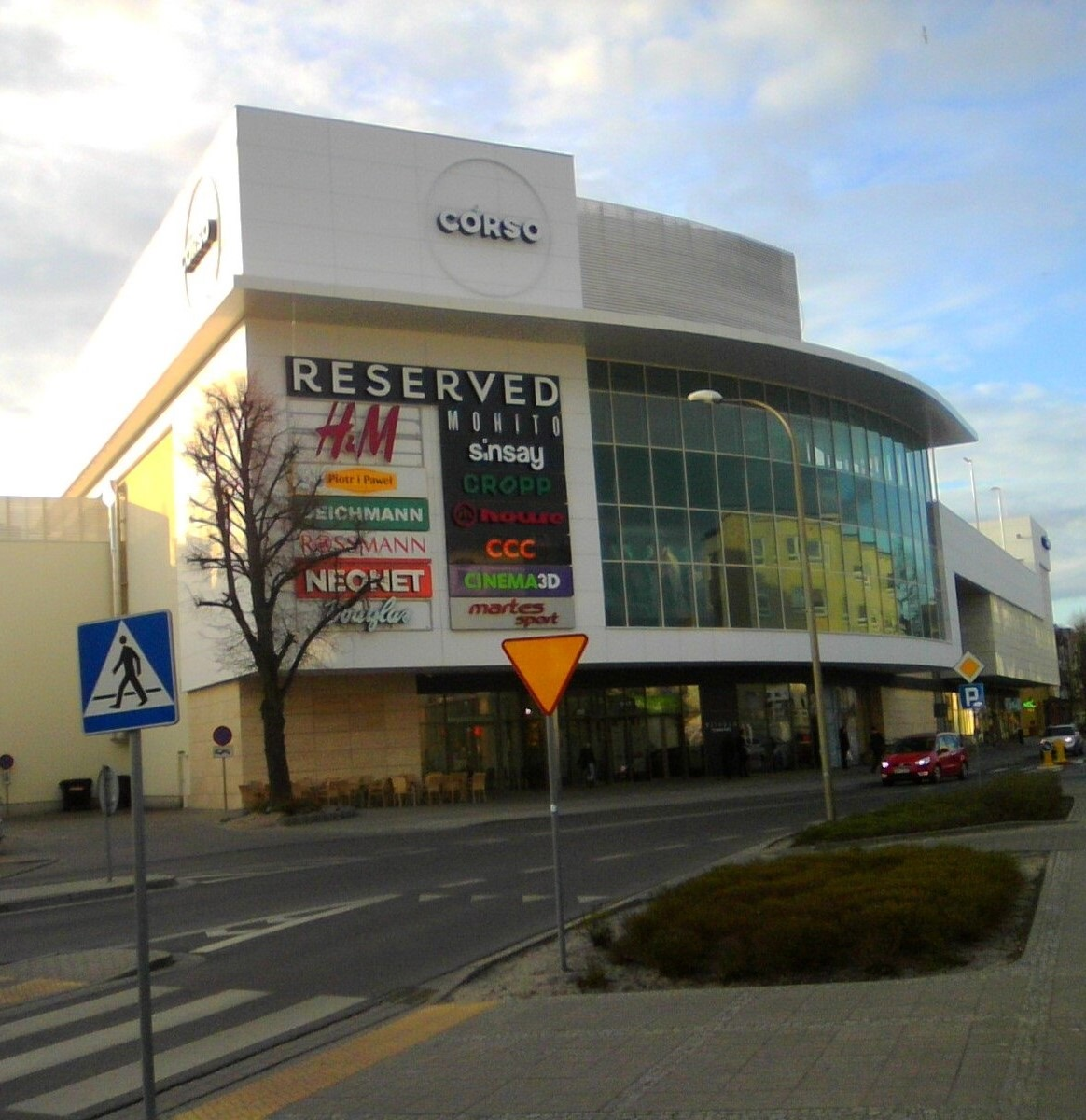
Centrum handlowe CORSO

W mieście znajdują się 3 duże centra handlowe oraz 2 pasaże handlowe oraz wiele dyskontów spożywczych i sklepów. W 2012 r. oddana została do użytku galeria handlowo-usługowa Platan. Ten sam inwestor planuje również budowę 14-kondygnacyjnego biurowca handlowo-usługowego w ramach inwestycji Platan Complex.
W 2015 r. w centrum miasta do użytku została oddana galeria handlowa CORSO o powierzchni użytkowej 13 207 m², której generalnym wykonawcą była firma Calbud. Ponadto w maju 2016 r. otwarty został park handlowy Stop Shop, mający łączną powierzchnię 3600 m², którego generalnym wykonawcą była firma Budimex. Z kolei w Dzielnicy Nadmorskiej pomiędzy plażą a promenadą znajduje się Galeria Promenada – obiekt handlowo-usługowy o łącznej powierzchni 2200 m² – również otwarty obiekt handlowy 2015 roku.

## Transport

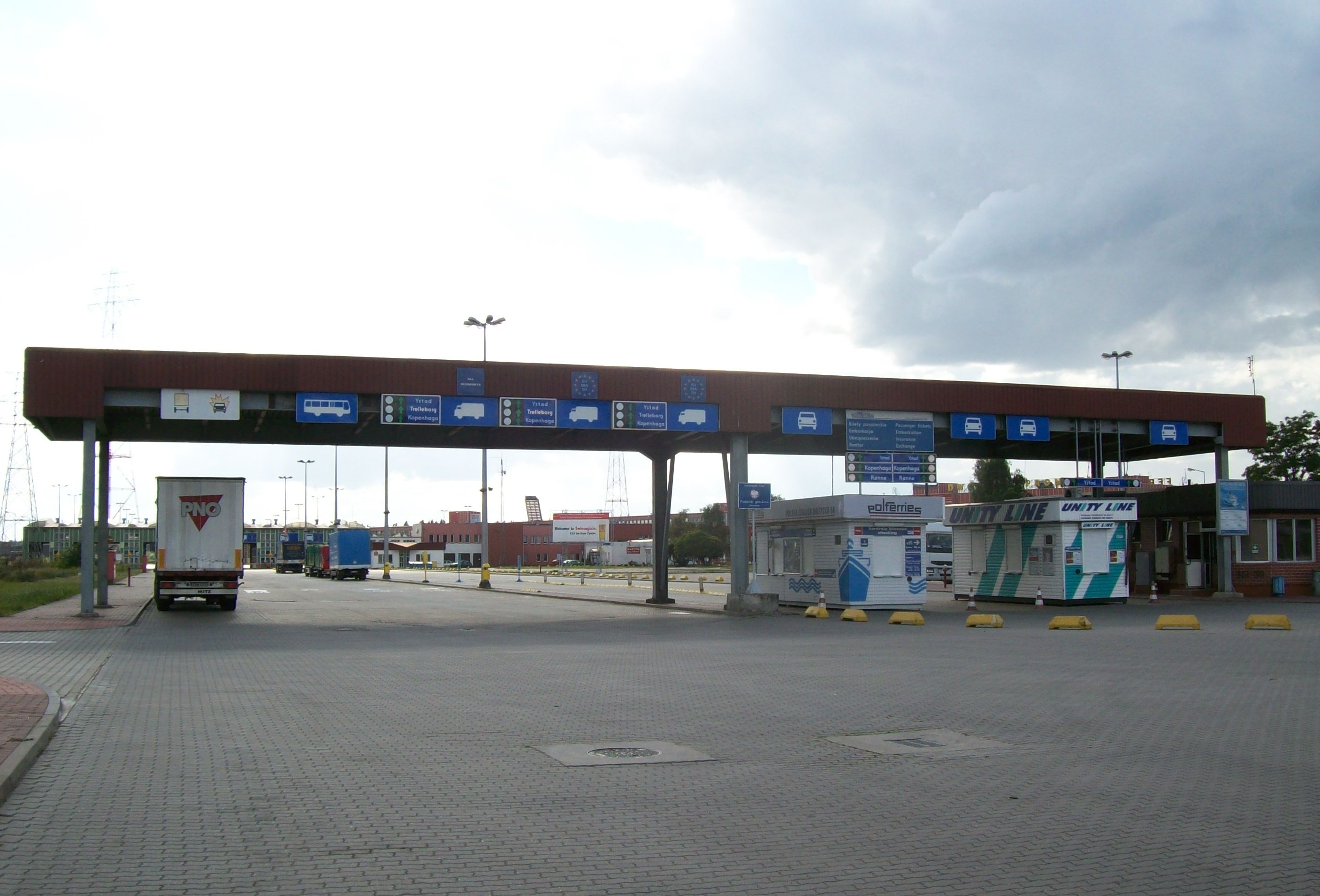
Drogi wjazdowe na Terminal Promowy

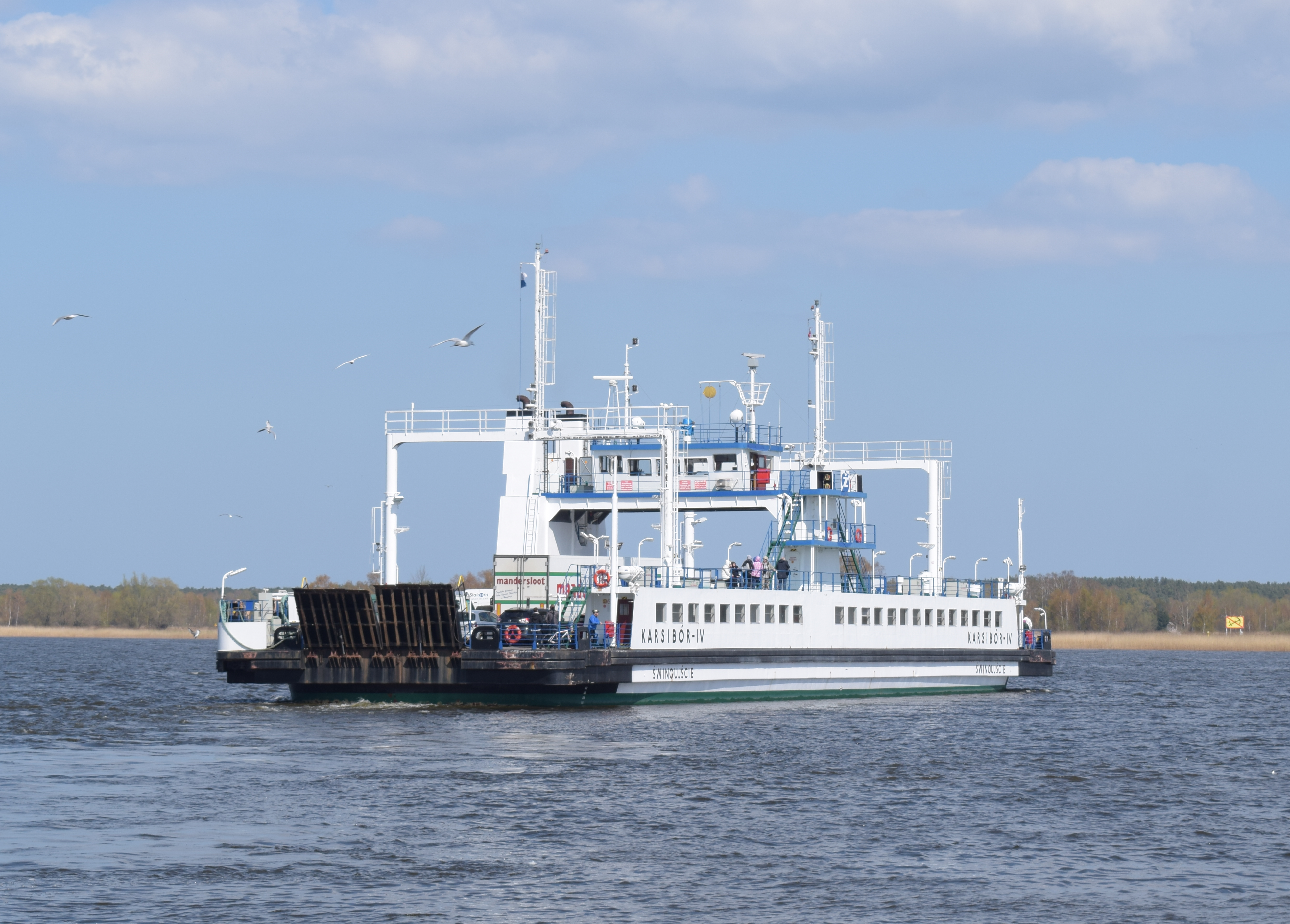
Prom Karsibór IV na przeprawie przez Świnę w ciągu DK93

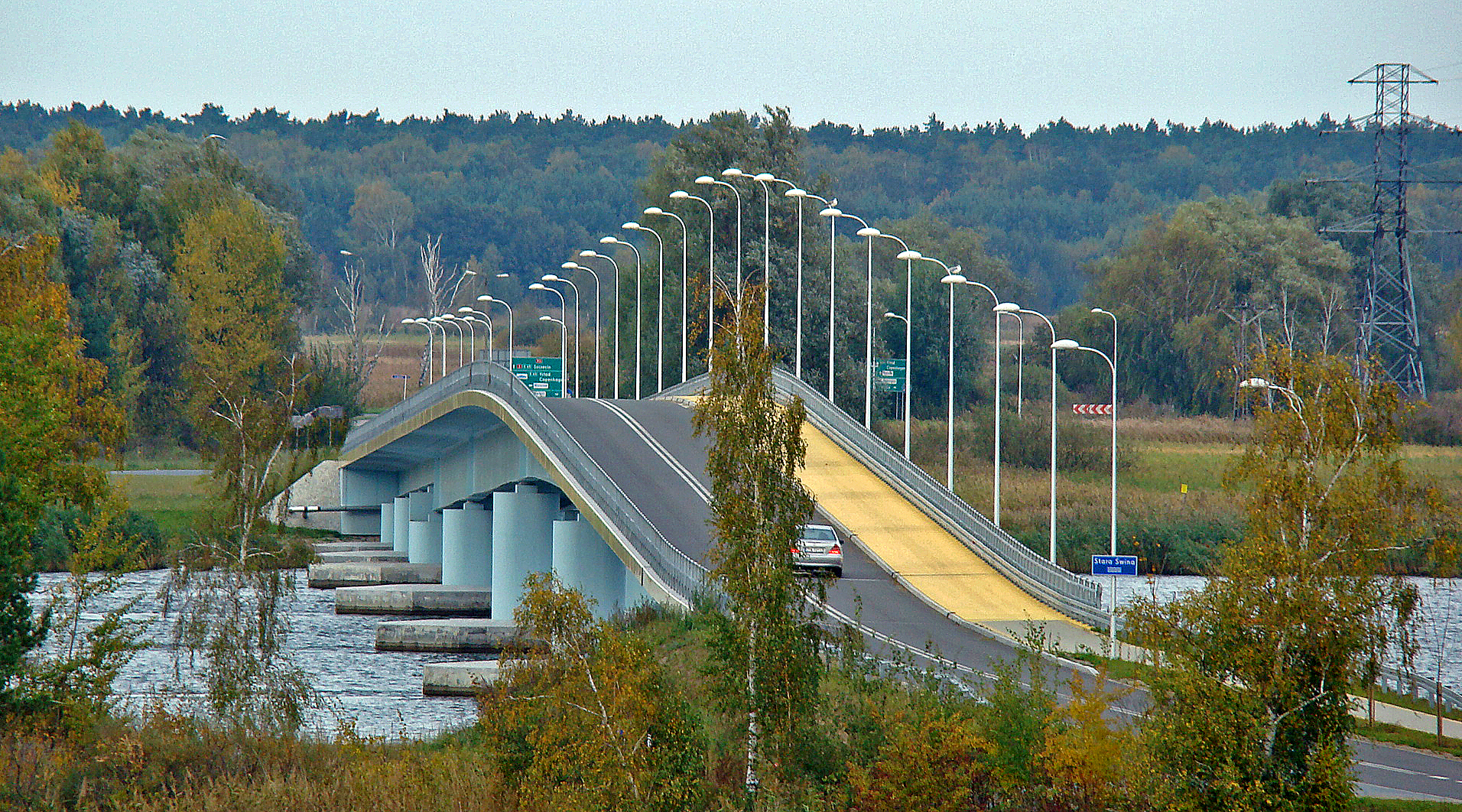
Nowy Most Piastowski nad Starą Świną w tle Ognickie Łęgi

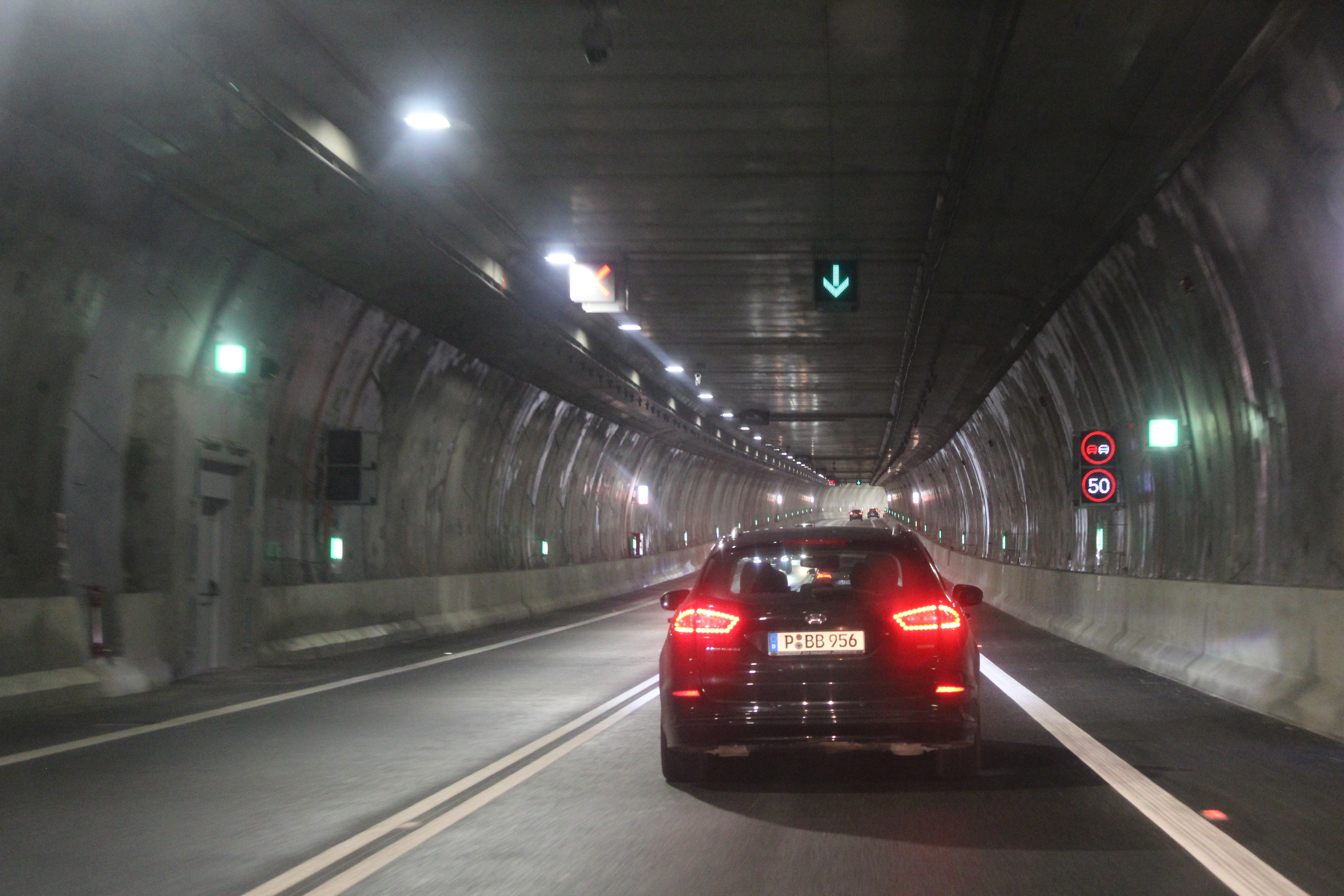
Widok z wnętrza tunelu pod Świną w kierunku wschodniego wyjścia

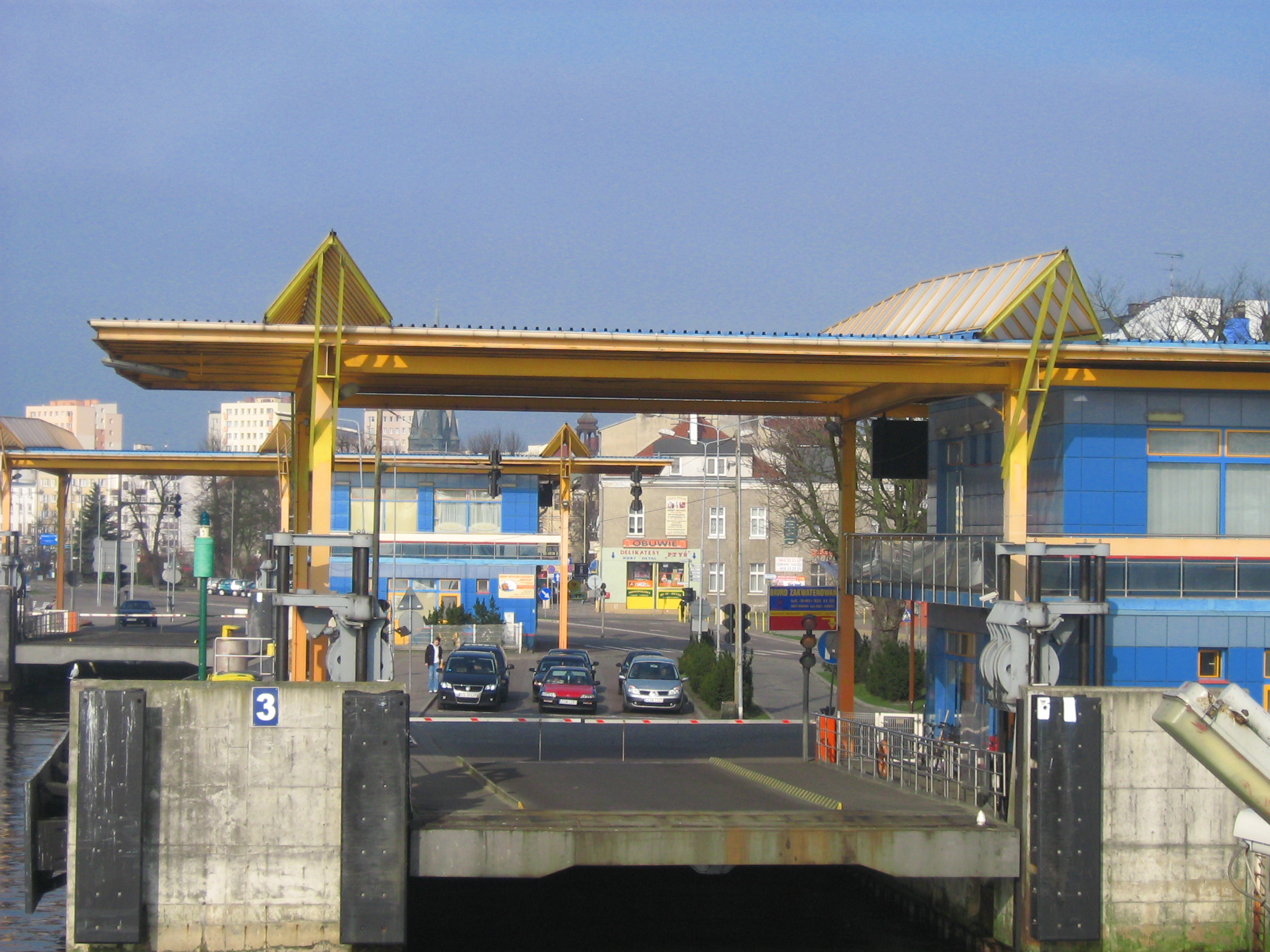
Przystań miejskiej przeprawy promowej w centrum Świnoujścia

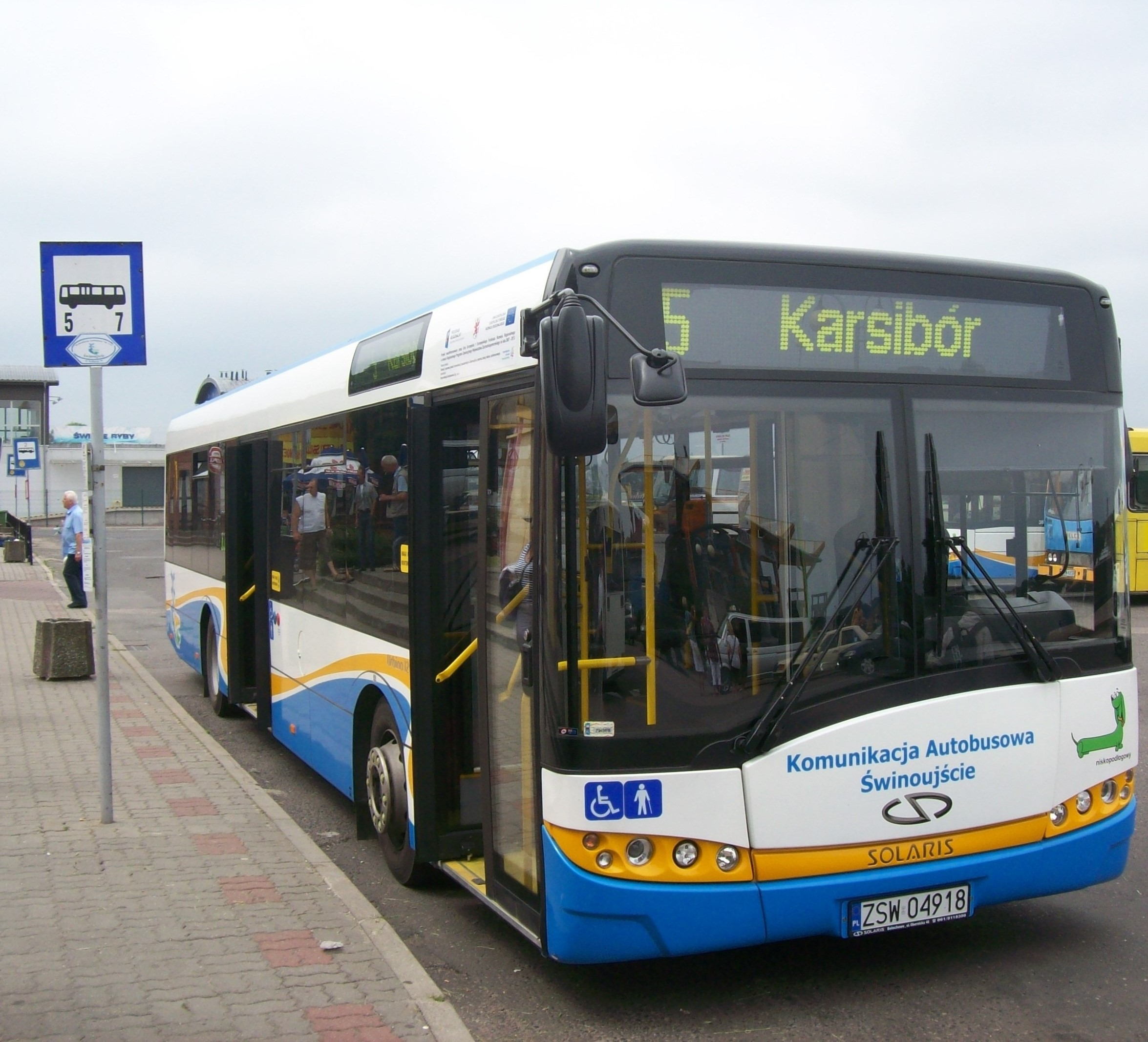
Solaris Urbino 12 w Świnoujściu, przystanek Dworzec PKP

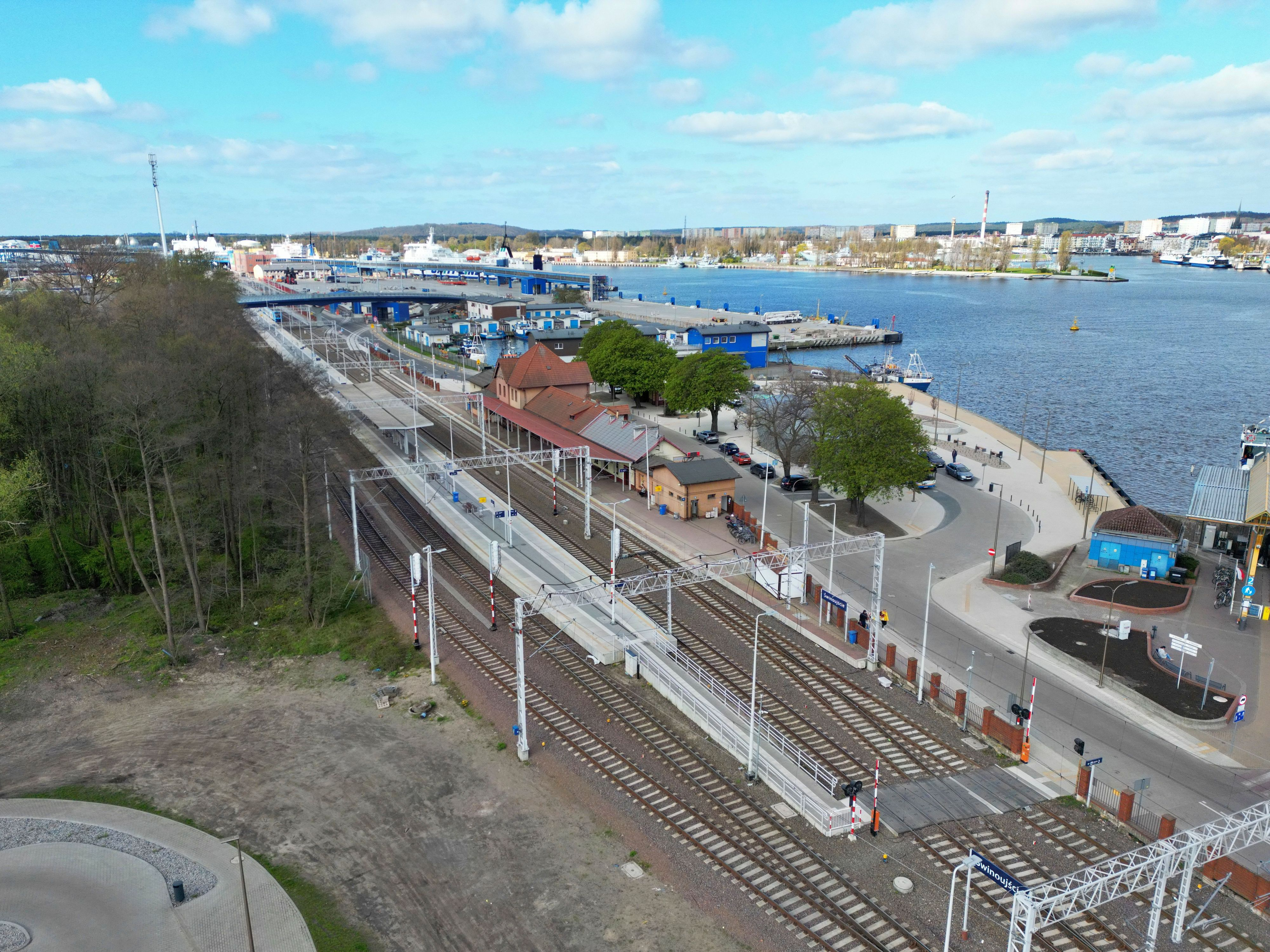
Widok na stację kolejową Świnoujście

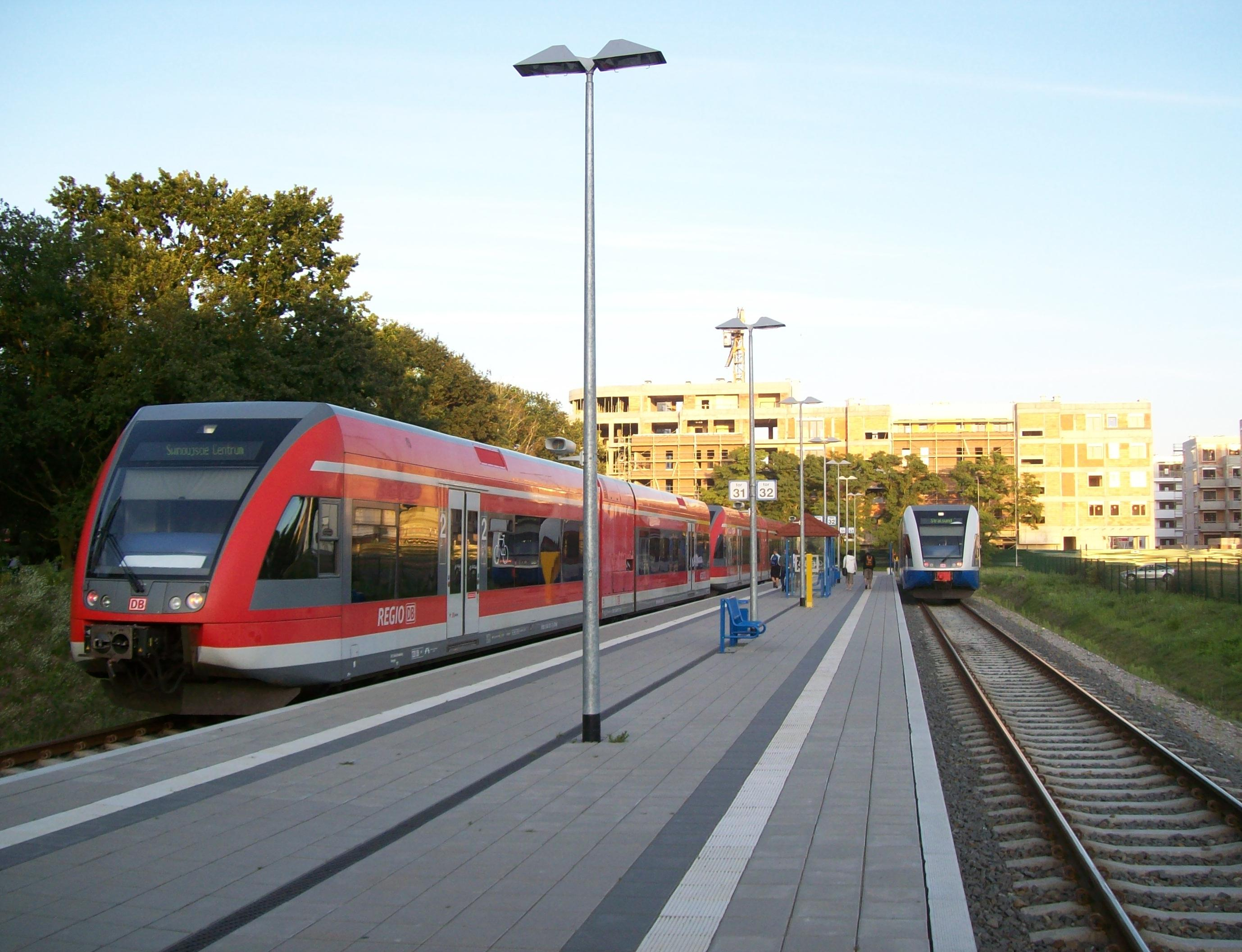
Stacja Świnoujście Centrum

Świnoujście od Berlina dzieli 220 km, od Danii 150 km, a od wybrzeży Szwecji 175 km, od Szczecina 110 km. Do Świnoujścia dotrzeć można między innymi samochodem, drogą krajową nr 3, która prowadzi z Jakuszyc z południa Polski oraz koleją. Promy łączą miasto ze Szwecją.

### Transport morski
Ze względu na położenie geograficzne główną funkcję miastotwórczą odgrywa transport i port morski. Świnoujście jest bowiem położone u ujścia systemu rzecznego Odry połączonego kanałami z niemieckimi drogami śródlądowymi (do Berlina drogą wodną jest 170 km) i w najmniejszej odległości między portami polskimi a skandynawskimi (do Ystad jest 170 km). Położenie bezpośrednio nad Zatoką Pomorską pozwala także na wchodzenie do portu większych statków niż mogą wchodzić do Szczecina, chociaż ze względów praktycznych oba porty są wspólnie zarządzane (Zarząd Morskich Portów Szczecin i Świnoujście) i do obu portów tor wodny wymaga systematycznego pogłębiania ze względu na płytkość Zatoki Pomorskiej i Zalewu Szczecińskiego. Plany rozbudowy portu utrudnia spór z Niemcami, w tym szczególnie dotyczący statusu istniejącego północnego toru podejściowego w Zatoce Pomorskiej o długości 60 km i głębokości 14,3 m. W związku z tym w celu umożliwienia pogłębienia toru wodnego w maju 2023 r. podjęto decyzję o zbudowaniu nowego wschodniego toru podejściowego o głębokości technicznej 17 m i długości 70 km na wodach nie będących przedmiotem sporu z Niemcami (w kierunku północno-wschodnim).
W Świnoujściu znajduje się port morski, w tym terminal promowy, gazoport i port wojenny. Projektowany jest także terminal kontenerowy. W zespole portowym Szczecin-Świnoujście przeładowuje się ponad 1/4 całości przeładunków w polskich portach (2022 r.). Terminal Promowy Świnoujście obsługuje regularne połączenia promowe do Szwecji (Trelleborg i Ystad). Połączenia te realizowane są przez Polferries, Unity Line oraz TT-Line. Z portu korzystają również operatorzy statków białej floty zapewniający szczególnie sezonowo rejsy do okolicznych miejscowości w Polsce i w Niemczech.

### Transport drogowy
Świnoujście leży na początku drogi krajowej nr 3 (planowanej drogi ekspresowej S3), która jest częścią trasy europejskiej E65, wiodącej z północy na południe Europy – od Malmö do miejscowości Chaniá na Krecie.
Łunowo z byłym przejściem granicznym Świnoujście-Garz łączy droga krajowa nr 93 w ciągu której od wielu lat było planowane wybudowanie tunelu drogowego pod Świną. Oficjalne otwarcie tunelu nastąpiło 30 czerwca 2023 roku. Istniało także drugie przejście graniczne, do Seebad Ahlbeck, oba dnia 21 grudnia 2007 zostały zlikwidowane na mocy Układu z Schengen.
Dworzec autobusów regionalnych, jak i dalekobieżnych znajduje się naprzeciwko dworca kolejowego Świnoujście.
| Droga                 | Trasa                                                    | Ulica                                                               |
| --------------------- | -------------------------------------------------------- | ------------------------------------------------------------------- |
| Droga krajowa nr 3E65 | Świnoujście – Szklarska Poręba-Jakuszyce / granica PL/CZ | ul. Fińska, ul. Wolińska                                            |
| Droga krajowa nr 93   | Świnoujście – Garz                                       | ul. Grunwaldzka, ul. Nowokarsiborska, ul. Karsiborska, ul. Pomorska |

### Transport kolejowy
Na wyspie Wolin znajduje się dworzec kolejowy Świnoujście oraz przystanki: Świnoujście Warszów, Świnoujście Przytór i Świnoujście Port. Stacja kolejowa Świnoujście obsługiwana jest przez przewoźników: Polregio, Koleje Dolnośląskie oraz PKP Intercity. Z miasta kursują pociągi Regio, spółki Polregio, obsługiwane nowoczesnym taborem ED78 Newag Impuls do Szczecina, Koszalina i Poznania, jak również pociągi dalekobieżne spółki PKP Intercity kategorii TLK (w sezonie) oraz IC do różnych miast w kraju m.in. do Katowic, Krakowa, Warszawy, Poznania, Wrocławia, Lublina czy Przemyśla.
Na wyspie Uznam znajduje się tylko jedna stacja Świnoujście Centrum, z której od 20 września 2008 kursują pociągi Usedomer Bäderbahn (Uznamskiej Kolei Nadmorskiej) do Heringsdorf, Wolgast, Züssow oraz Stralsund, a w sezonie także do Berlina.
W sprawie powrotu kolei do miasta na wyspie Uznam, w listopadzie 2005 został podpisany list intencyjny między prezydentem miasta a Uznamską Koleją Nadmorską, a 24 lipca 2006 przekazano w 30-letnią dzierżawę grunt pod inwestycję, dzięki czemu na początku 2008 Niemcy przedłużyli o ok. 1,5 km linię UBB do centrum Świnoujścia i została wybudowana stacja Świnoujście Centrum (ok. 300 m od miejsca gdzie znajdowała się nieistniejąca stacja Świnoujście Nieradków, niem. Swinemünde Bad).
Dalsza rozbudowa planowana jest etapami. Pierwszy ma obejmować budowę linii do portu lotniczego Heringsdorf i ma być wykonany do 2012, a drugi budowę linii do Ducherow, gdzie linia połączy się z siecią kolei niemieckich Deutsche Bahn, etap ten ma być zrealizowany do 2015. Po zakończeniu inwestycji podróż do Berlina ma zajmować ok. 2 godzin.

### Komunikacja miejska
Obsługiwana jest poprzez Komunikację Autobusową w Świnoujściu Sp. z o.o. Komunikacja miejska realizuje przewozy na terenie miasta Świnoujścia, zarówno na wyspie Uznam, Wolin, jak i Karsibór, oraz na terenie Międzyzdrojów. Od 2004 w mieście uruchomiono autobusową Linię Europejską (obsługiwaną wraz z Ostseebus) łączącą Świnoujście z niemieckimi kurortami Ahlbeck, Heringsdorf i Seebad Bansin.
Komunikację pomiędzy wyspami Uznam i Wolin zapewniają promy Bielik kursujące pomiędzy centrum i Warszowem przez całą dobę, które transportują pieszych, pojazdy jednośladowe oraz samochody osobowe mieszkańców miasta oraz prowadzących na jego terenie działalność gospodarczą. Drugą przeprawę promową stanowią promy Karsibór pływające pomiędzy Ognicą i południową częścią wyspy Uznam, promy te transportują pieszych oraz wszystkie pojazdy.

### Transport lotniczy
W odległości 13 km od centrum miasta po niemieckiej stronie granicy znajduje się port lotniczy Heringsdorf, który obsługuje sezonowe letnie połączenia z 6 miastami w Niemczech (Brema, Dortmund, Düsseldorf, Kolonia/Bonn, Monachium, Frankfurt nad Menem) oraz od 2009 r. także do Zürichu w Szwajcarii oraz Warszawy.
W granicach Polski, port lotniczy Szczecin-Goleniów znajduje się ok. 70 km od Świnoujścia i obecnie obsługuje całoroczne rejsowe połączenia z Dublinem, Londynem, Rygge k. Oslo (nieczynne) i Warszawą.

## Uzdrowisko Świnoujście

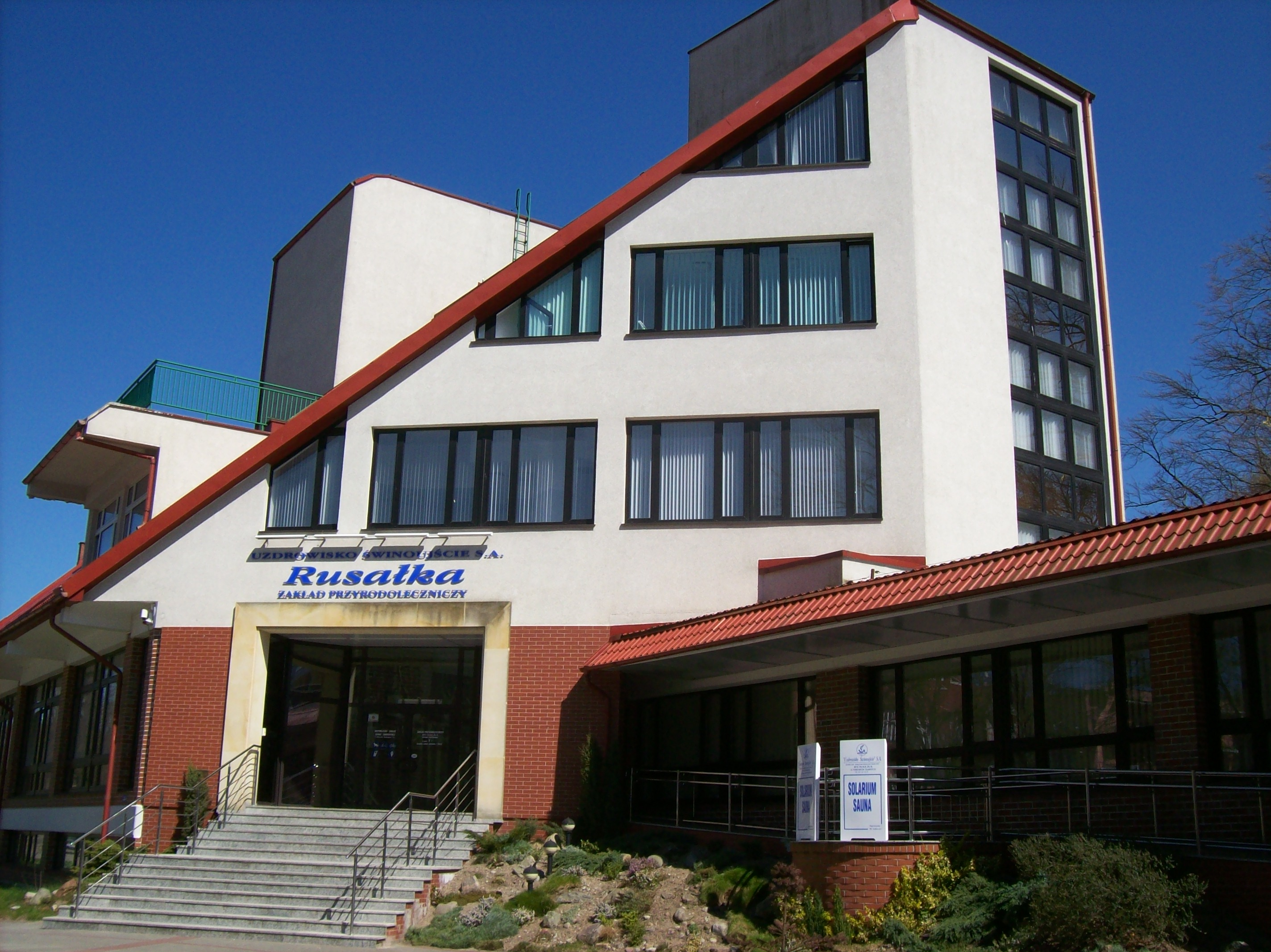
Zakład Przyrodoleczniczy „Rusałka”

W uzdrowisku prowadzone jest leczenie w następujących kierunkach: choroby ortopedyczno-urazowe, choroby układu nerwowego, choroby reumatologiczne, choroby kardiologiczne i nadciśnienie, choroby górnych i dolnych dróg oddechowych, otyłość, choroby endokrynologiczne, osteoporoza, choroby skóry.
Na terenie Świnoujścia znajduje się 15 zakładów lecznictwa uzdrowiskowego: 2 szpitale uzdrowiskowe, 11 sanatoria uzdrowiskowe, 1 zakład przyrodoleczniczy, 1 przychodnia uzdrowiskowa.
Na terenie uzdrowiska znajdują się udokumentowane następujące naturalne surowce lecznicze:
- złoża wód leczniczych (woda chlorkowo-sodowa, jodkowa, żelazista, bromkowa[63]) z ujęć „Jantar” (ul. Powstańców Śląskich 2/4, XXX-lecia PRL, ul. Sienkiewicza 26) oraz „Teresa” (ul. Żeromskiego 45B)
- złoże borowinowe „Płachcin”

W 1824 Świnoujście zostało ogłoszone kąpieliskiem morskim. W 1897 zostały odkryte na terenie miasta źródła leczniczej solanki, wówczas zbudowane tutaj zostały odpowiednie urządzenia przyrodolecznicze.
Wykorzystywane są określone właściwości lecznicze surowców naturalnych, borowiny nizinnej oraz solanki bromkowo-jodkowo-sodkowej. Uzdrowisko specjalizuje się w leczeniu schorzeń: kardiologicznych, narządów ruchu, endokrynologicznych, pulmonologicznych, reumatologicznych, laryngologicznych, dermatologicznych jak i: rehabilitacją po mastektomii, wczesną rehabilitacją kardiologiczną, leczeniem otyłości.
Wykonywane są również zabiegi z zakresu balneoterapii, hydroterapii, kinezyterapii, elektroterapii, fototerapii.

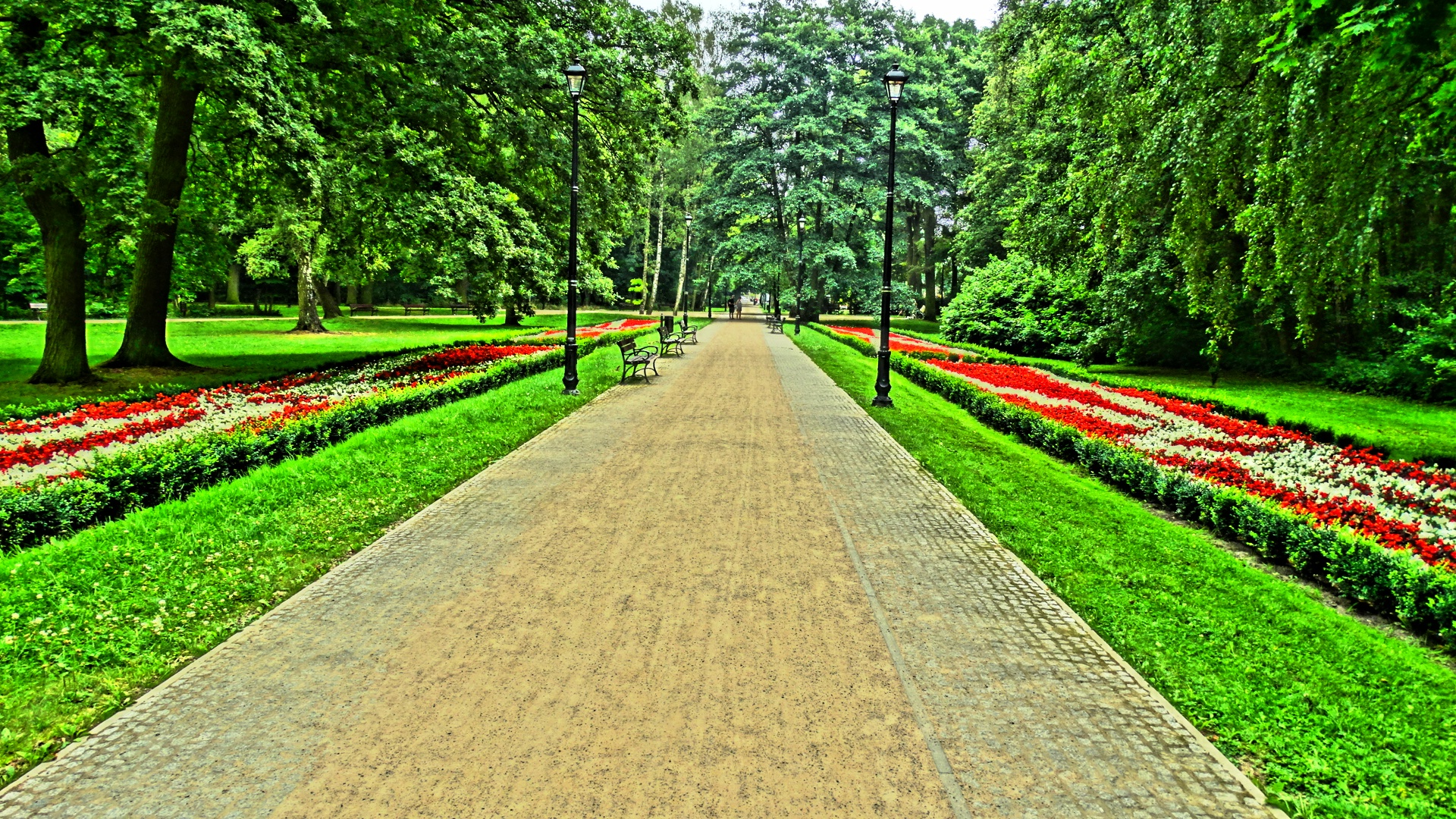
Park zdrojowy

## Turystyka

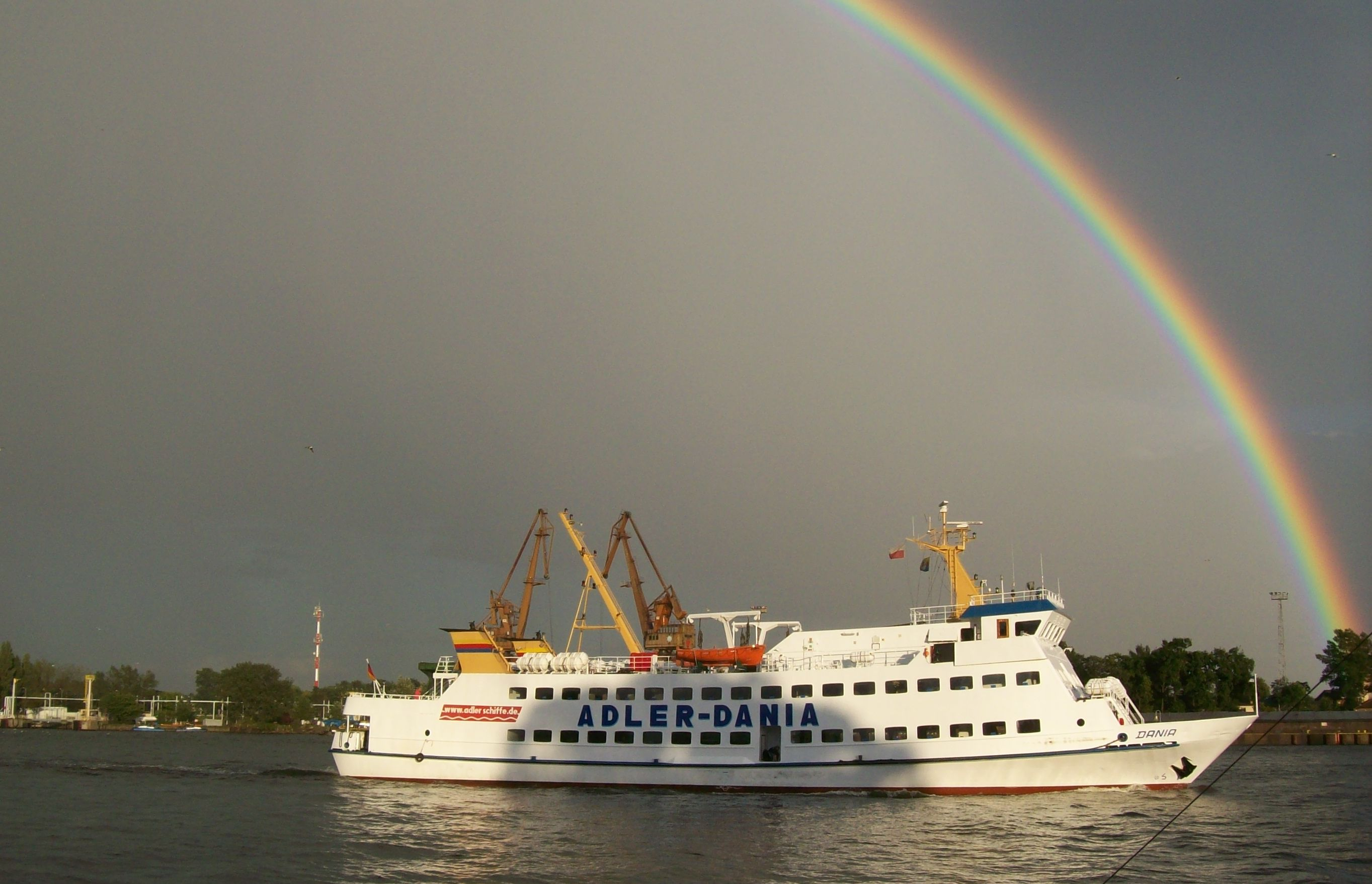
Stateczek białej floty wpływający do portu

W Świnoujściu funkcjonują całoroczne punkty informacji turystycznej, jeden z nich znajduje się na Wybrzeżu Władysława IV (przy miejskiej przeprawie promowej), drugi zaś przy byłym przejściu granicznym Świnoujście-Ahlbeck. Sezonowy punkt informacji turystycznej działa przy marinie żeglarskiej. Planowana jest organizacja szlaku wodnego Berlin – Szczecin – Bałtyk.

### Plaża

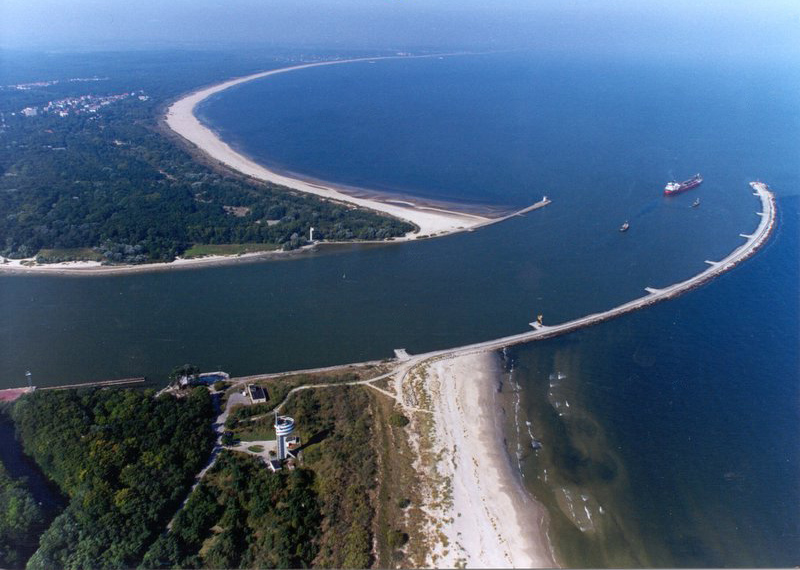
Wejście do portu w Świnoujściu (ujście Świny – na lewo plaża na wyspie Uznam, na prawo plaża na wyspie Wolin)

Jedną z atrakcji Świnoujścia jest plaża, która ciągnie się na przestrzeni 10 kilometrów (3,7 km na wyspie Uznam oraz 6 km na wyspie Wolin). Co roku plaża poszerza się wskutek cofania się morza (obecnie w najszerszym miejscu mierzy 200m) i dzięki temu zjawisku świnoujskie kąpielisko jest płytkie.
Nad Zatoką Pomorską wyznaczono letnie kąpielisko morskie Świnoujście-Uznam. W 2013 r. sezon kąpielowy określono na okres od 1 lipca do 31 sierpnia.
Latem wody Bałtyku w rejonie Świnoujścia są najcieplejsze na polskim wybrzeżu. Oprócz zażywania kąpieli morskich i słonecznych można również korzystać z wodnych zjeżdżalni, trampolin, motorówek z pontonem, a także wypożyczyć skuter wodny.
Świnoujskie kąpielisko na wyspie Uznam corocznie (od 2006 roku) otrzymuje certyfikat „Błękitnej Flagi”. Jest ona przyznawana kąpieliskom, które spełniają wysokie wymogi jakości i bezpieczeństwa na plaży.

### Promenady

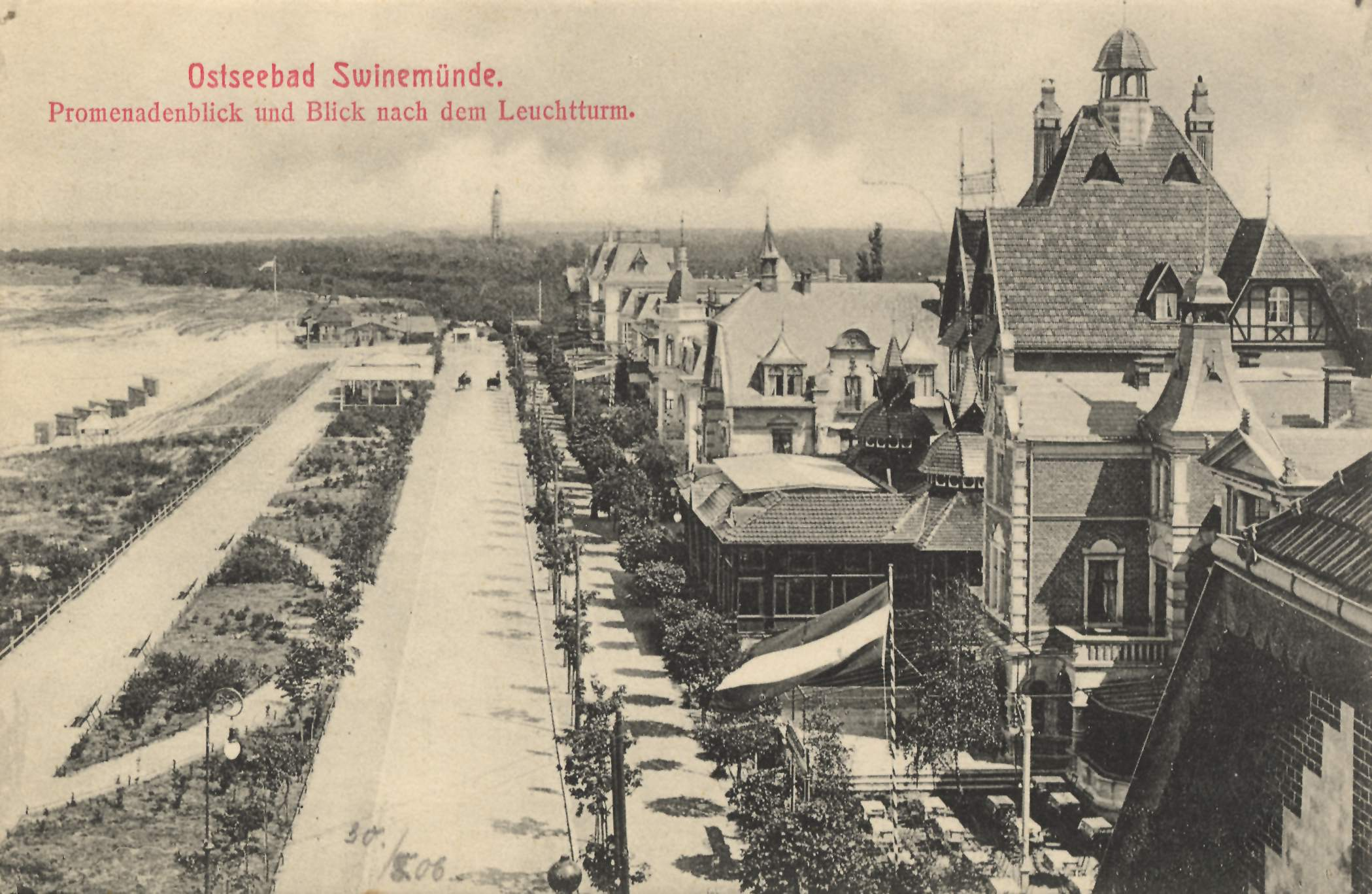
Promenada nadmorska w 1906 roku

#### Promenada Historyczna

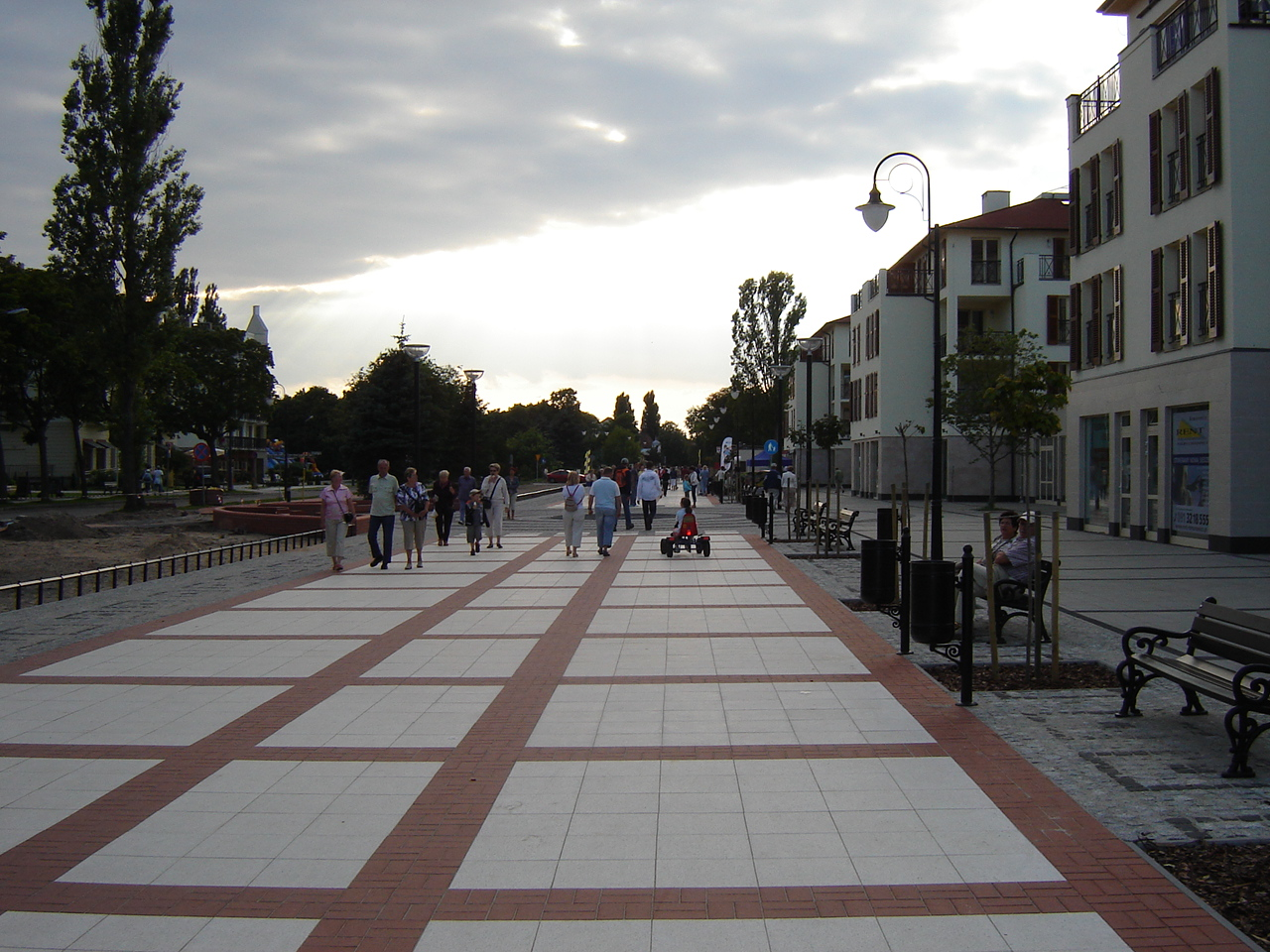
Promenada Historyczna

Promenada nadmorska w Świnoujściu to przedwojenny bulwar graniczący z dzielnicą uzdrowiskową. Powstała na przełomie XIX i XX wieku, a oświetlono ją w 1910. Sąsiadowała ona wówczas bezpośrednio z plażą. Z powodu działań erozyjnych oddaliła się do XXI wieku od plaży o ponad 150 m (w Świnoujściu przybywa średnio 1,5 metra plaży na rok).
Wzdłuż promenady znajdują się obecnie punkty gastronomiczne, kawiarnie, bary, ogródki piwne, muszla koncertowa, kasyno i oceanarium. Na świnoujskiej promenadzie udostępniony jest internet bezprzewodowy.

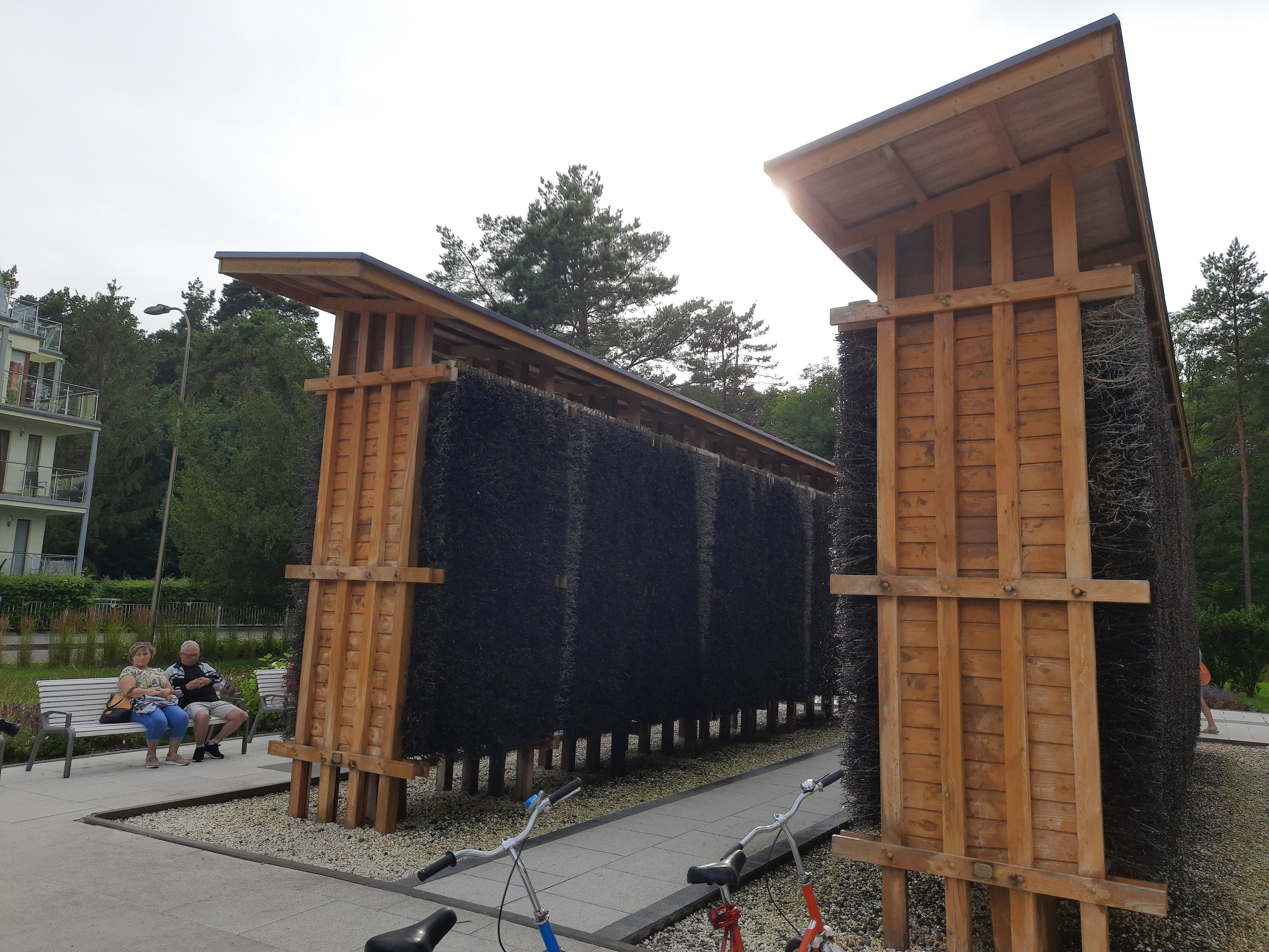
Tężnie solankowe na Promenadzie Historycznej

Po przejściu renowacji w latach 2019–2020 zmieniła nazwę na Promenada Historyczna. Została przedłużona do 1,5 kilometra długości, a na jej terenie zostały postawione m.in. zegar wodny oraz tężnie solankowe. Koszt projektu „Kurort Nadmorski – nowa wizja przestrzeni publicznej” wyniósł ponad 18,3 miliony złotych.

#### Kładka na Wydmach
Promenada pn. Kładka na Wydmach została wybudowana w latach 2007–2011. W 2020 roku powstał projekt przedłużenia jej aż po Stawę Młyny (pot. Wiatrak).

#### Promenada Transgraniczna Świnoujście-Heringsdorf
W 2011 roku miało także miejsce otwarcie pieszo-rowerowej Promenady Transgranicznej między miastami Świnoujście (Polska) i Heringsdorf (Niemcy). W ramach tego projektu na granicy powstała również platforma o powierzchni około 425 metrów kwadratowych. Ścieżka ta jest długa na blisko 4 kilometry. W roku otwarcia znalazła się ona w czołówce konkursu pt. „Polska Pięknieje – 7 cudów Funduszy Europejskich”.

#### Promenada Zdrowia

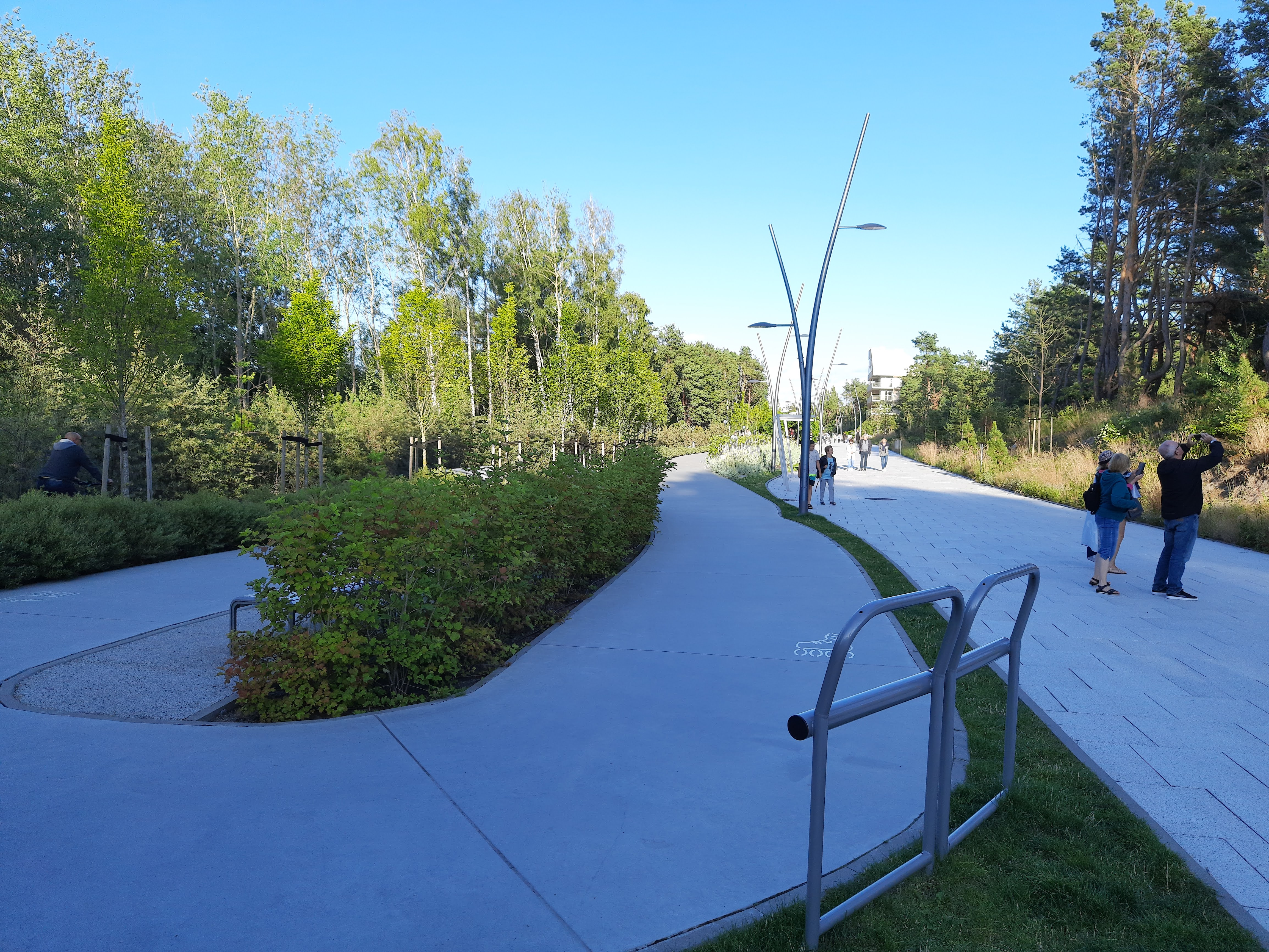
Promenada Zdrowia

W 2018 roku zaczęła się budowa nowej promenady, tzw. Promenady Zdrowia, która jest równoległa ze starą Promenadą Historyczną. Rozciąga się ona na 950 m. Skończona została we wrześniu 2019 roku, a koszt całej inwestycji wyniósł 21 milionów złotych. Przy niej zbudowane są także małe place zabaw, siłownie, źródełka z wodą pitną, stacje dla rowerów, fontanna, stoły do gry w chińczyka i szachy oraz park rekreacyjny z nasadzeniami (w którego skład wchodzi Ogród Sensoryczny, labirynt czy boisko do gry w petaque).
W 2020 roku zwyciężyła ona w wojewódzkim konkursie Marszałka Województwa Zachodniopomorskiego na najlepiej zagospodarowaną przestrzeń publiczną pokonując 18 innych przedsięwzięć.

#### Promenada Leśna
W 2022 roku powstał projekt utworzenia Promenady Leśnej będącej przedłużeniem Promenady Historycznej na wschód. Świnoujście dostało 5 milionów złotych dofinansowania z Rządowego Funduszu Polski Ład: Programu Inwestycji Strategicznych dla gmin uzdrowiskowych. Będzie ona ciągnęła się na odległości 800 metrów.

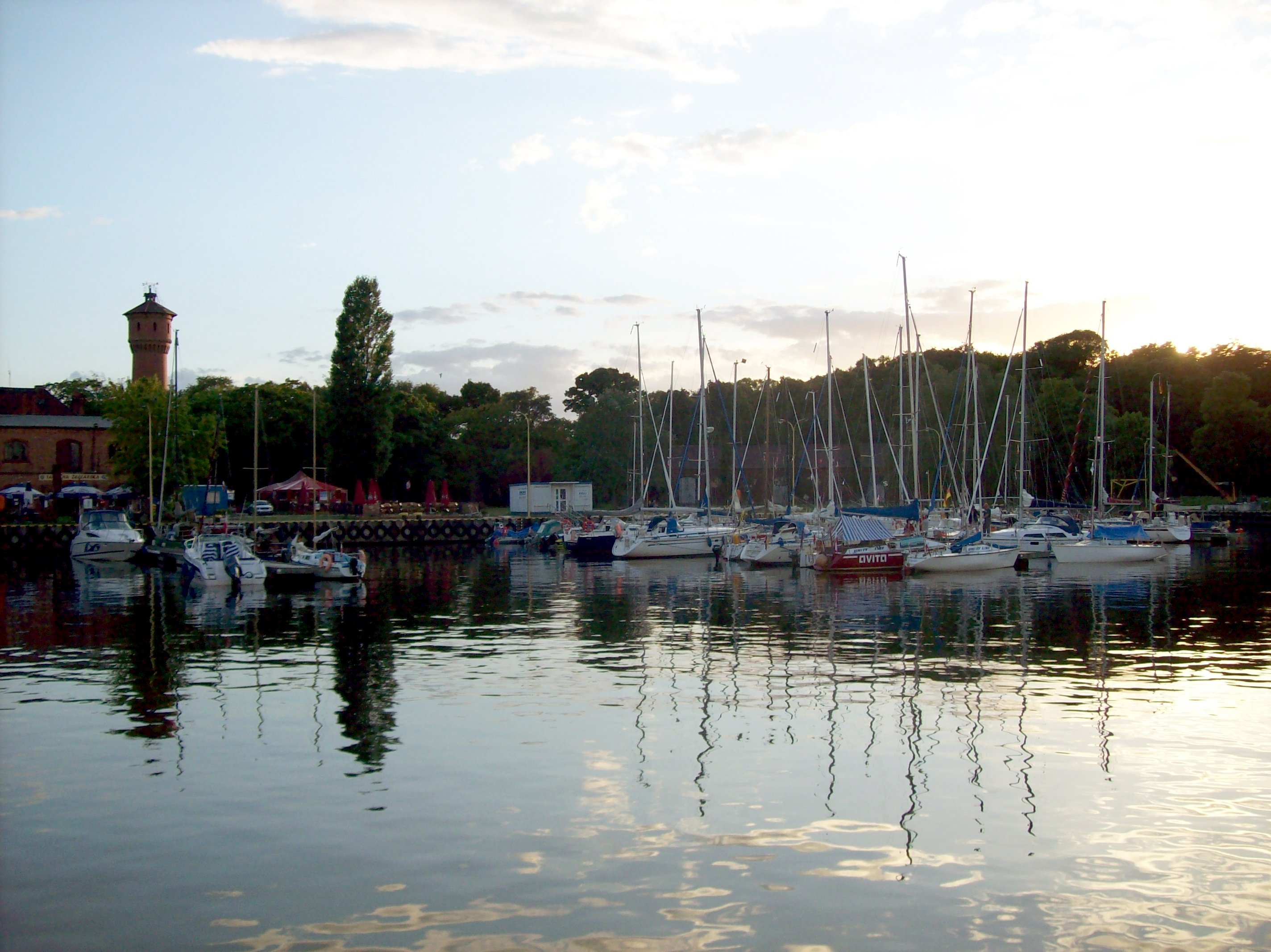
Przystań jachtowa w Basenie Północnym

### Rejsy
Jedną z możliwości spędzenia wolnego czasu jest rejs statkami białej floty. Latem można skorzystać z rejsów po porcie, Bałtyku i do pobliskich niemieckich miejscowości letniskowych: Ahlbecku, Heringsdorfu i Bansinu, a od 2004 roku także do Międzyzdrojów. Katamaranem można popłynąć na wyspę Rugia.

### Szlaki turystyczne

#### Szlaki rowerowe[95]
Świnoujskie szlaki rowerowe są wytyczone, oznakowane i przygotowane do ruchu według europejskich standardów turystycznych. Drogi przebiegu szlaków są wyrównane i utwardzone, przebiegi tras wskazuje 249 znaków na drzewach i tabliczkach. Przy szlakach znajdują się wiaty turystyczne, wyposażone m.in. w stojaki na rowery, a także tablice edukacyjne. Łącznie szlaki posiadają 109 km długości.
- Szlak przez Świdny Las – część jego trasy biegnie wzdłuż Kanału Piastowskiego. Szlak ten leży na najbardziej wysuniętym na południowy zachód skrawku wyspy Uznam i częściowo przebiega także po trasie ścieżki spacerowo-edukacyjnej „Karsiborskie Paprocie”.
- Szlak dookoła wyspy Karsibór – szlak ten prowadzi przez Karsibór, trzecią co do wielkości w archipelagu. Na terenie szlaku znajdują się m.in.: Basen U-bootów, ruiny warsztatów, falochron u wejścia do kanału Piastowskiego, Zajęcze Łęgi – plantacja trzciny cukrowej
- Międzynarodowy szlak rowerowy wokół Zalewu Szczecińskiego R66 – na Uznamie i Wolinie znakowany na niebiesko
- Międzynarodowy szlak rowerowy wokół Bałtyku R10 (Nadmorski Szlak Hanzeatycki)

#### Szlaki piesze[96]
- Szlak Nadmorski
- Szlak Nad Bałtykiem i Zalewem Szczecińskim
- Szlak Fortyfikacyjny Twierdzy Świnoujście
- Ścieżka dydaktyczna „Karsiborskie Paprocie”

#### Szlaki kajakowe
- Szlak kajakowy „44 wysp” – szlak wokół świnoujskich wysp i kanałów delty Świny, szlak jest oznakowany i przeznaczony dla turystów obeznanych z wiosłowaniem.
- Szlak kajakowy wzdłuż brzegów wyspy Wolin

## Kultura

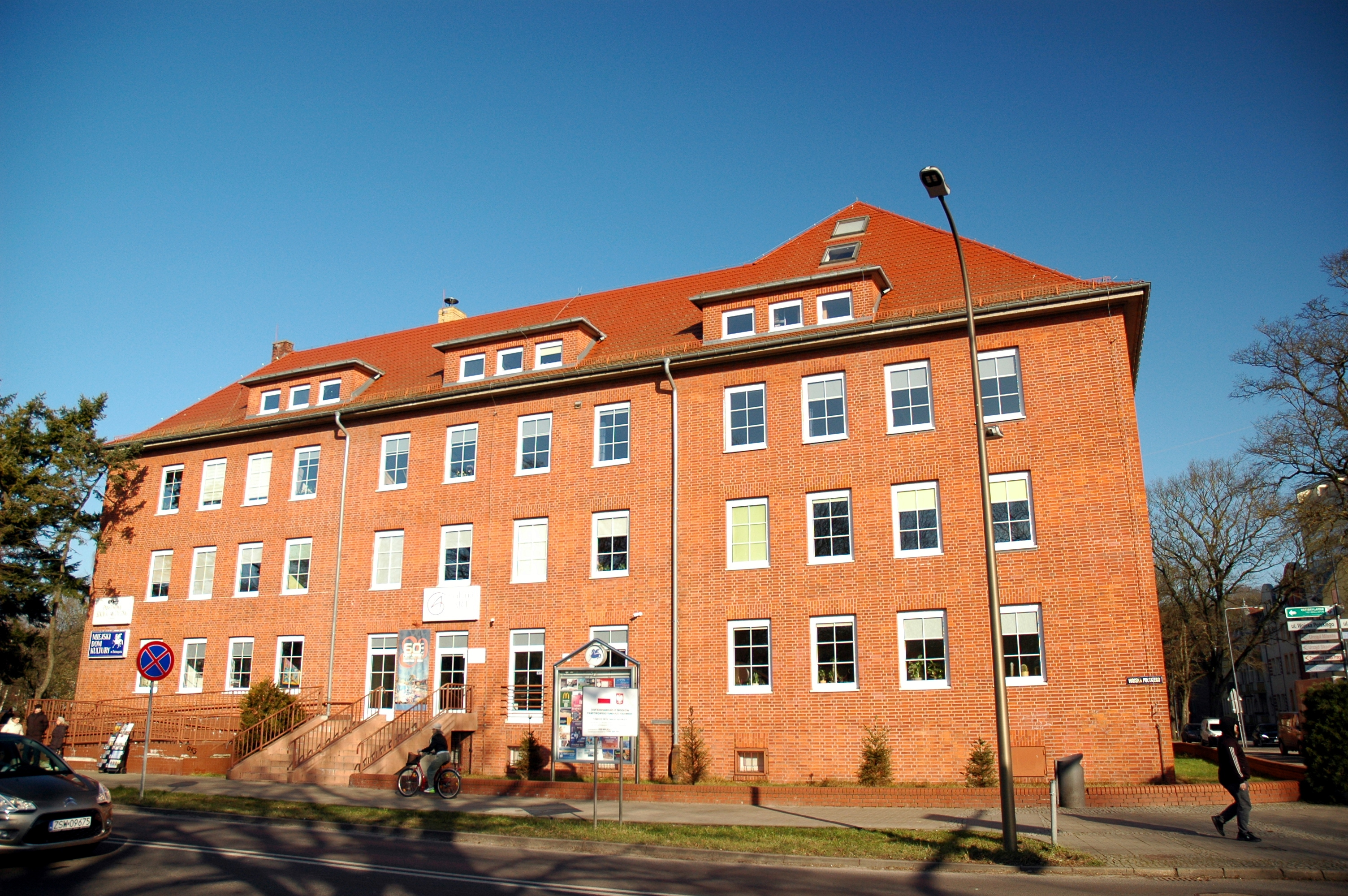
Miejski Dom Kultury. W tym budynku mieści się również szkoła muzyczna i galeria ART.

Głównym ośrodkiem kulturalnym jest Miejski Dom Kultury, w którym organizowane są także różnego typu wystawy i przedstawienia teatralne. Przy MDK-u istnieje Kino „Pegaz”. Działa tutaj również Uniwersytet trzeciego wieku, pod honorowym patronatem Prezydenta Świnoujścia. MDK posiada także salę teatralną oraz salę kameralną. Instytucja ma również swoją filię w Przytorze, na Warszowie oraz w Karsiborze.

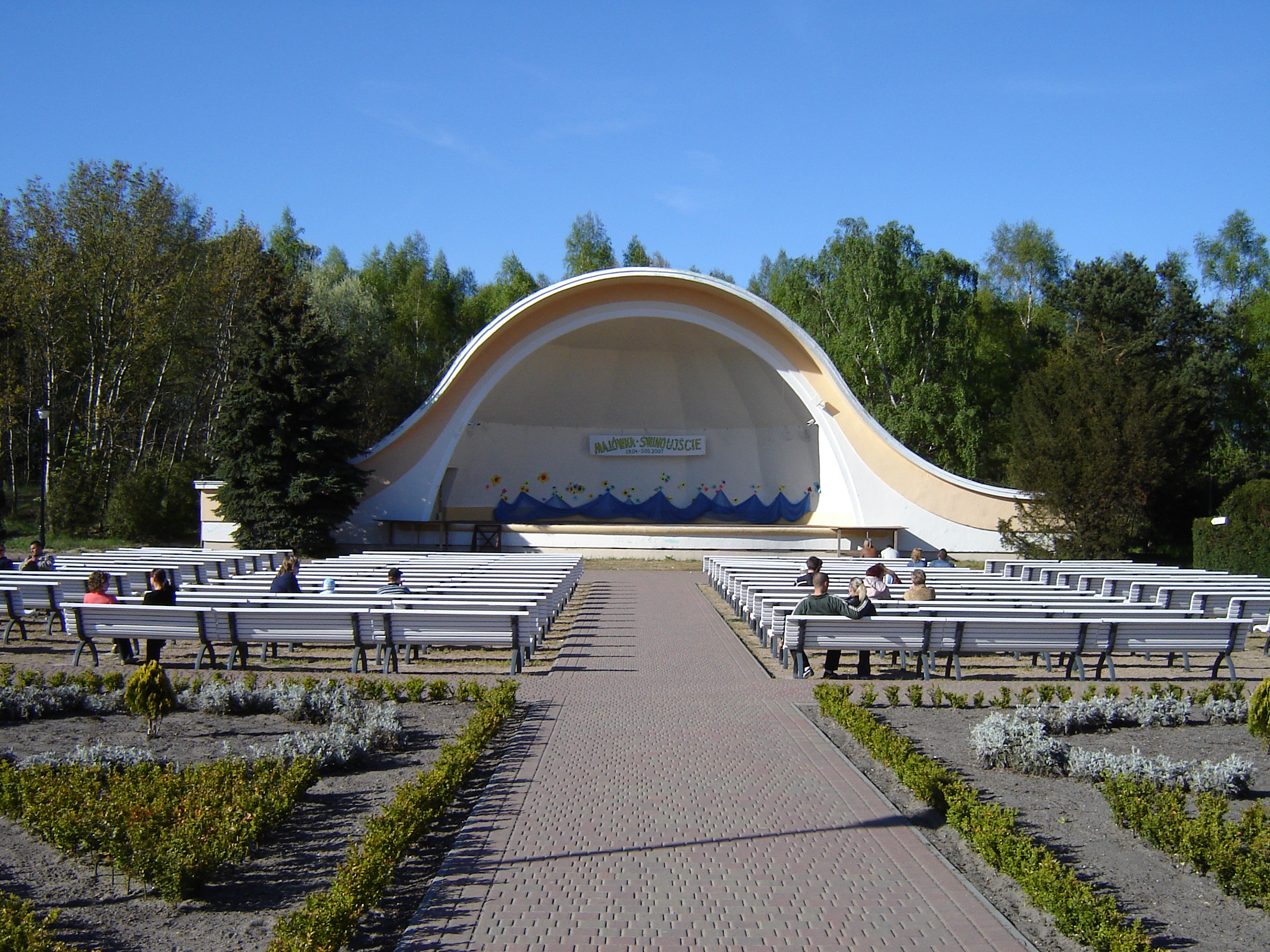
Muszla koncertowa

Istotnymi obiektami kulturalnymi są amfiteatr i muszla koncertowa przy promenadzie w dzielnicy nadmorskiej nieopodal plaży. Odbywają się tam koncerty, festyny i letni festiwal studencki FAMA.

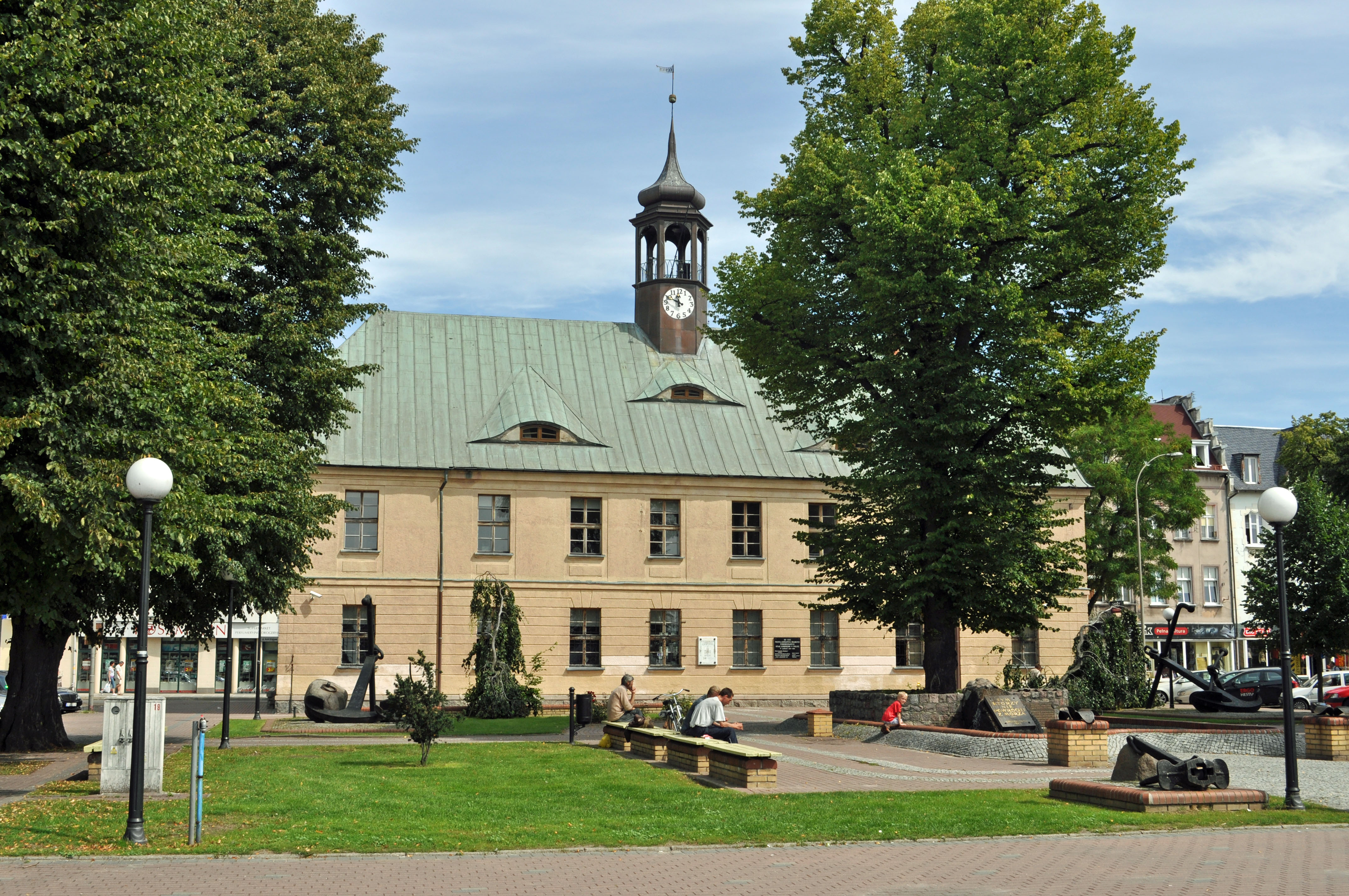
Muzeum Rybołówstwa Morskiego, dawniej ratusz miejski

Na placu Rybaka, w dawnym ratuszu, z lat 1805–1809, Muzeum Rybołówstwa Morskiego. W Forcie Gerharda funkcjonuje Muzeum Obrony Wybrzeża.
Miejskie galerie sztuki: Galeria „ART”, Galeria „Słowianin” oraz Galeria 99, będąca studiem sztuki współczesnej.
W Świnoujściu przy ulicy Piłsudskiego od roku 1947 swoje usługi świadczy Miejska Biblioteka Publiczna im. Stefana Flukowskiego.   

### Muzea
- Muzeum Rybołówstwa Morskiego
- Muzeum Obrony Wybrzeża

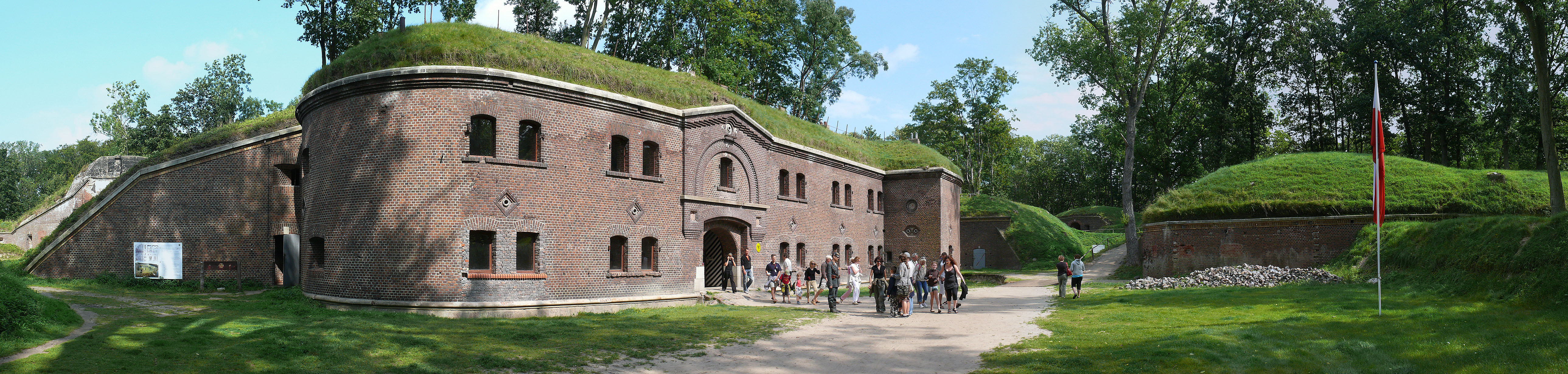
Fort Gerharda w którym mieści się Muzeum Obrony Wybrzeża

- Muzeum Historii Twierdzy Świnoujście
- Muzeum w Latarni Morskiej
- Podziemne Miasto na Wyspie Wolin

### Lokalne media

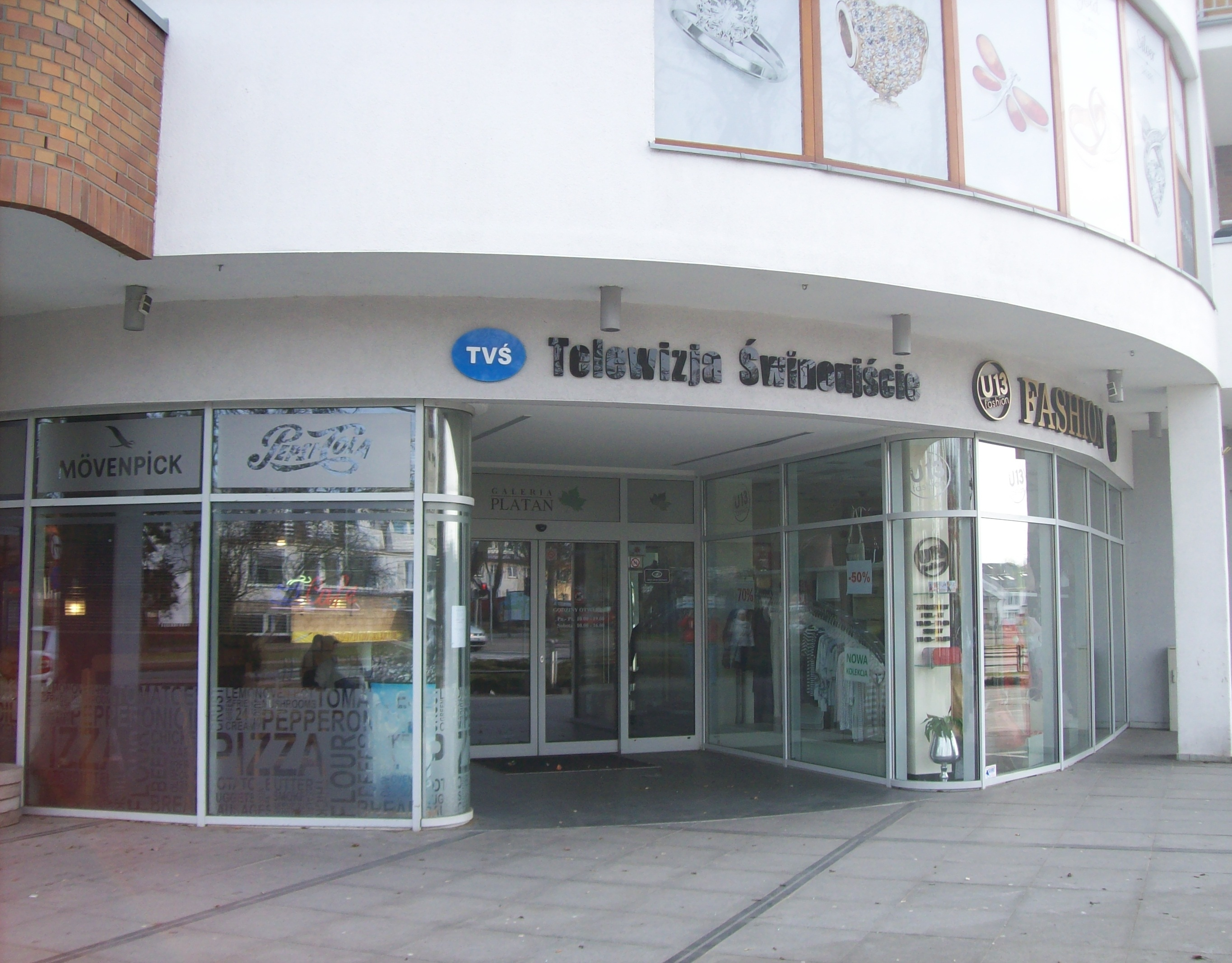
Telewizja Świnoujście

W Świnoujściu dawniej wydawane były takie gazety lokalne jak: bezpłatny tygodnik „Kroniki Portowe” ukazujący się w każdy piątek oraz tygodniki „Wyspiarz Żółty” i „ Wyspiarz Niebieski” oraz ukazujący się również w Międzyzdrojach i w Wolinie. W mieście działał także oddział Głosu Szczecińskiego, w którym składany był cotygodniowy dodatek ukazujący się w piątki „Głos nad Morzem”.
Od czerwca 2016 roku ukazywał się również bezpłatny miesięcznik WYSPY.
Wśród serwisów internetowych funkcjonują takie portale informacyjne jak: iswinoujscie.pl, swinoujskie.info, eswinoujscie.pl, scie24.pl, oraz tu.swinoujscie.pl.
W mieście działają dwie lokalne telewizje: Zachodniopomorska TV oraz Telewizja Słowianin zarządzana przez spółdzielnię mieszkaniową o tej samej nazwie.

## Edukacja
W mieście znajduje się jeden żłobek miejski, sześć przedszkoli, dwanaście szkół podstawowych, liczne szkoły średnie, a także szkoły artystyczne i policealne. W mieście działają również filie uczelni oraz samodzielny Wydział Przedsiębiorczości ZPSB.

## Bezpieczeństwo

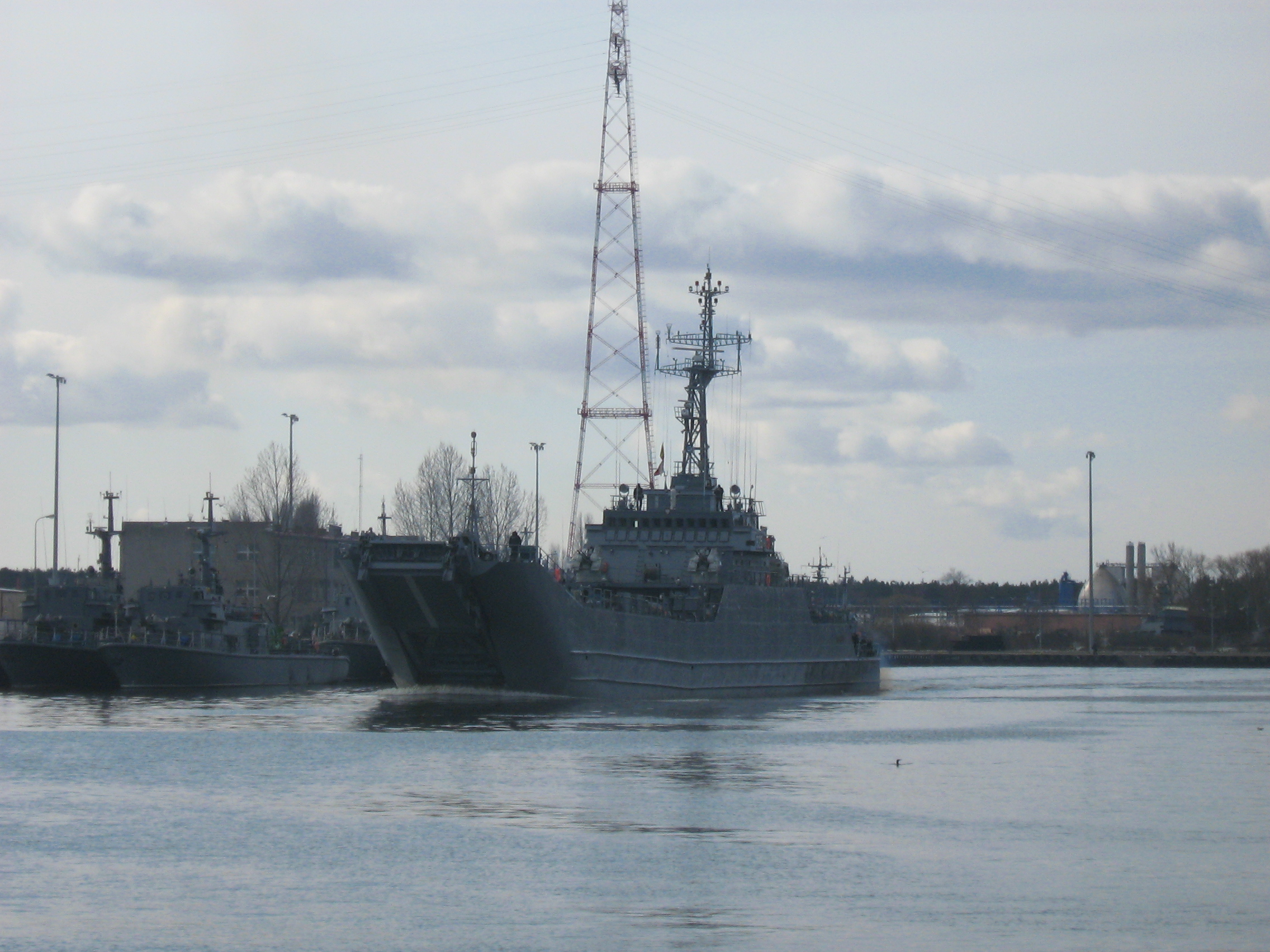
Okręt Transportowo-Minowy Toruń wchodzący w skład struktur 8 Flotylli Obrony Wybrzeża (8 FOW)

W 2009 r. wskaźnik wykrywalności sprawców przestępstw stwierdzonych w Świnoujściu wynosił 77,5%. W 2009 r. stwierdzono w Świnoujściu m.in. 79 kradzieży z włamaniem, 2 kradzieże samochodów, 73 przestępstwa narkotykowe.
Świnoujście jest położone w strefie nadgranicznej i zasięgiem służbowym obejmuje je placówka Straży Granicznej w Świnoujściu z Morskiego Oddziału SG.

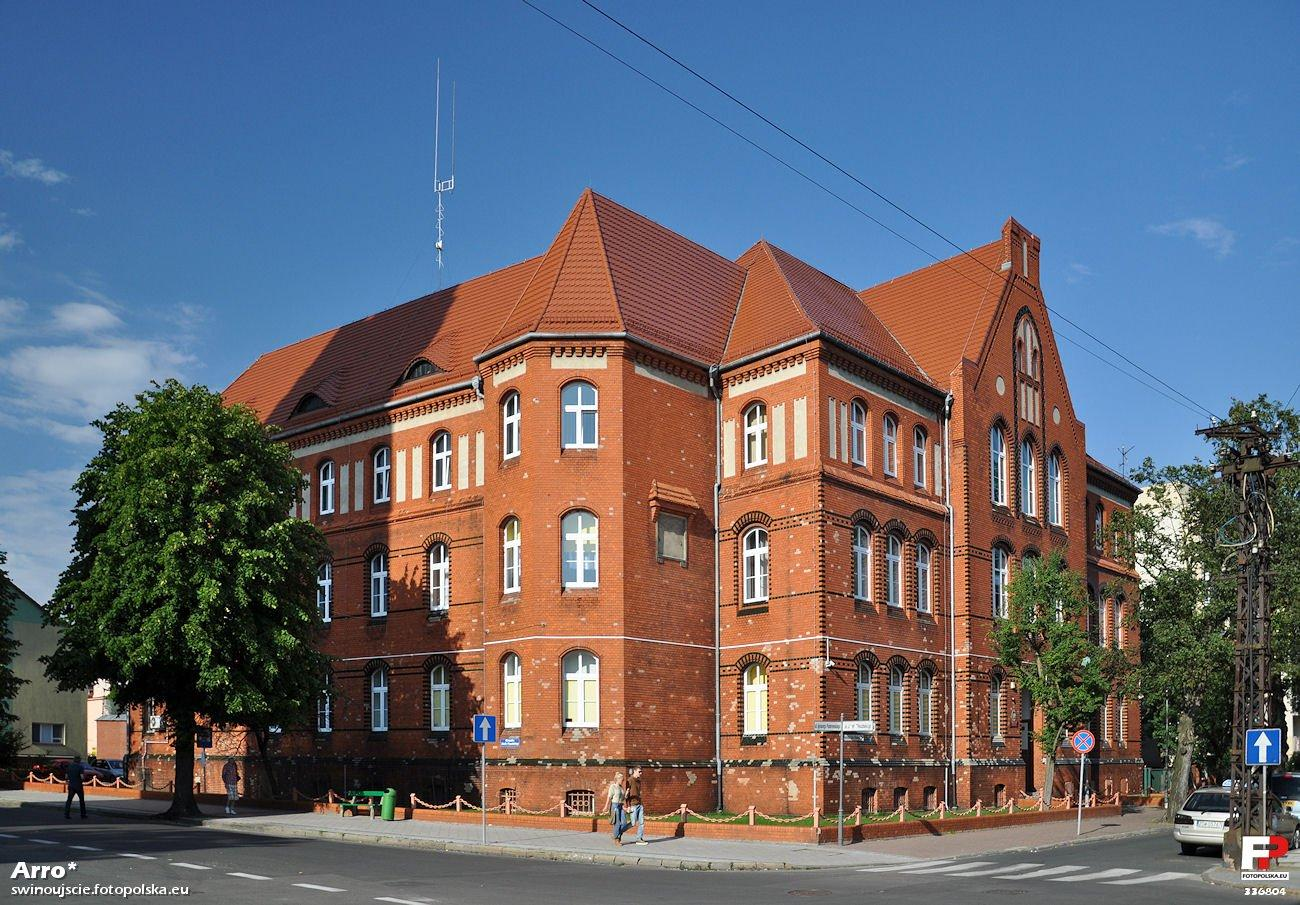
Gmach Sądu Rejonowego

Miasto jest obszarem właściwości Prokuratury Rejonowej w Świnoujściu i Prokuratury Okręgowej w Szczecinie.
Na terenie Świnoujścia działa jednostka ratowniczo-gaśnicza przy Komendzie Miejskiej Państwowej Straży Pożarnej i jej posterunek na Warszowie, a także jednostki Ochotniczej Straży Pożarnej w Karsiborze i Przytorze.

## Administracja i samorząd

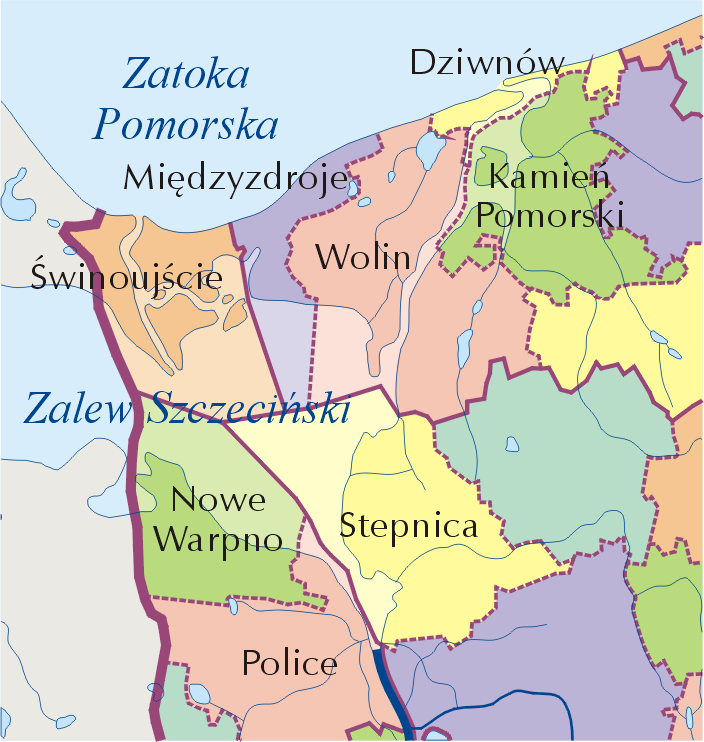
Granice Świnoujścia

Organem wykonawczym władzy samorządowej od 1987 roku jest prezydent miasta. Świnoujście tytuł prezydenta miasta otrzymało w 1987 roku jako 1 z 11 miast, które nie posiadały wtedy wymaganej liczby 50 tys. mieszkańców. W 1990 roku, kiedy podwyższono wymagane kryterium do 100 tys. mieszkańców, tytuł prezydenta dla Świnoujścia został zachowany.
Obecnie Świnoujście ma status miasta na prawach powiatu. Mieszkańcy wybierają do Rady Miasta Świnoujścia 21 radnych, w trzech okręgach wyborczych. Organem wykonawczym władz jest prezydent miasta. Siedzibą władz miasta jest urząd miasta przy ul. Wojska Polskiego.
Prezydenci Świnoujścia:
- Leszek Miłosz (1990–1994)
- Krzysztof Adranowski (1994–1998)
- Stanisław Możejko (1998–2000)
- Janusz Dziekoński (2000–2002)
- Janusz Żmurkiewicz (2002–2024)
- Joanna Agatowska (od 2024)

### Skład Rady Miasta w latach 2002–2006[113]
- Sojusz Lewicy Demokratycznej-Unia Pracy – 9 mandatów
- Towarzystwo Samorządowe „Nowa Fala” – 4 mandaty
- Grupa Morska Cała Naprzód – 3 mandaty
- świnoujście.pl – 3 mandaty
- Świnoujście-Wspólnota Samorządowa – 2 mandaty

### Skład Rady Miasta w latach 2006–2010[114]
- Lewica i Demokraci – 6 mandatów

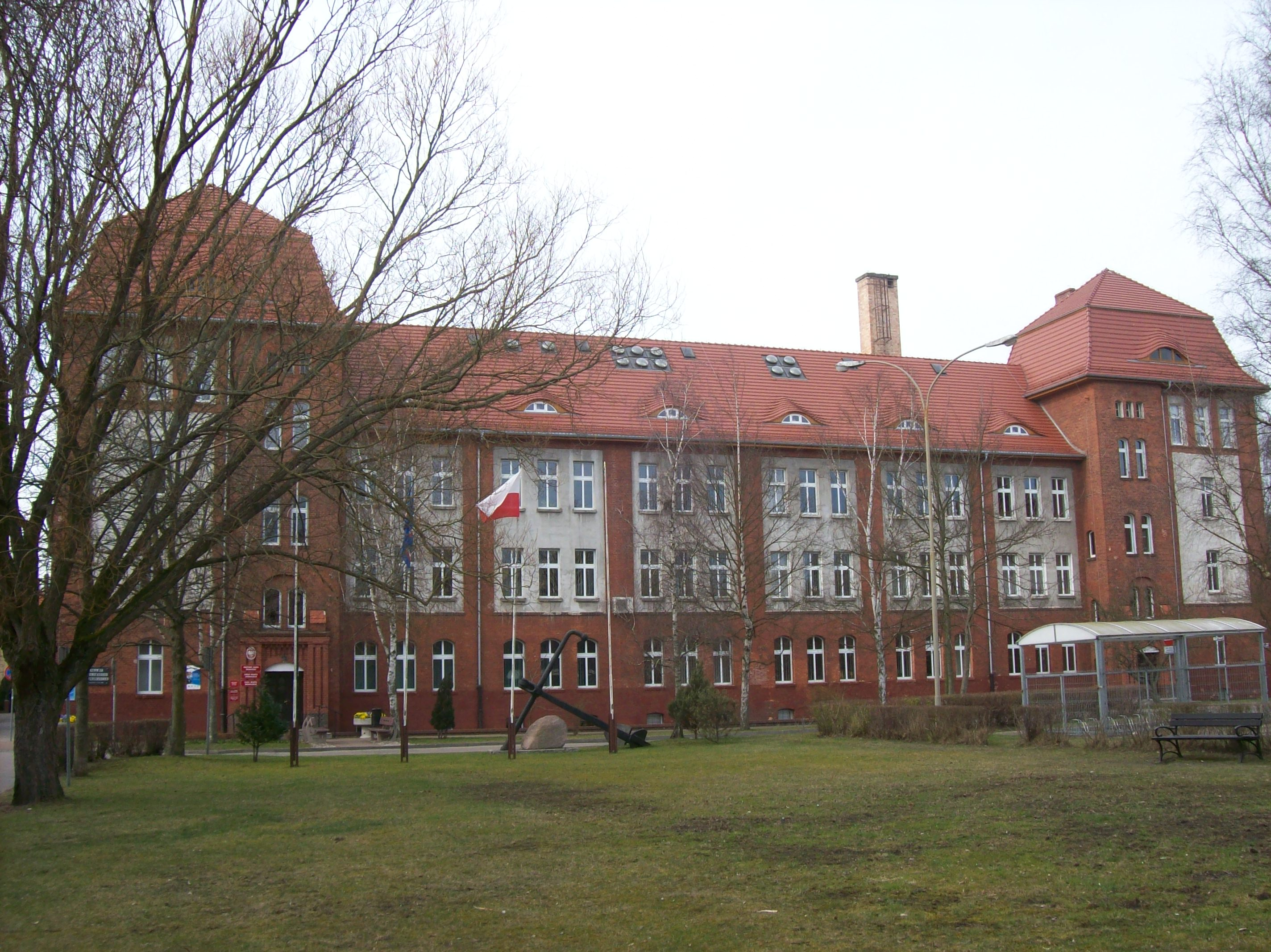
Budynek Urzędu Miasta Świnoujście

- Prawo i Sprawiedliwość – 3 mandaty
- Platforma Obywatelska – 3 mandaty
- Solidarni dla Rozwoju Miasta Świnoujścia – 3 mandaty
- Wybierz Świnoujście – 2 mandaty
- Porozumienie dla Świnoujścia – 2 mandaty
- Na Wyspach – 1 mandat
- Świnoujskie Forum Samorządowe Most – 1 mandat

### Skład Rady Miasta w latach 2010–2014[115]
- Sojusz Lewicy Demokratycznej – 10 mandatów
- Platforma Obywatelska – 5 mandatów
- Prawo i Sprawiedliwość – 3 mandaty
- Stowarzyszenie Grupa Morska – 2 mandaty
- Czas Na Zmiany – 1 mandat

### Skład Rady Miasta w latach 2014–2018[116]
- SLD Lewica Razem – 9 mandatów
- Platforma Obywatelska – 5 mandatów
- Grupa Morska-Cała Naprzód – 4 mandaty
- Prawo i Sprawiedliwość – 3 mandaty

Świnoujście jest członkiem następujących związków i organizacji:
- Związek Miast Polskich,
- Stowarzyszenie Gmin Polskich Euroregionu „Pomerania”,
- Związek Miast i Gmin Morskich,
- Związek Powiatów Polskich,
- Związek Portów i Przystani Morskich Województwa Zachodniopomorskiego.

W obrębie Świnoujścia zostały utworzone 4 jednostki pomocnicze miasta:
- Dzielnica Uzdrowiskowa – obejmuje całą wyspę Uznam bez obszaru przy Bramie Świny, bez Fortu Zachodniego, Fortu Anioła, Basenu Zimowego, Węglowego, Południowego oraz półwyspów Kosa i Zieliny[117][118].
- Osiedle Warszów
- Osiedle Przytór-Łunowo
- Osiedle Karsibór – obejmuje wyspę Karsibór i wszystkie wyspy delty wstecznej Świny

Miasto jest obszarem właściwości miejscowej Sądu Rejonowego w Świnoujściu, Sądu Okręgowego w Szczecinie oraz Samorządowego Kolegium Odwoławczego w Szczecinie.
Mieszkańcy Świnoujścia wybierają radnych do Sejmiku Województwa Zachodniopomorskiego w okręgu nr 2. Posłów na Sejm wybierają z okręgu wyborczego nr 41, senatora z okręgu wyborczego nr 98, a posłów do Parlamentu Europejskiego z okręgu wyborczego nr 13.

### Współpraca zagraniczna
Miasto należy do euroregionu Pomerania. Dzięki położeniu miasta nad Bałtykiem, jego gospodarka i kultura są trwale związane z państwami nadbałtyckimi. Przykładem takiej współpracy jest program „Cztery Zakątki” promujący wzajemną turystykę, oraz dający możliwość wymiany kulturalnej i młodzieżowej pomiędzy Południową Skanią w Szwecji, duńską wyspą Bornholm, niemiecką Rugią i Świnoujściem.
| Jednostka administracyjna          | Kraj    | Data umowy                  |
| ---------------------------------- | ------- | --------------------------- |
| Heringsdorf                        | Niemcy  | 3 września 2007             |
| Nordenham                          | Niemcy  | 13 sierpnia 1992            |
| powiat Vorpommern-Greifswald       | Niemcy  | 29 października 1998        |
| Ystad                              | Szwecja | 25 stycznia 1990            |
| Swietłyj (Светлый) (umowa zerwana) | Rosja   | 14 maja 1993 – 1 marca 2022 |

## Wspólnoty wyznaniowe

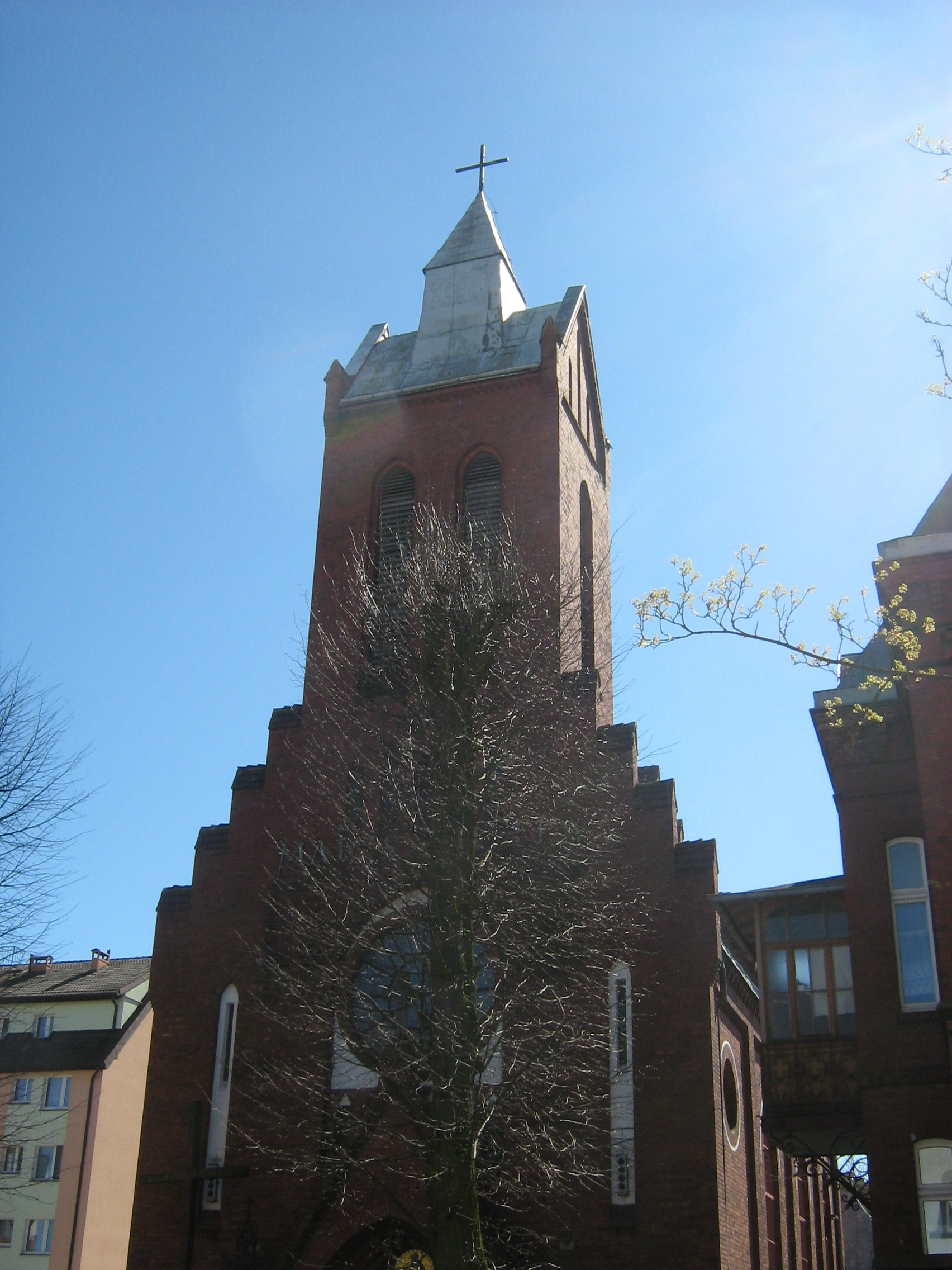
Kościół NMP „Stella Maris”

W terenie Świnoujścia działalność religijną prowadzą następujące Kościoły i związki wyznaniowe:
- Chrześcijańska Wspólnota Ewangeliczna:
  - placówka misyjna w Świnoujściu[123]
- Kościół Adwentystów Dnia Siódmego w RP:
  - grupa w Świnoujściu[124]
- Kościół Chrystusowy w RP:
  - Kościół Chrystusowy w Świnoujściu (filia Kościoła Chrystusowego w Kołobrzegu)[125][126]
- Kościół Chrześcijan Baptystów:
  - zbór „Maranatha”[127]
- Kościół Ewangelicznych Chrześcijan:
  - zbór „Jeruzalem”[128]
- Kościół greckokatolicki:
  - ośrodek duszpasterski w Świnoujściu, nabożeństwa prowadzone są w kościele rzymskokatolickim Najświętszej Marii Panny Gwiazdy Morza[129]
- Kościół rzymskokatolicki (dekanat Świnoujście):
  - parafia pw. Chrystusa Króla[130]
  - parafia pw. NMP Gwiazdy Morza[131]
  - parafia pw. Najśw. Serca Pana Jezusa (Przytór)[132]
  - parafia pw. św. Wojciecha BM (Warszów)[133]
  - parafia pw. bł. Michała Kozala BM (Osiedle Rycerska)[134]
  - parafia pw. św. Stanisława i Bonifacego BM (Osiedle Posejdon)[135]
- Świadkowie Jehowy:
  - zbór Świnoujście-Warszów (Sala Królestwa ul. Łąkowa 2)[136][137]
  - zbór Świnoujście-Wschód[137]
  - zbór Świnoujście-Zachód (w tym grupa ukraińskojęzyczna; Sala Królestwa ul. Wielkopolska 25)[137][138][139]

W mieście znajdują się także domy zakonne Zgromadzenia sióstr zakonnych: Uczennice Krzyża w Świnoujściu-Przytorze oraz Siostry Maryi Niepokalanej. Przy Parafii Chrystusa Króla działa również Duszpasterstwo Młodzieży. Ponadto w mieście znajduje się

## Sport
W Świnoujściu znajduje się stadion należący do OSiRu, na którym swoje mecze rozgrywa MKS Flota Świnoujście. Świnoujście ma także 3 hale sportowe do koszykówki, siatkówki oraz do tenisa, 4 korty tenisowe, 5 siłowni, fitness club, kryty basen oraz skatepark dla fanów deskorolki i łyżworolek. W Basenie Północnym znajduje się marina jachtowa. Dużą rolę odgrywa Ośrodek Sportu i Rekreacji „Wyspiarz”, do którego należą obiekty sportowe i rekreacyjne.

## Honorowi obywatele Świnoujścia
Lista honorowych obywateli Świnoujścia:
- August von Mackensen – tytuł nadano w 1923 r. przez niemiecką radę miejską Świnoujścia
- Adolf Hitler – tytuł nadano w 1934 r. przez niemiecką radę miejską Świnoujścia
- Bolesław Bierut – tytuł nadano w 1947 r., dyplom wręczono w 1948 r. przez Miejską Radę Narodową w Świnoujściu
- Władysław Gomułka – tytuł nadano w 1947 r., dyplom wręczono w 1948 r. przez Miejską Radę Narodową w Świnoujściu
- Stanisław Sroka – tytuł nadano 27 sierpnia 1964 r. przez Miejską Radę Narodową w Świnoujściu